# Musée des Beaux-Arts de Chartres
Das Musée des Beaux-Arts de Chartres im Département Eure-et-Loir ist das zentrale Museum der Stadt. Es besitzt das Label Musée de France. Das Museum befindet sich im denkmalgeschützten ehemaligen Bischofspalast neben der berühmten Kathedrale. Es beherbergt eine Kunstsammlung, die sich aus Malereien, Zeichnungen, Skulpturen, Kunstobjekten, archäologischen Objekten und Mobiliar zusammensetzt.
Das Museum war während des ersten Semesters im Jahr 2017 geschlossen und eröffnete erneut am 1. Juli 2017.

## Geschichte
- 1833: Gründung am 15. Mai und Einrichtung der Räumlichkeiten im Rathaus der Stadt. Einlass der Öffentlichkeit am 18. Mai 1834.
- 1874: Konstruktion eines anliegenden Flügels des Rathauses.
- 1876: Kauf des Bildes Heilige Lucia von Francisco de Zurbarán. Das Museum profitiert von zahlreichen wichtigen Schenkungen, beispielsweise von Noël Ballay, ehemaliger Gouverneur von Französisch-Westafrika.
- 1939: Installation der Sammlung in dem Gebäude des ehemaligen Bischofssitzes und Eröffnung am 9. Juni durch Georges Huisman, Generaldirektor des Museums. Es folgten einige Schenkungen, insbesondere von der Société archéologique d'Eure-et-Loir.
- 1967: Die Sammlung zur Naturgeschichte ist in das neue Naturkundemuseum verlegt worden.
- 2012: Das Museum wird voraussichtlich aus den Räumlichkeiten verlagert. Die Gemeinde ist nicht Eigentümer der Liegenschaften, die 1905 dem Conseil Général d'Eure-et-Loir zugewiesen wurden. Dadurch wird es nötig, dass die Sammlung an verschiedenen Orten in Chartres untergebracht wird und den geschichtsträchtigen Ort verlassen muss.
- 2013: Ein Renovierungsprojekt des Conseil Général führt zu einer Veränderung der Räumlichkeiten. Der italienische Saal und die Kapelle des alten Bischofspalast wurde zum Gesellschaftszimmer des Cosmetic Valley.[2]
- 2015: Das Museum für Naturkunde und Prähistorie wurde geschlossen und die Sammlung wurde wieder dem Kunstmuseum zugeführt. Dadurch verringerte sich der Ausstellungsraum und nur 1 % der Exponate wird gezeigt.
- 2017:
  - 1. Januar auf Entscheidung des Bürgermeisters Jean-Pierre Gorges wurde das Museum geschlossen aufgrund der Baufälligkeit des Gebäudes infolge der Vernachlässigung der Gemeinde. Die Sammlungen mussten umziehen und das Personal wurde verlegt.[3]
  - 1. Juli nach dem Rückkauf des Gebäudes von der Stadt durch das Département für einen symbolischen Euro wurde das Museum erneut eröffnet.[4]

Der alte Bischofspalast
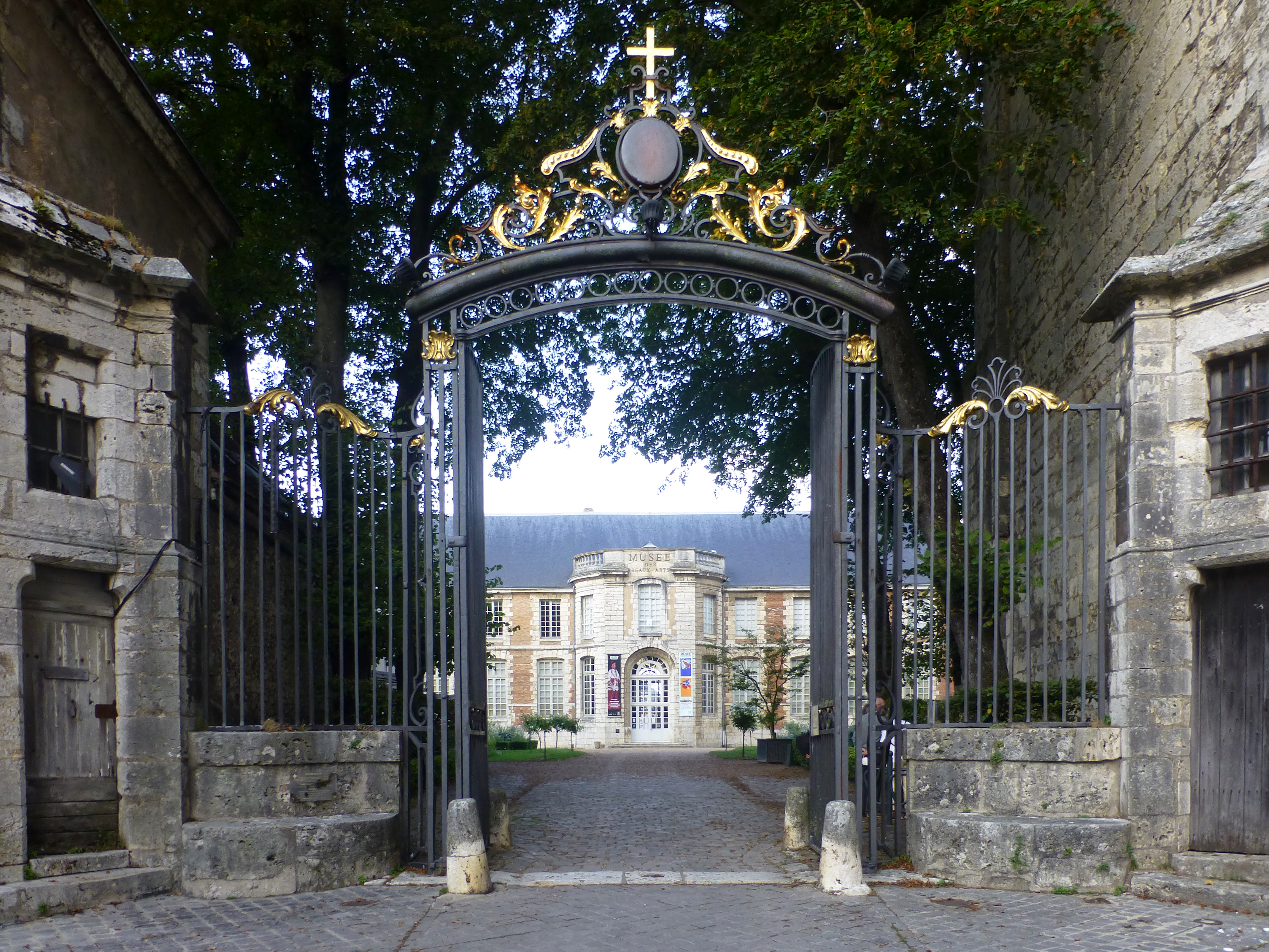
Eingangstor.
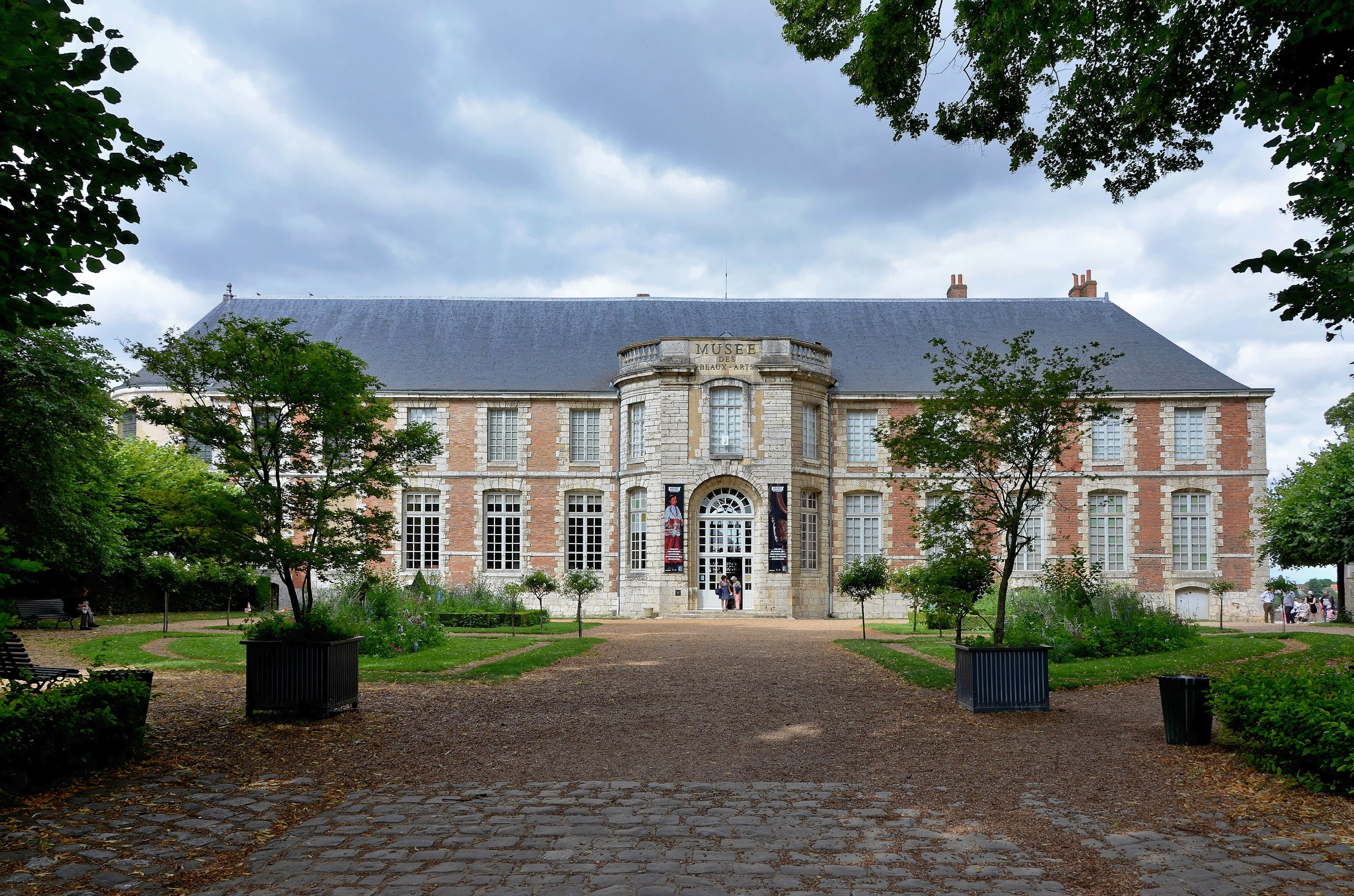
Hauptfassade des Bischofspalast, heute Musée des Beaux-Arts.
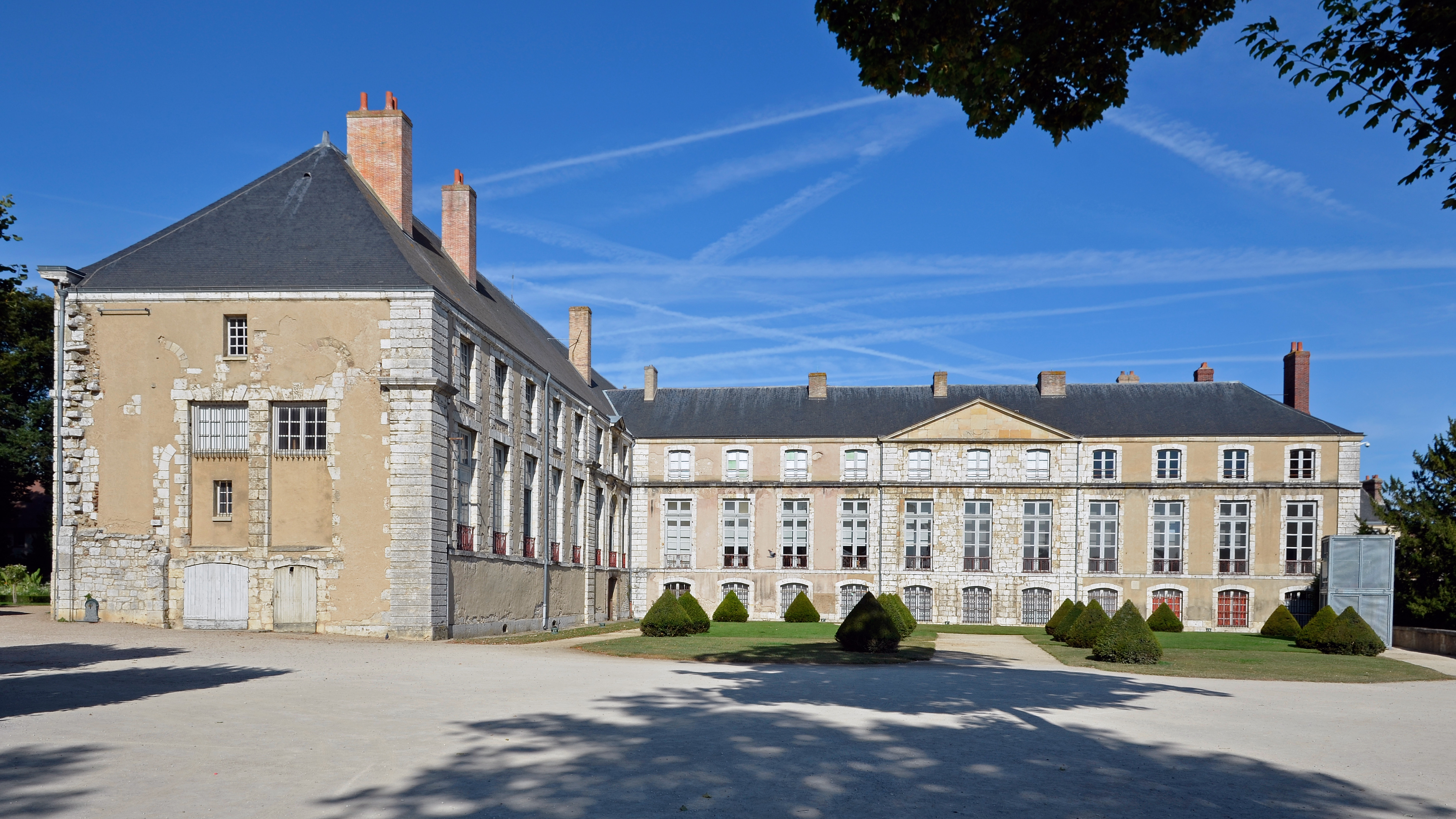
Fassade der Gartenseite. Konstruktion: 18. Jahrhundert, 17.–18. Jahrhundert.

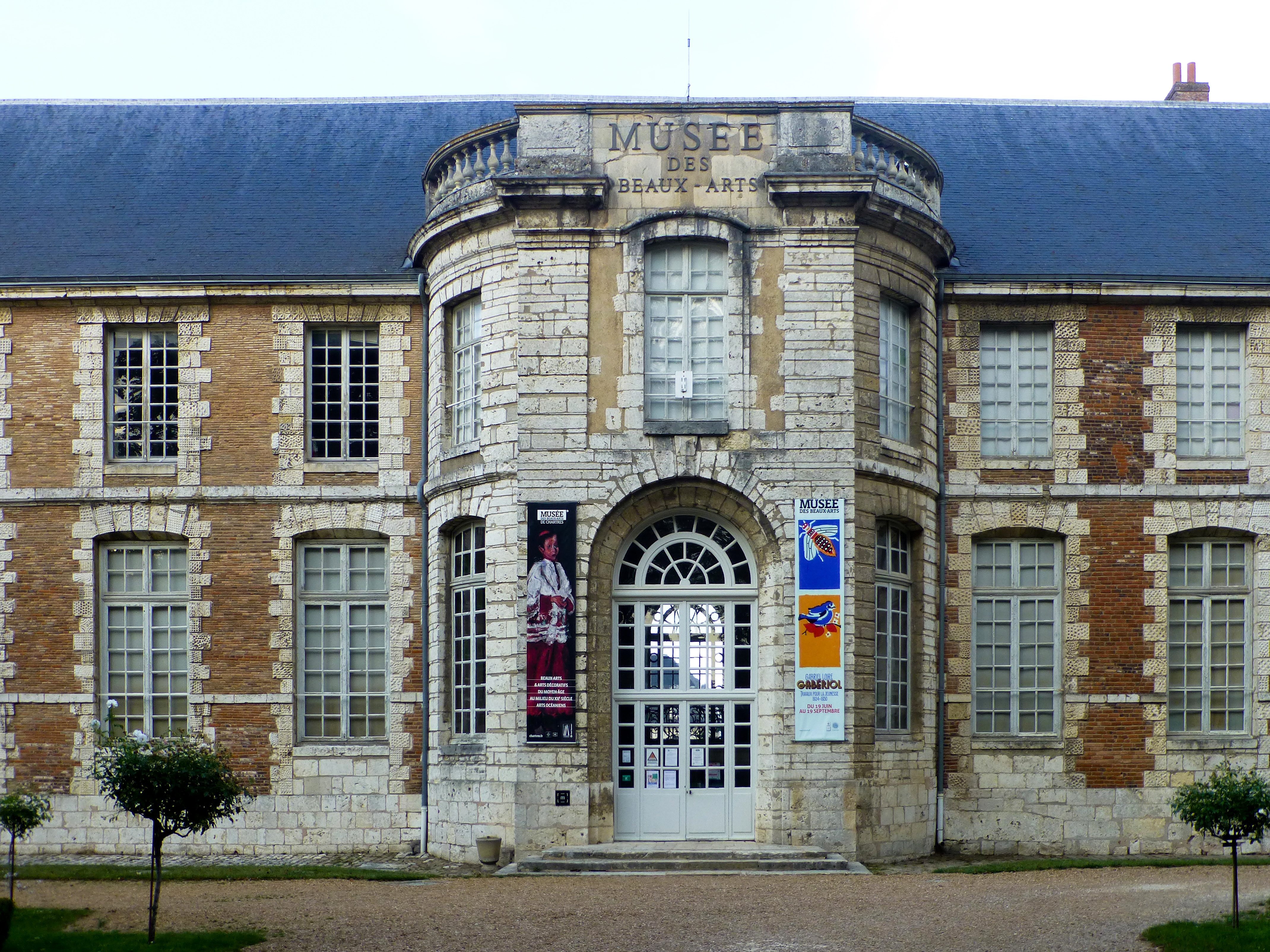
Eingangspavillon.
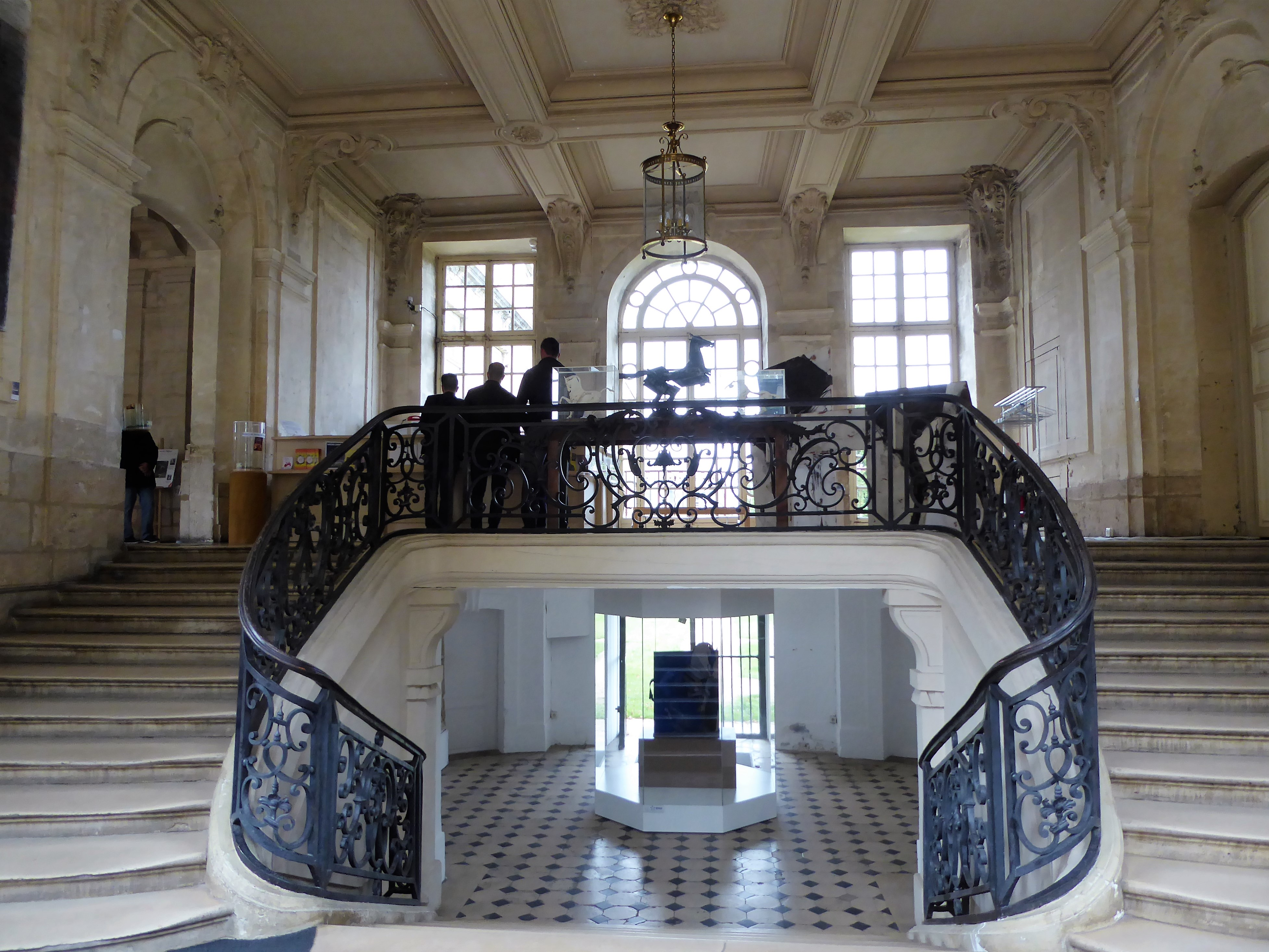
Eingang und Empfang des Museums.
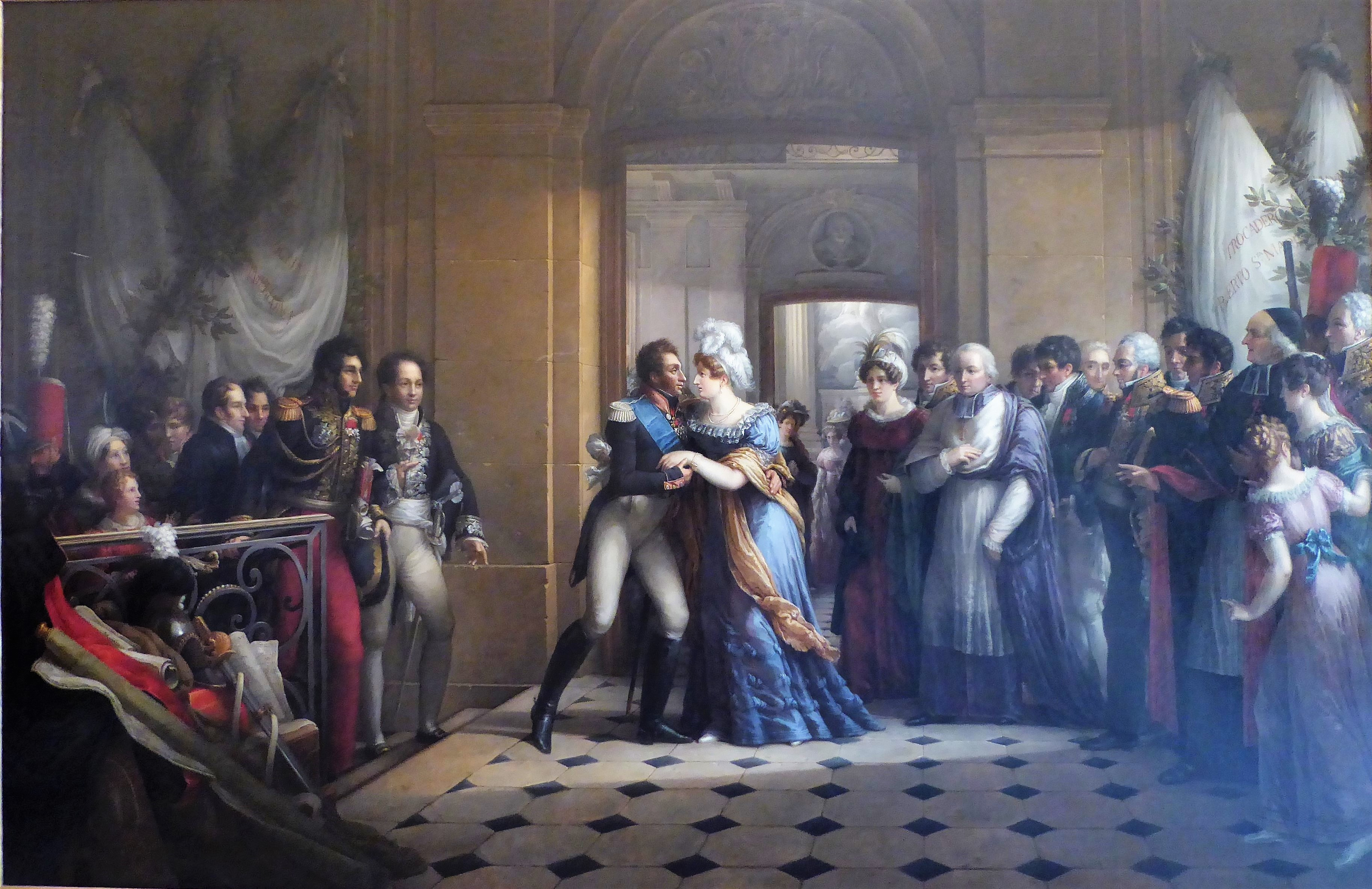
Treffen des Herzogs und der Herzogin von Angoulême von Garnier, 1826.

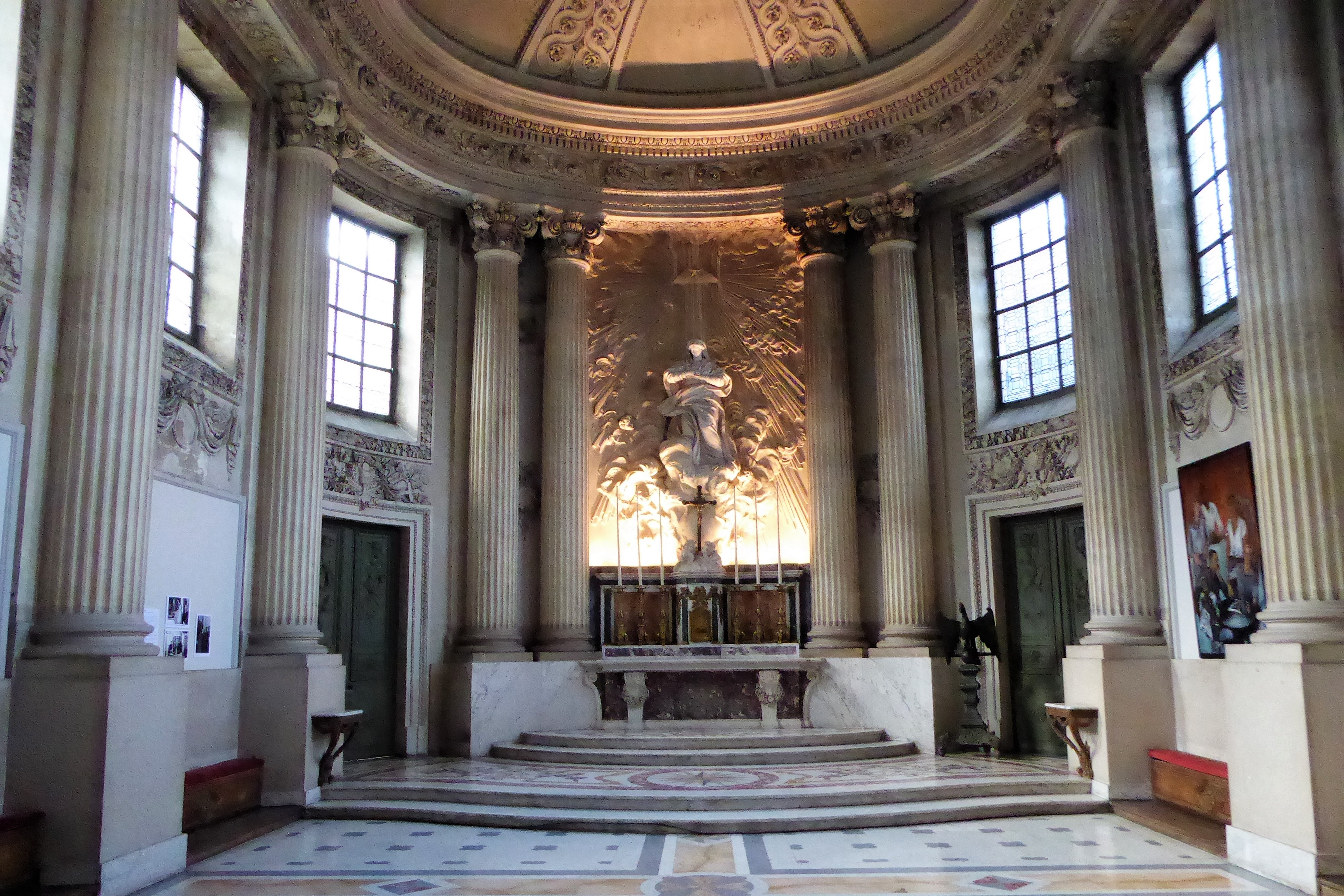
Die Kapelle.
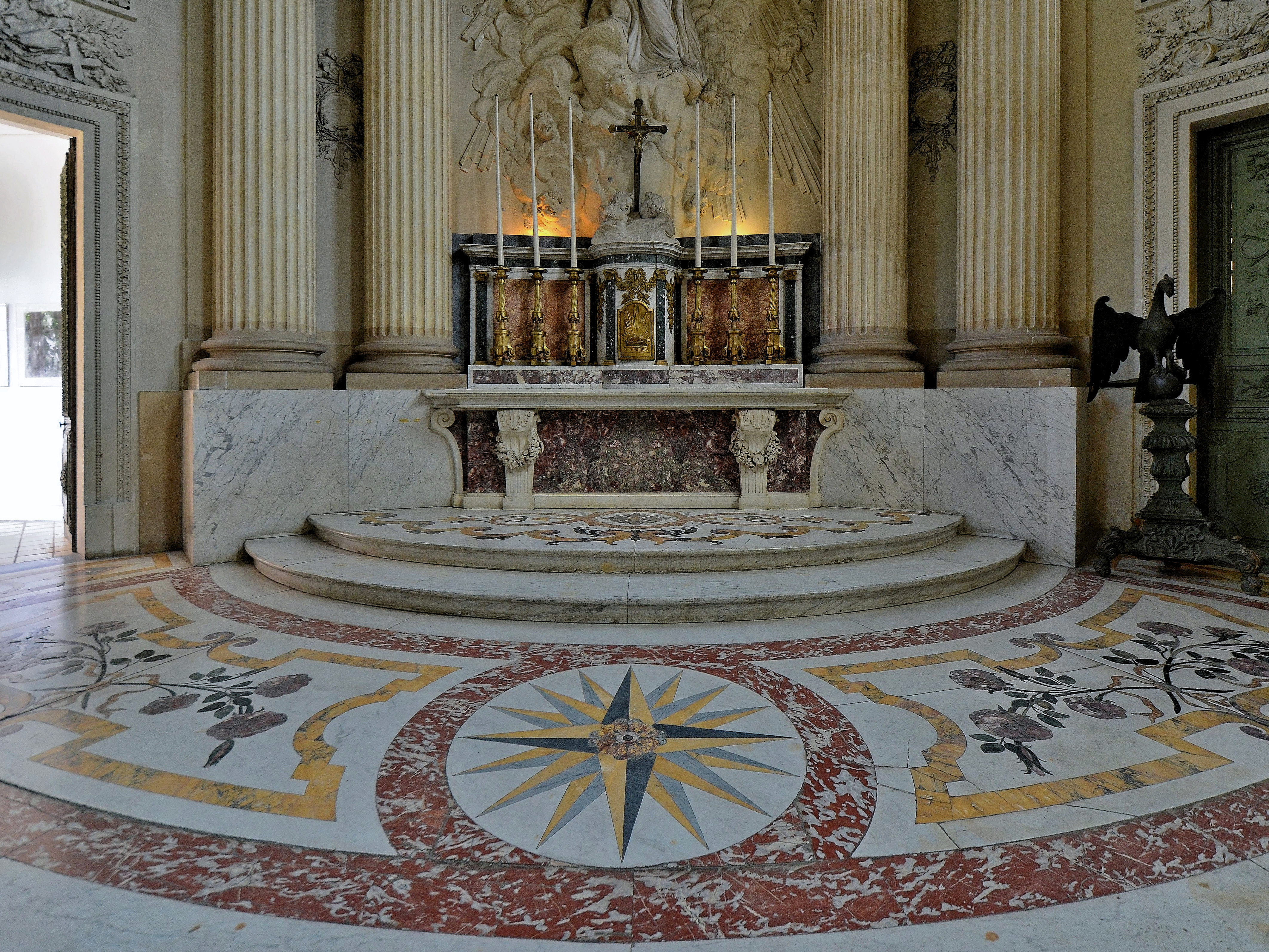
Altar der Kapelle.
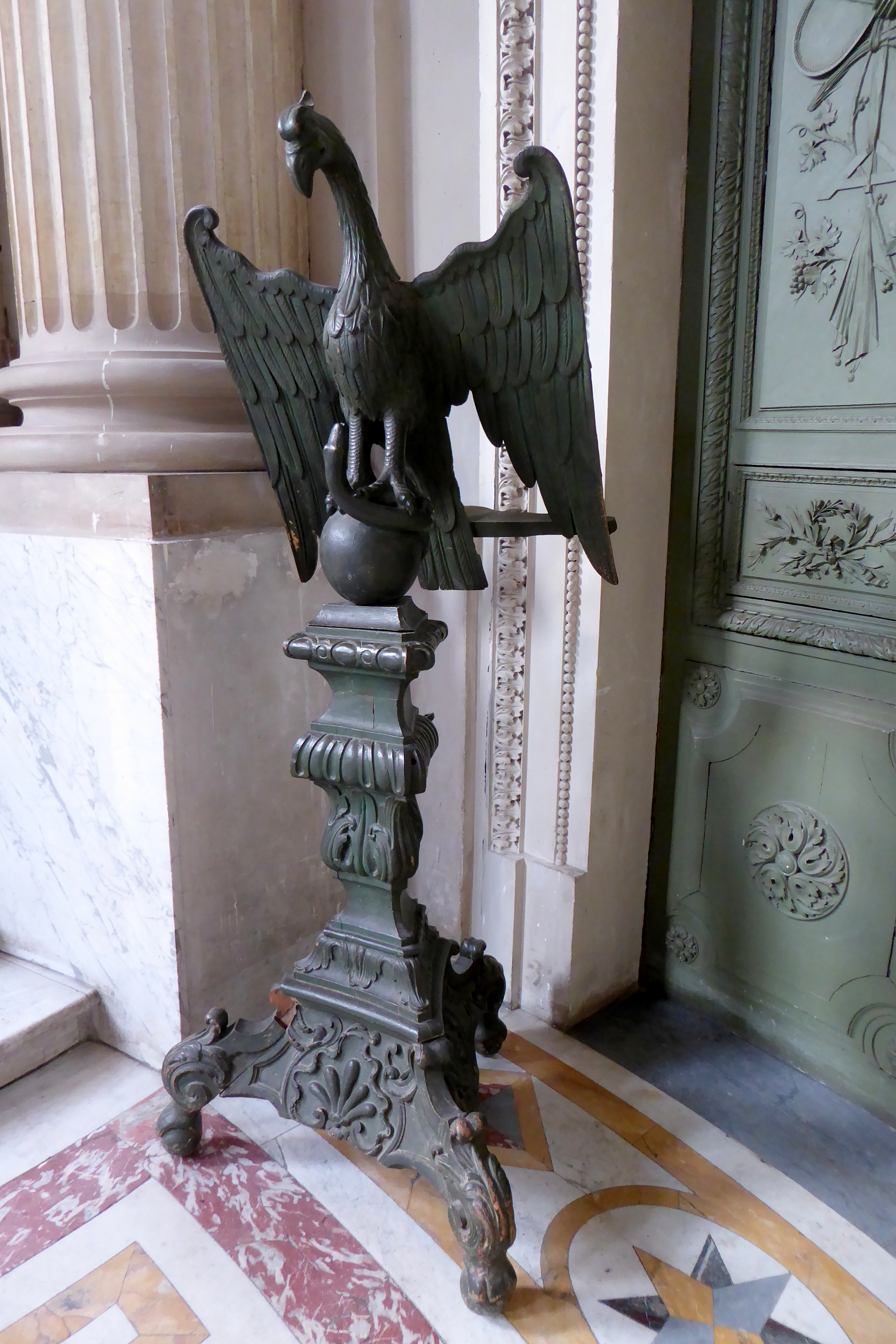
Adler-Lesepult.
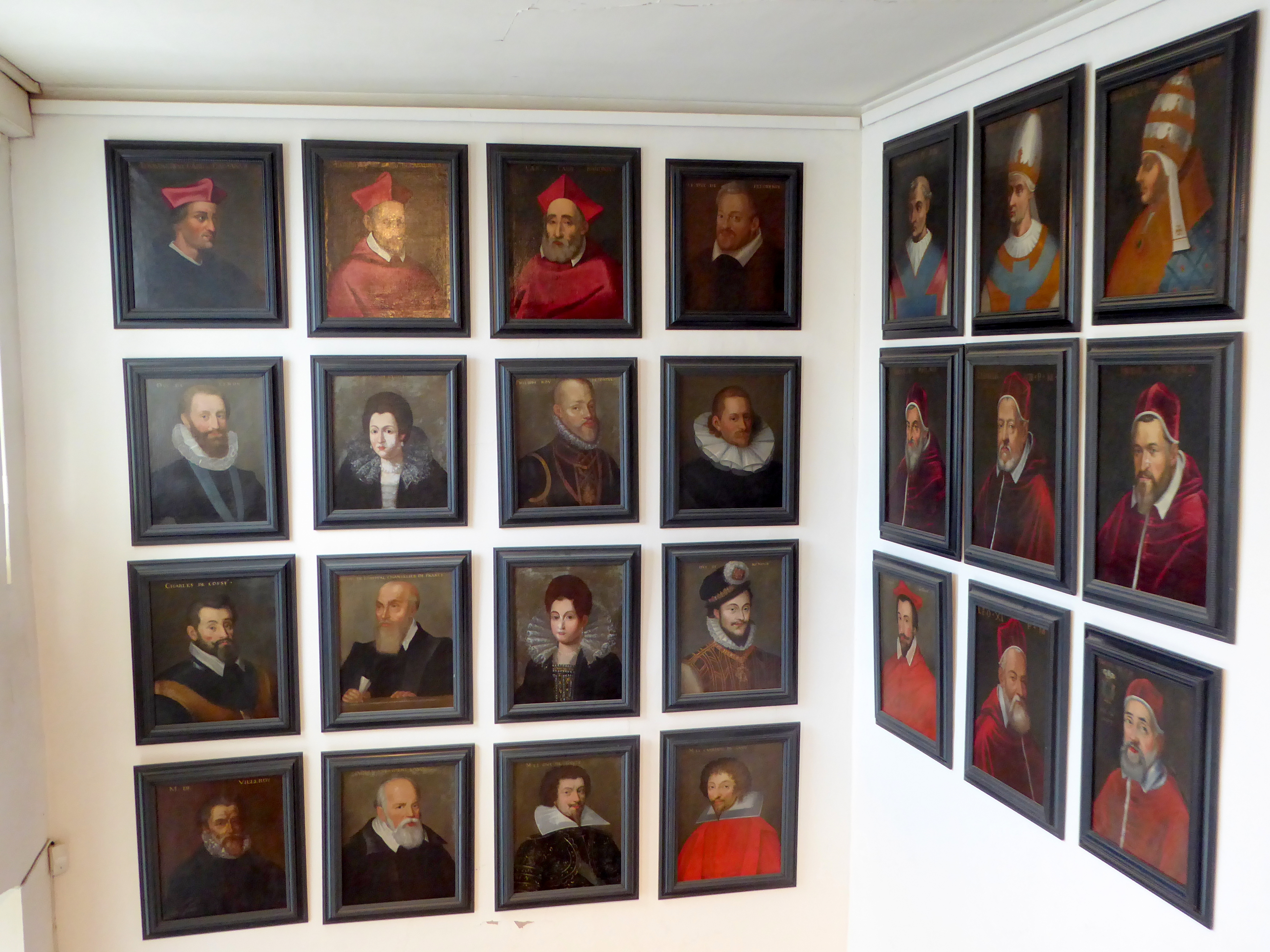
Galerie der Berühmtheiten, Ende 16. Jahrhundert bis Anfang des 17. Jahrhunderts.

## Sammlung

### Malerei

#### Renaissance
Die italienische Renaissance zeigt sich in einer Darstellung der Jungfrau mit Kind von Benvenuto Tisi. Sie stammt aus der Sammlung König Ludwigs XIV. Außerdem gibt es eine Malerei von Mariotto Albertinelli (Glorifizierung der Jungfrau, Triptychon, Öl und Blattgold auf Holz) und von Orazio Sammachini (Jungfrau mit Kind, Heilige Barbara, Heiliger Raimund von Penyafort und ein Engel, Öl auf Kupfer).
Die flämische Renaissance und der holländische Manierismus werden von Quentin Metsys (Die Jungfrau, Maria Magdalena und Heiliger Johannes am Fuße des Kreuzes, Öl auf Holz), Gillis van Coninxloo (Belagerung einer Stadt durch Heinrich IV. (Chartres?, Rouen?), Öl auf Holz, um 1594) und Roelandt Savery (Schneelandschaft mit Windmühle, Zuschreibung, Öl auf Leinwand, Niederlande, um 1600).

Malerei der Renaissance
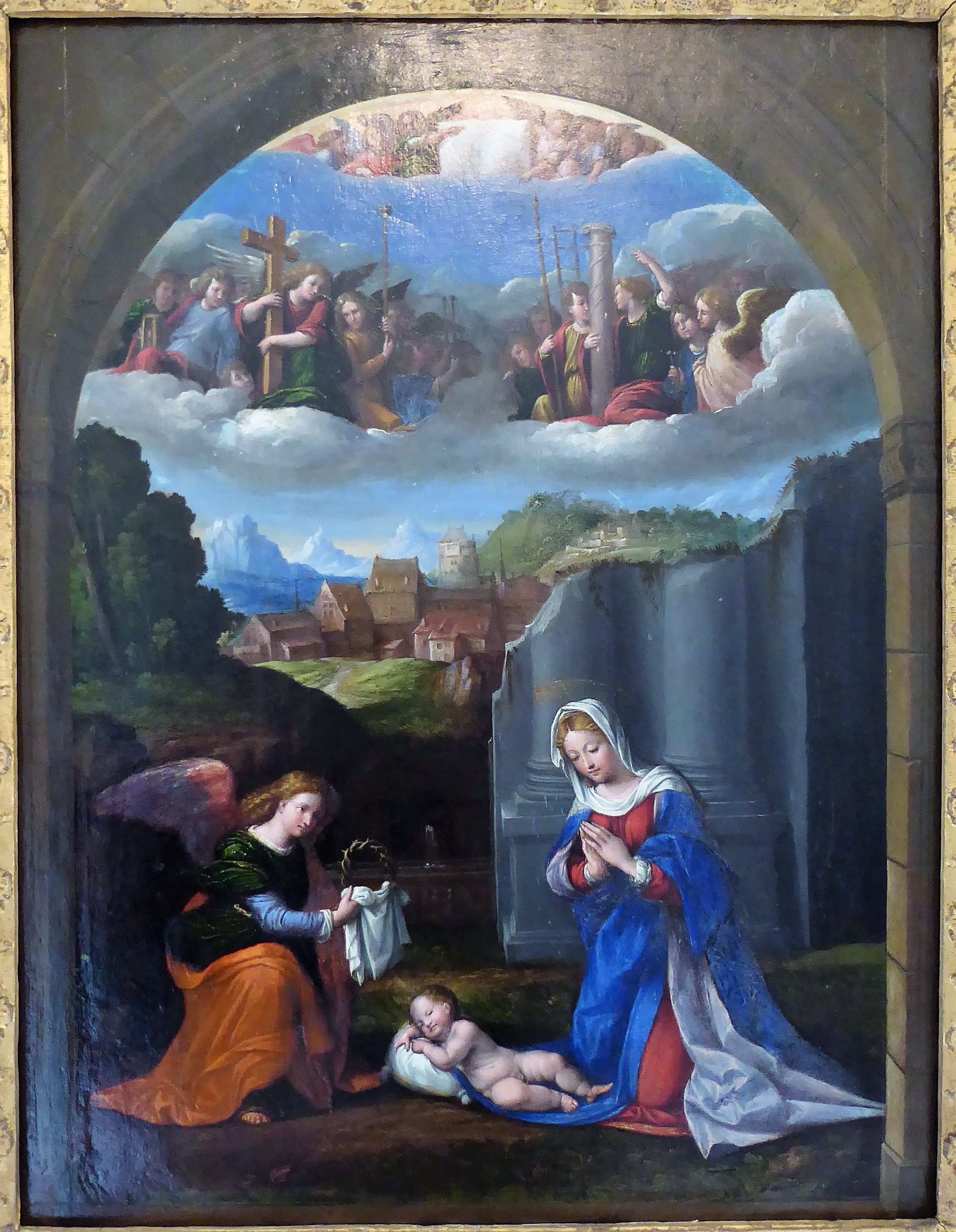
Benvenuto Tisi, Jungfrau mit Kind.
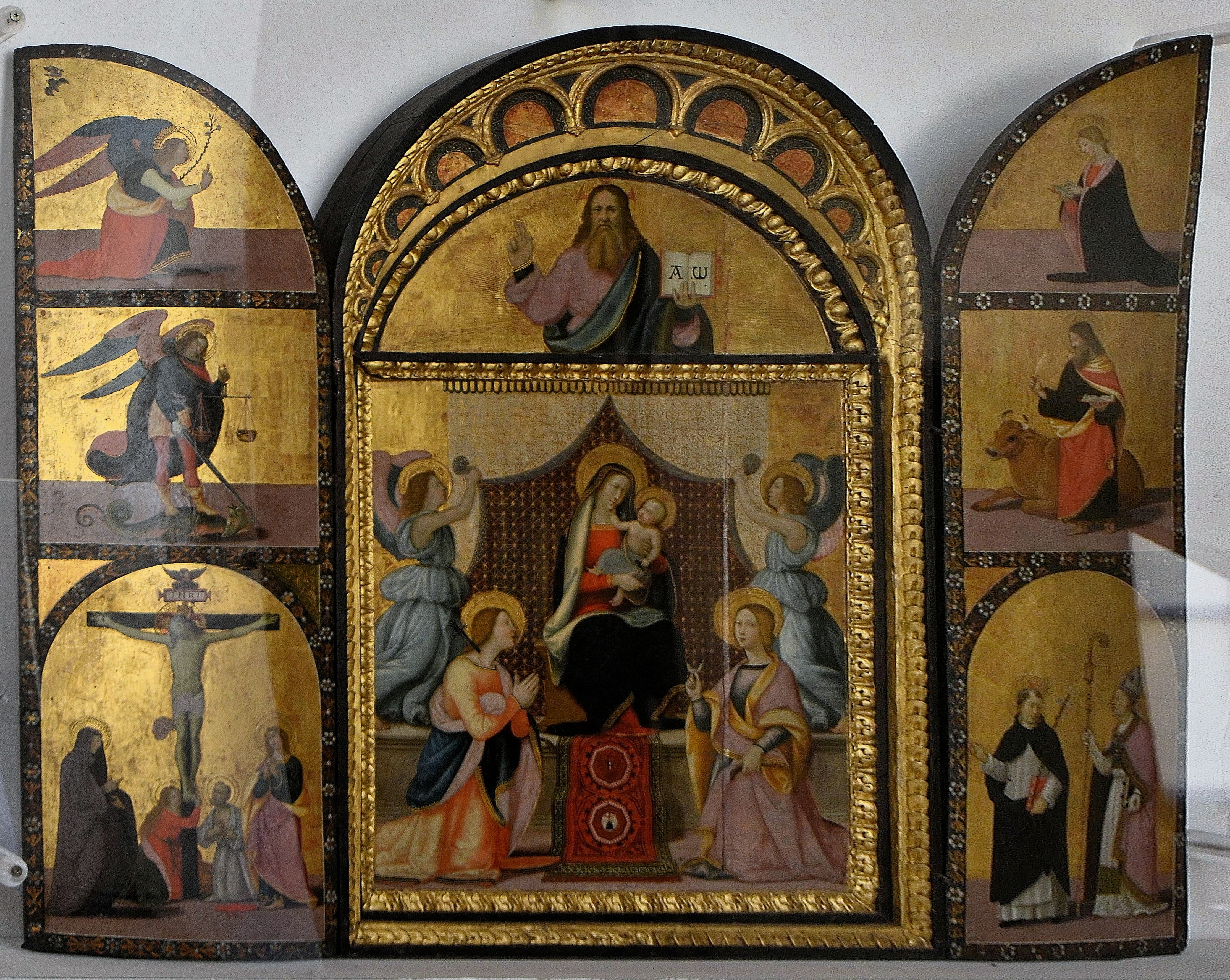
Mariotto Albertinelli, Glorifizierung der Jungfrau.
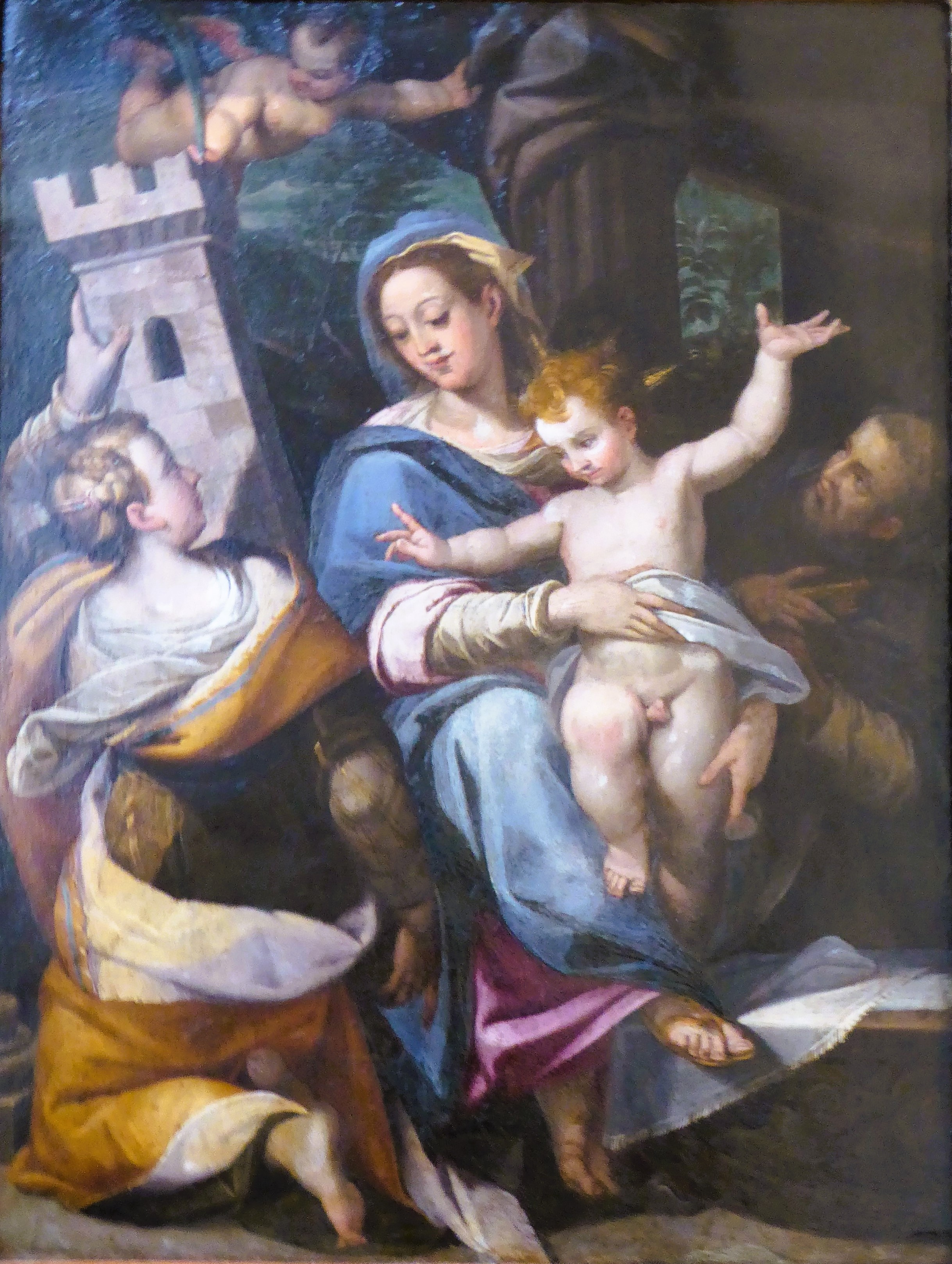
Orazio Sammachini, Jungfrau mit Kind.
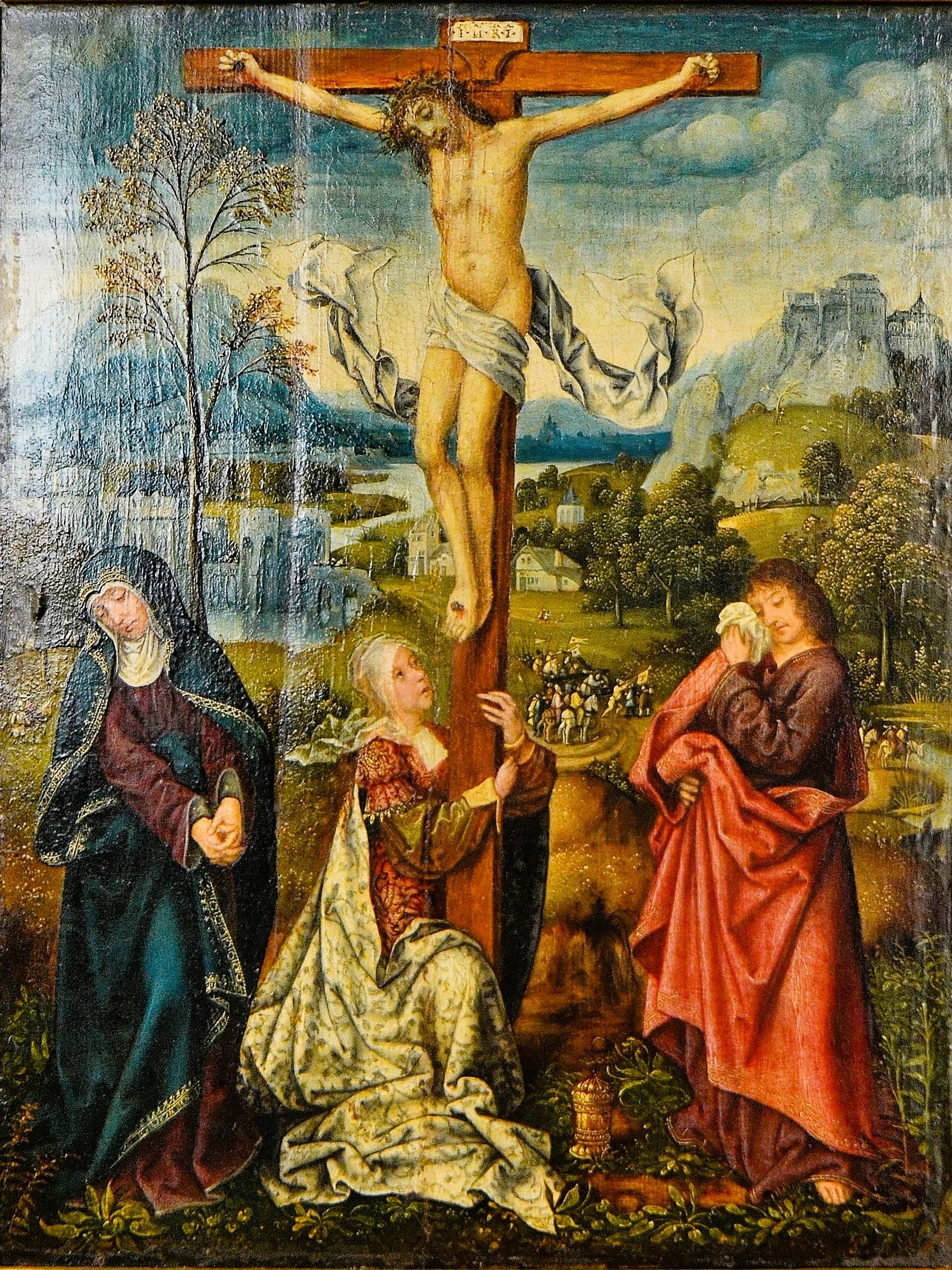
Quentin Metsys, Kreuzigung.
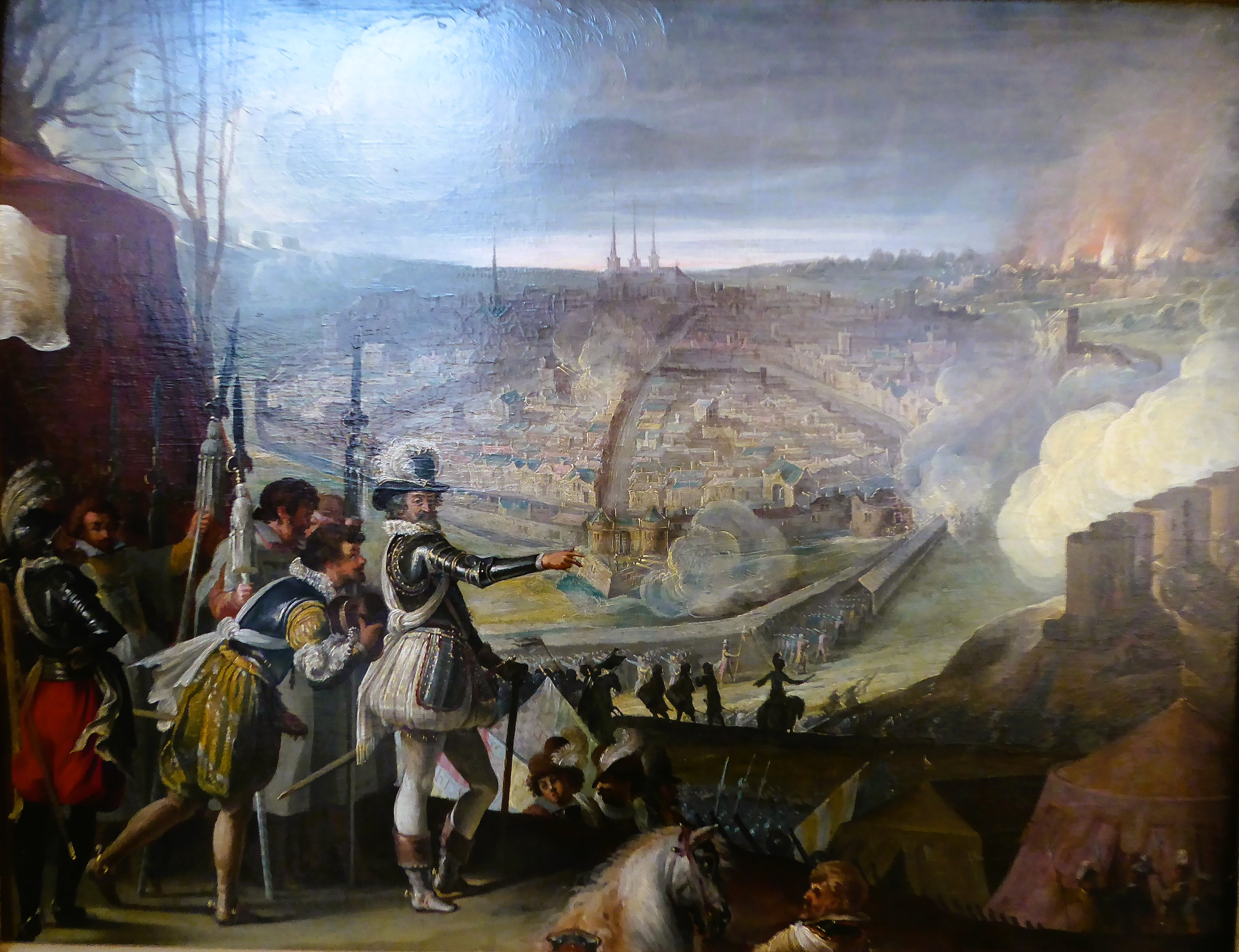
Gillis van Coninxloo, Belagerung einer Stadt durch Heinrich IV.
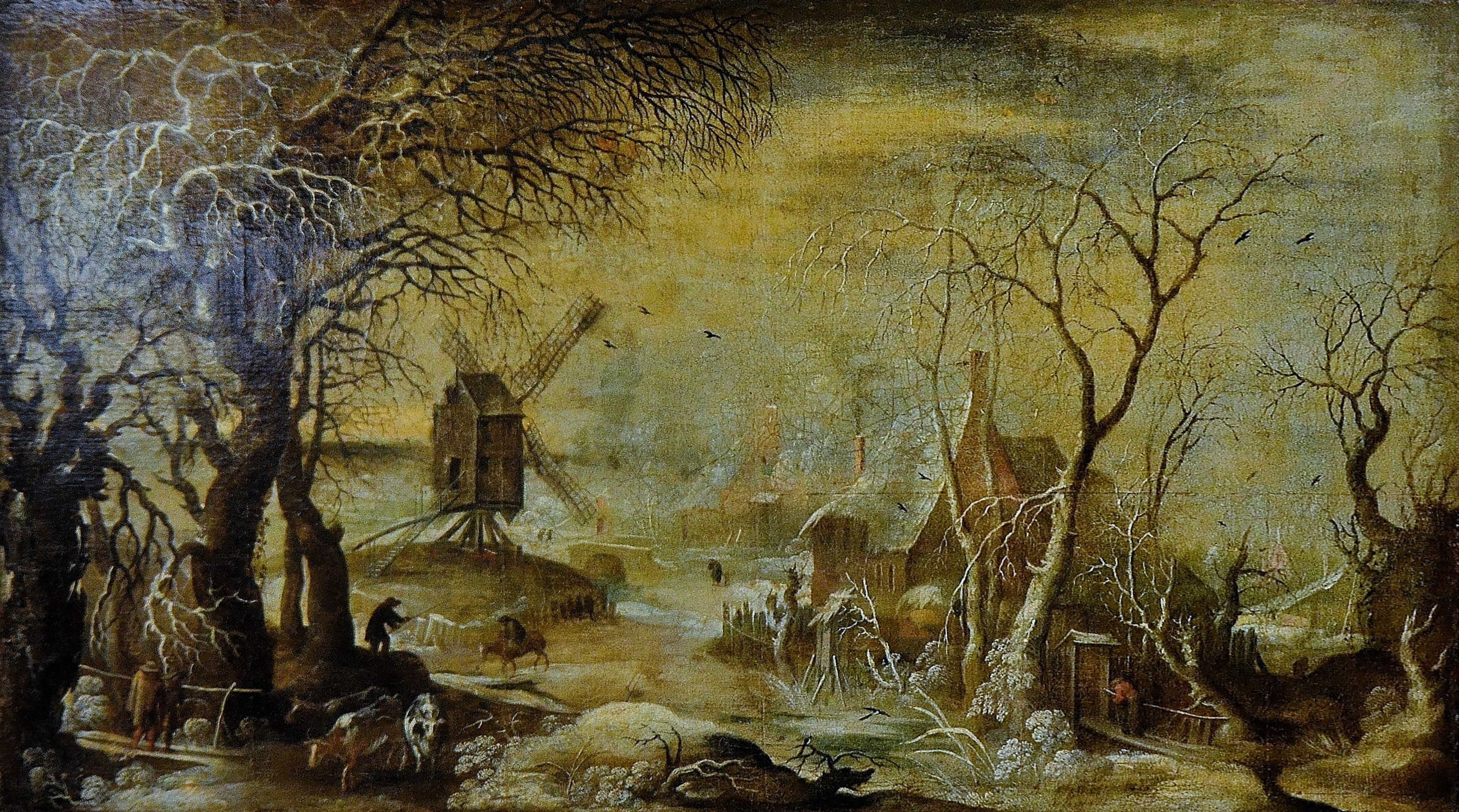
Roelant Savery, Landschaft im Schnee mit Windmühle.

#### 17. Jahrhundert
Für das 17. Jahrhundert sind Werke von David Teniers dem Jüngeren (Boules-Spieler im Hof eines Cafés, das Konzert, Affen mit Tabak), Karel Dujardin, Francisco de Zurbarán mit einer heiligen Lucia, Claude Vignon (Christus vor Pilatus, Skizze), Gaspard Dughet (Landschaft), Pierre Mignard (Die mystische Vermählung der Heiligen Katharina und Porträt von Molière) und Jacques Carrey (Blick auf Athen im Jahr 1674) vorhanden.

Malerei des 17. Jahrhunderts
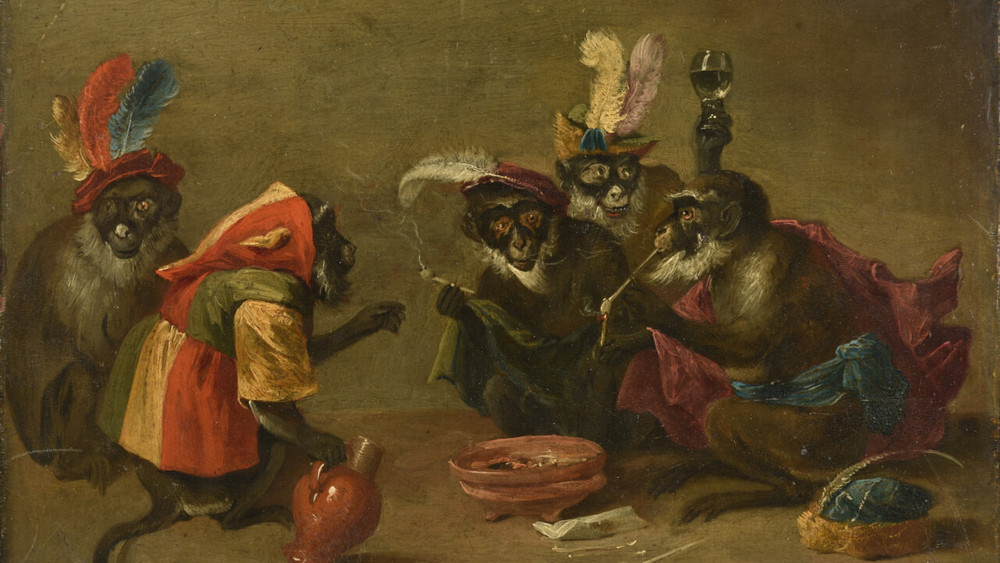
David Teniers der Jüngere, Affen mit Tabak, Öl auf Kupfer.
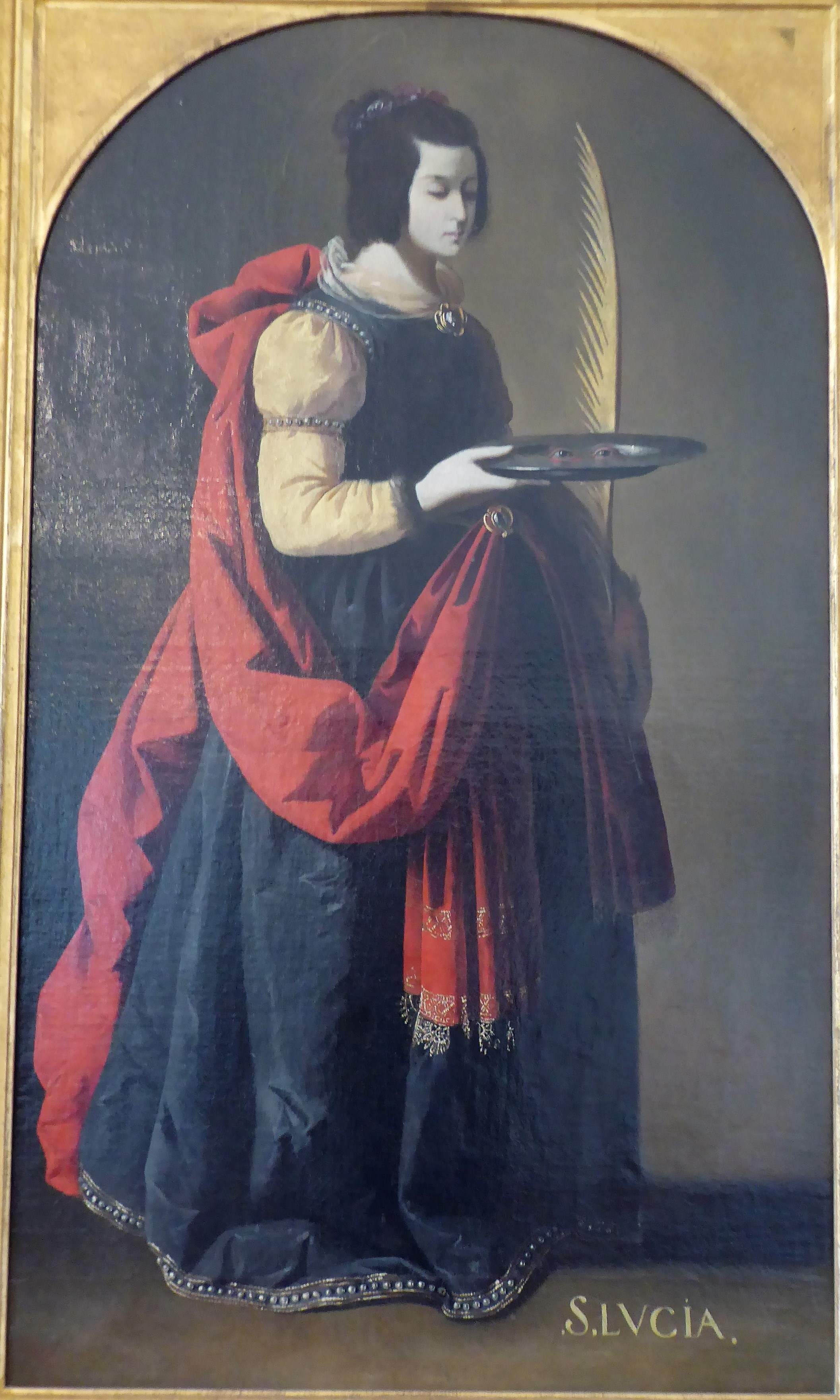
Francisco de Zurbarán, Heilige Lucia, 1635–1640.
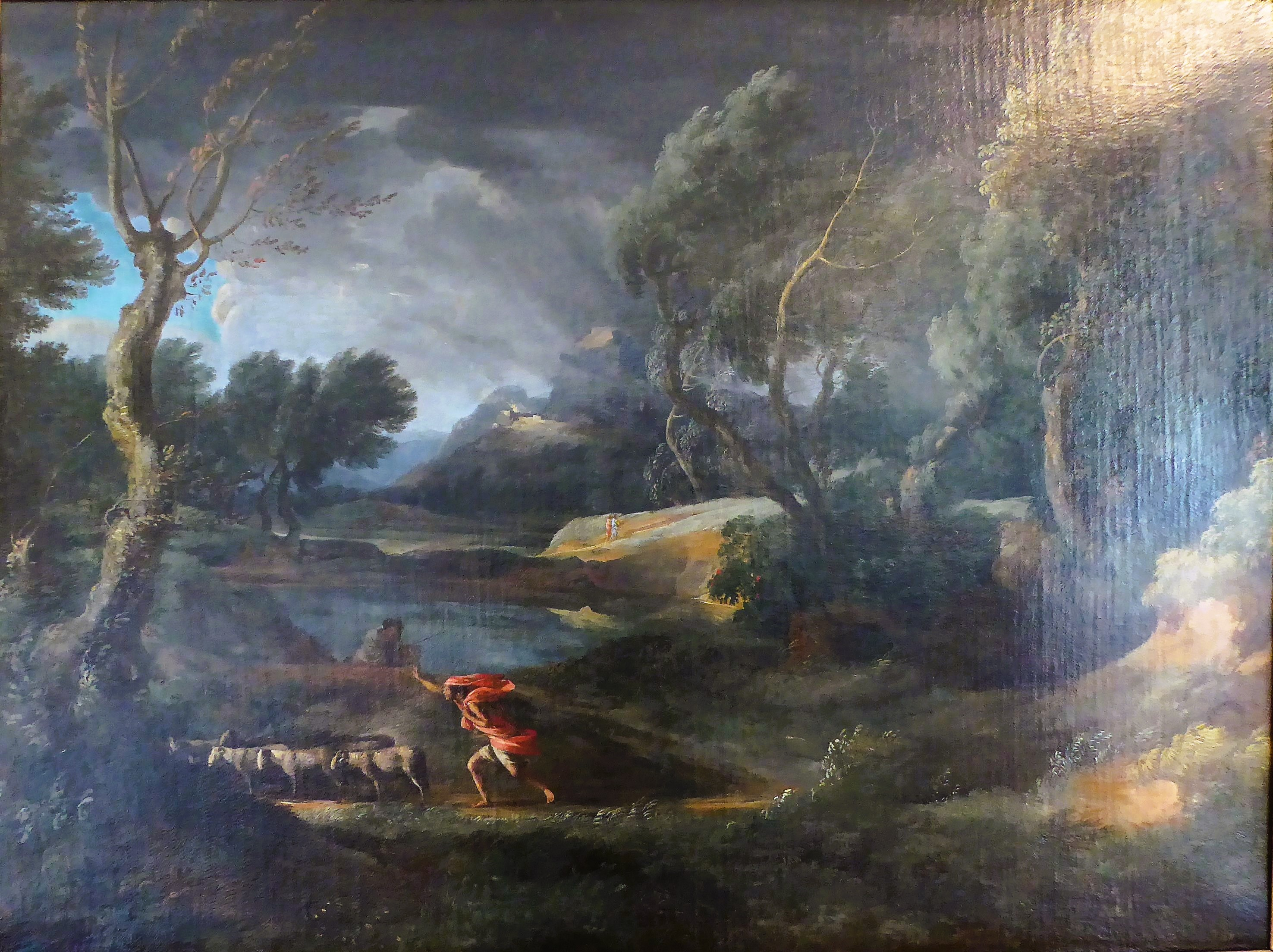
Gaspard Dughet, Landschaft.
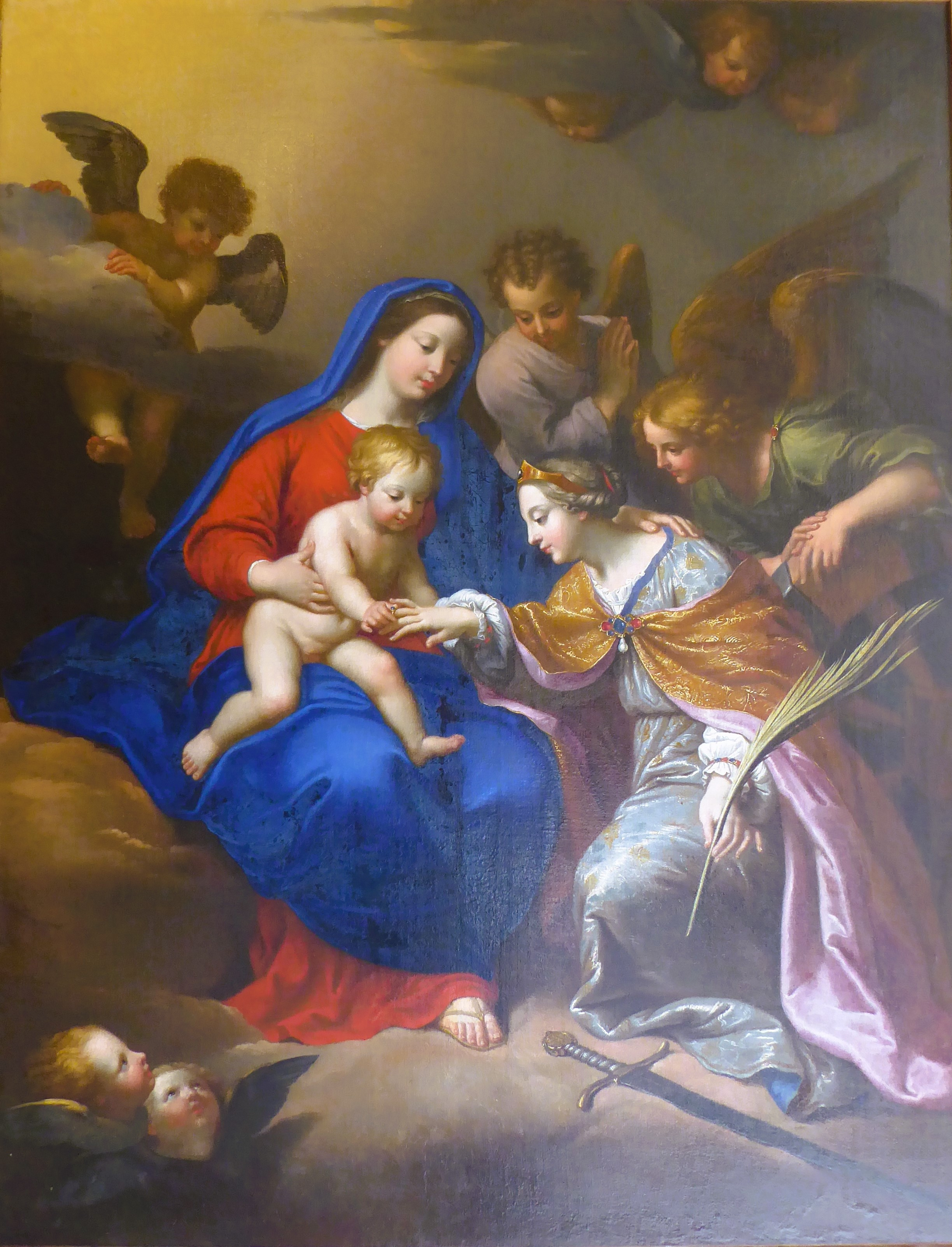
Pierre Mignard, Die mystische Vermählung der Heiligen Katharina.
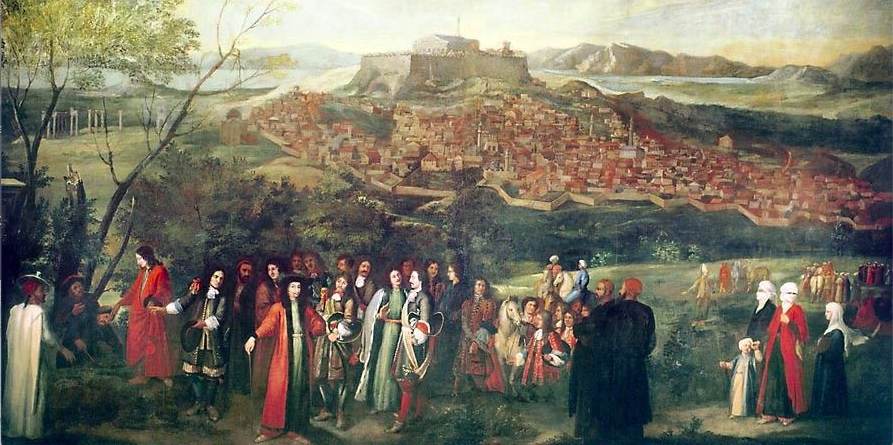
Jacques Carrey, Blick auf Athen im Jahr 1674.

#### 18. Jahrhundert
Die Abteilung 18. Jahrhundert setzt sich aus Werken zusammen von Hyacinthe Rigaud (Porträt des Herzogs de Saint-Simon, Graf Jan Andrzej Morsztyn und seine Tochter und Porträt eines Mannes), Nicolas de Largillierre (Porträts von Fontenelle und Charles Gobinet), François Boucher (Schlafender Hirte, gestohlen im Jahr 1996), Charles-Joseph Natoire (Der Fischfang), Carle Van Loo (Pomona und die Anbetung der Hirten), Jean-Honoré Fragonard (Landschaft), Jean Siméon Chardin (Der Affe als Maler und der Affe als Antiquar), Jean-Baptiste Greuze (Porträt von Cambacérès), Claude Joseph Vernet (Seestück), Hubert Robert (Ansicht des Aquädukts von Maintenon), Jean-Germain Drouais (Philoktet auf der Insel von Lemnos), Élisabeth Vigée Le Brun (Porträt der Comtesse Marie-Thérèse Antoinette de Cluzel), Pierre-Paul Prud'hon (Porträt von Marie-Louise).
Auch Werke ausländischer Schulen sind vorhanden. Darunter fällt beispielsweise das Reiterporträt von Katharina II. in Offiziersuniform des dänischen Malers Vigilius Erichsen.

Malerei des 18. Jahrhunderts
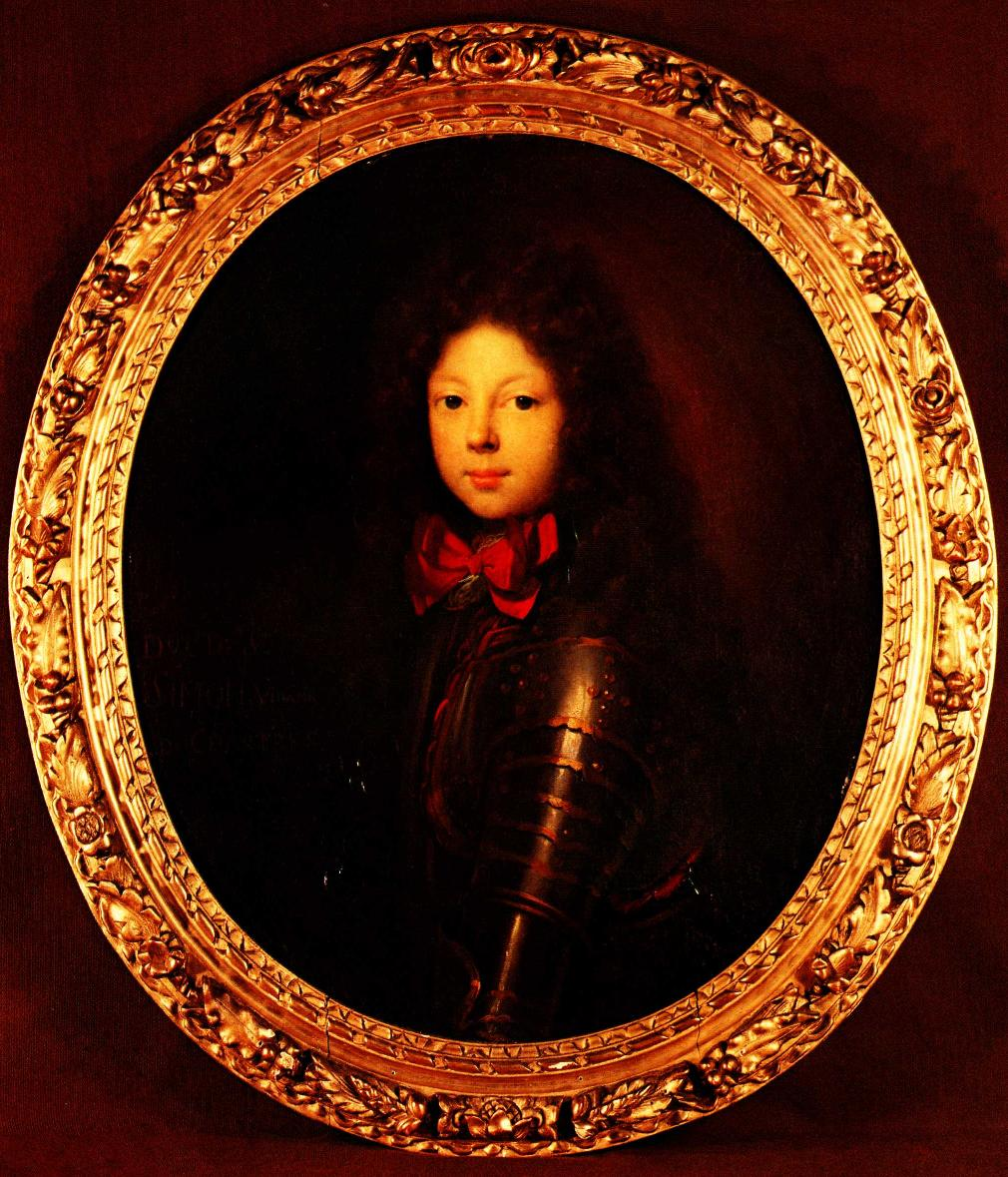
Hyacinthe Rigaud, Porträt von Louis de Rouvroy, Herzog von Saint-Simon, mit 18 Jahren, 1692.
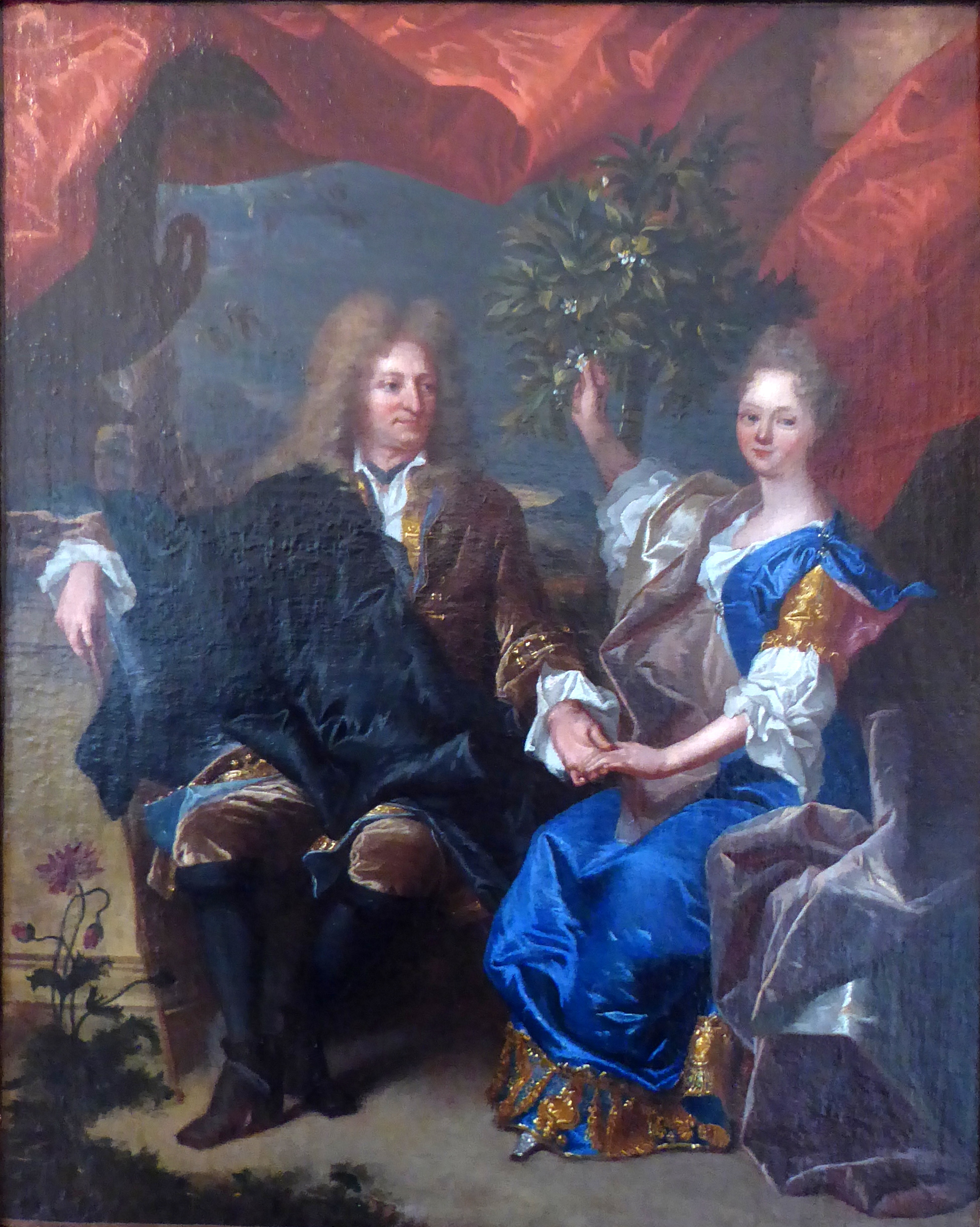
Hyacinthe Rigaud, Der Graf Jan Andrzej Morsztyn und seine Tochter,  1692.
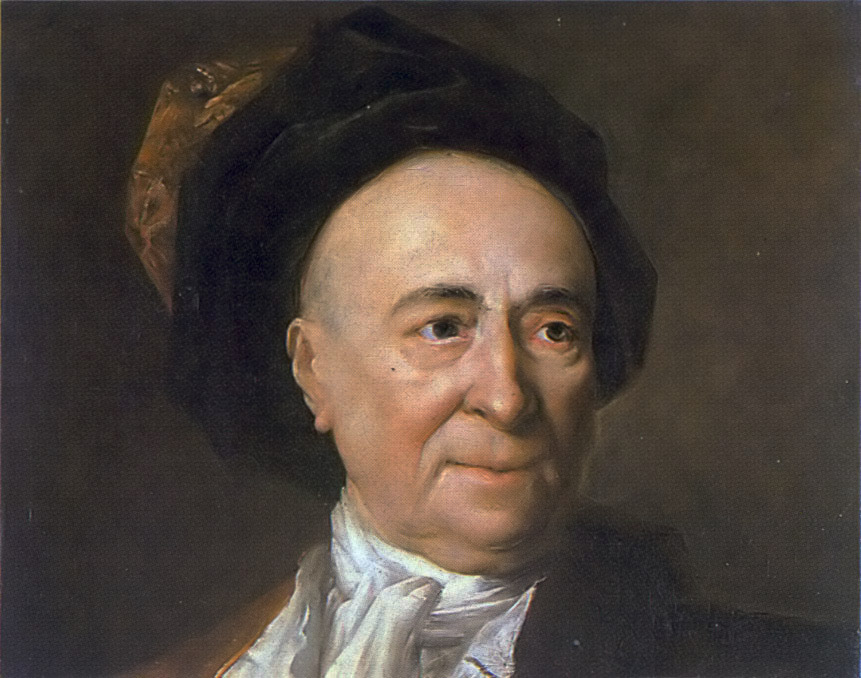
Nicolas de Largillierre, Porträt von Fontenelle.
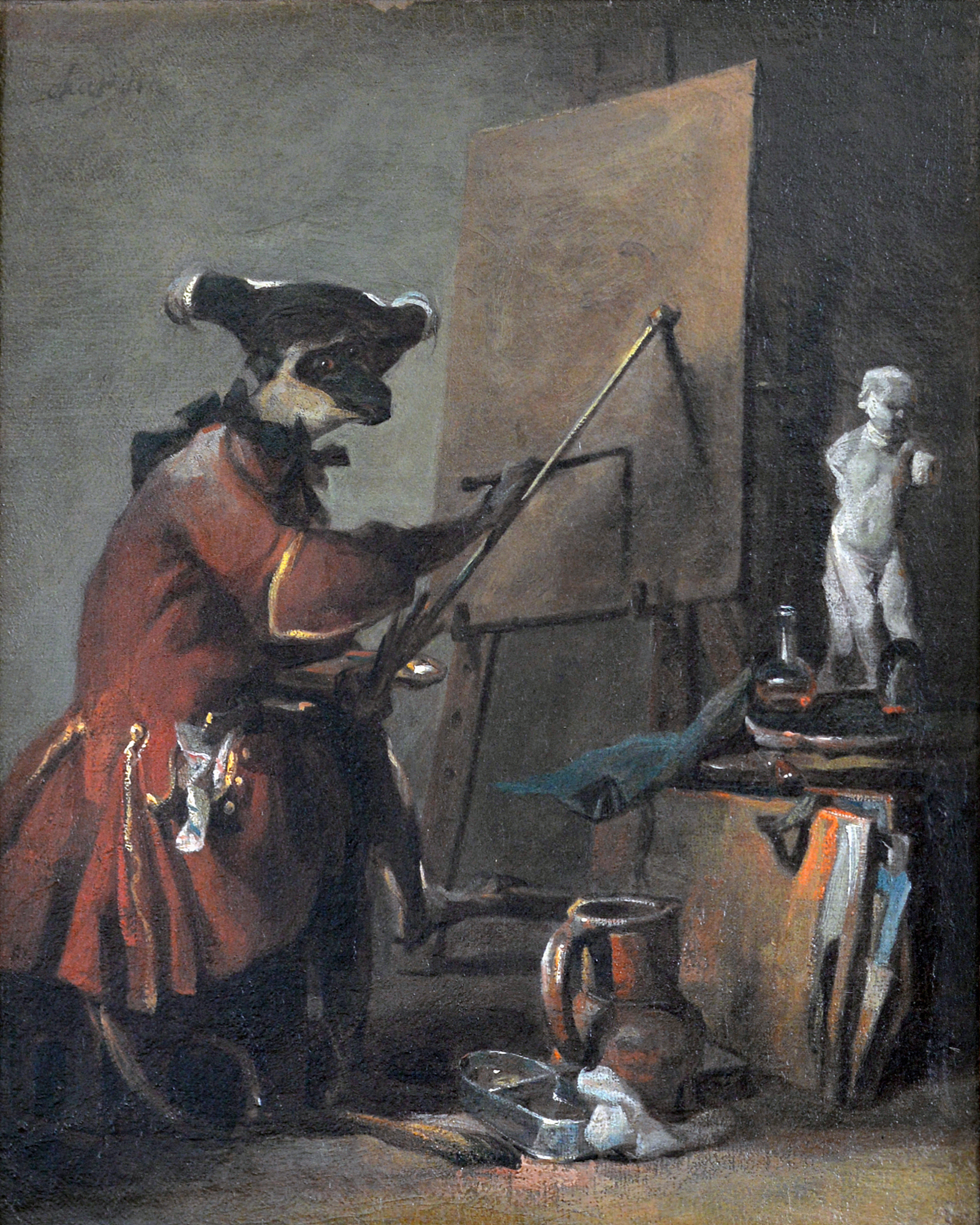
Jean Siméon Chardin, Der Affe als Maler.
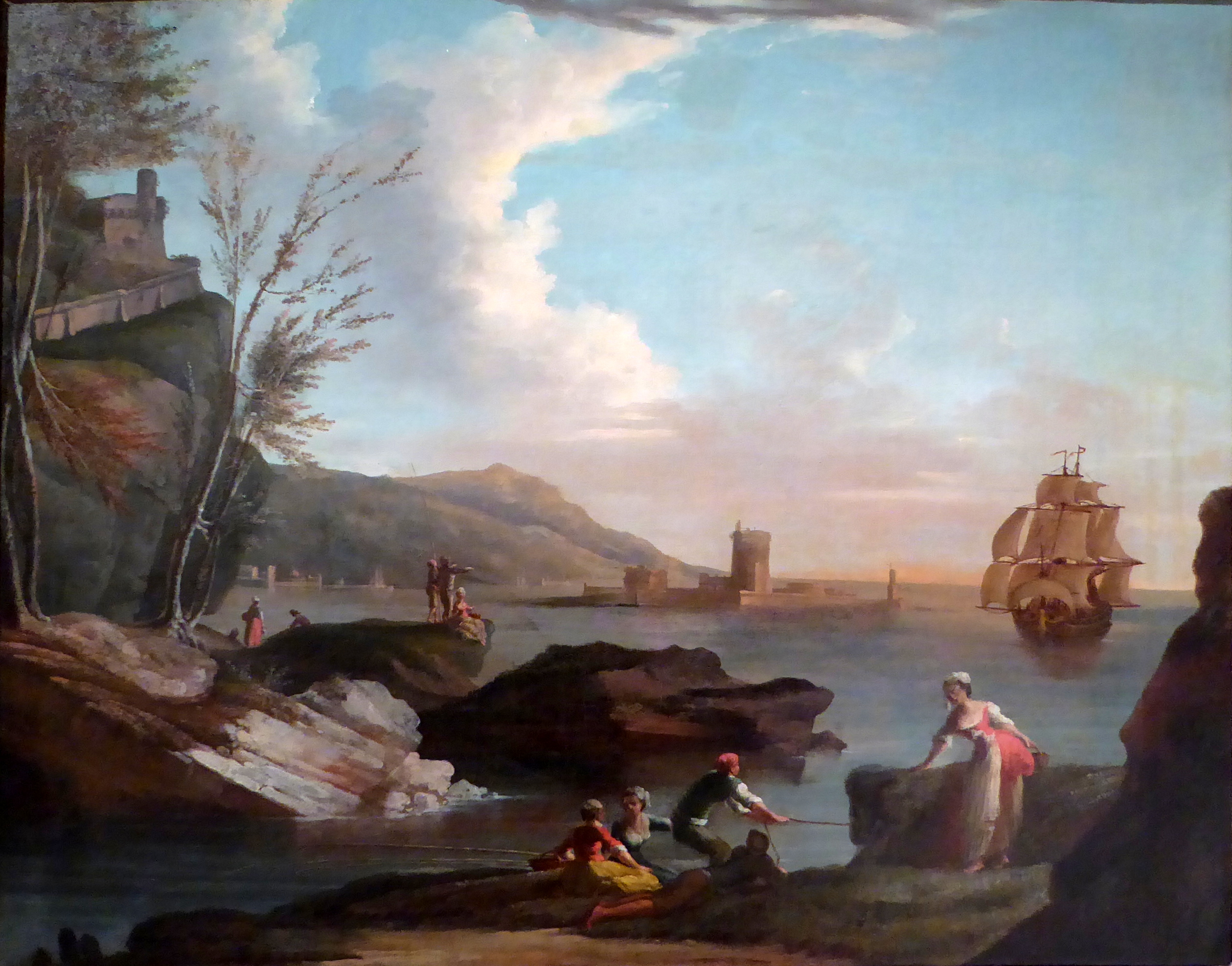
Claude Joseph Vernet, Seestücke.
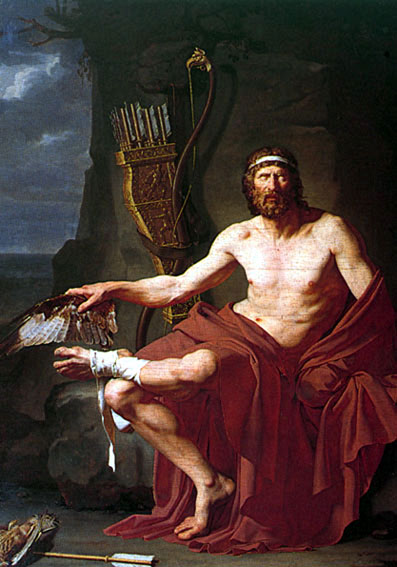
Jean-Germain Drouais, Philoktet auf der Insel Lemnos,  1788.
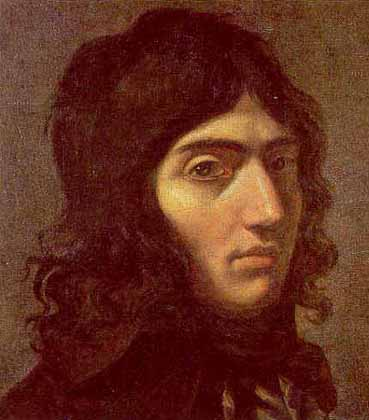
Joseph Boze, Porträt von Camille Desmoulins, 1791.

#### 19. Jahrhundert
Die Werke des 19. Jahrhunderts werden vertreten von François Gérard (Replik von Einzug von Henrich IV. in Paris am 22. März 1594 in kleinerem Format), Camille Corot (Die Rast der Pferde), Philippe-Auguste Jeanron (Szene in Paris), Adolphe Lalyre (Heilige Cäcilia), Johan Barthold Jongkind (Landschaft), Léon Matthieu Cochereau (Der Boulevard der Kapuziner, gemacht von Prevost, um zu lernen, wie man Panoramen malt), Alexandre Ségé (Ein Bauernhof in Ouerray).

Malerei des 19. Jahrhunderts
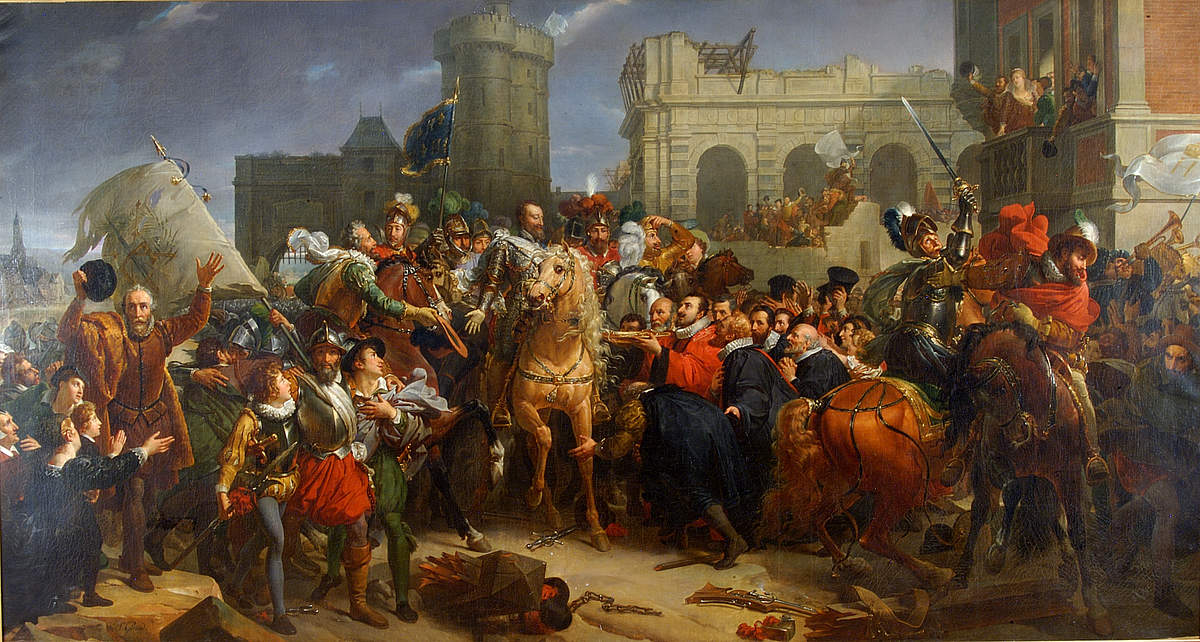
François Gérard, Einzug von Henrich IV. in Paris am 22. März 1594 (Original von 1817).
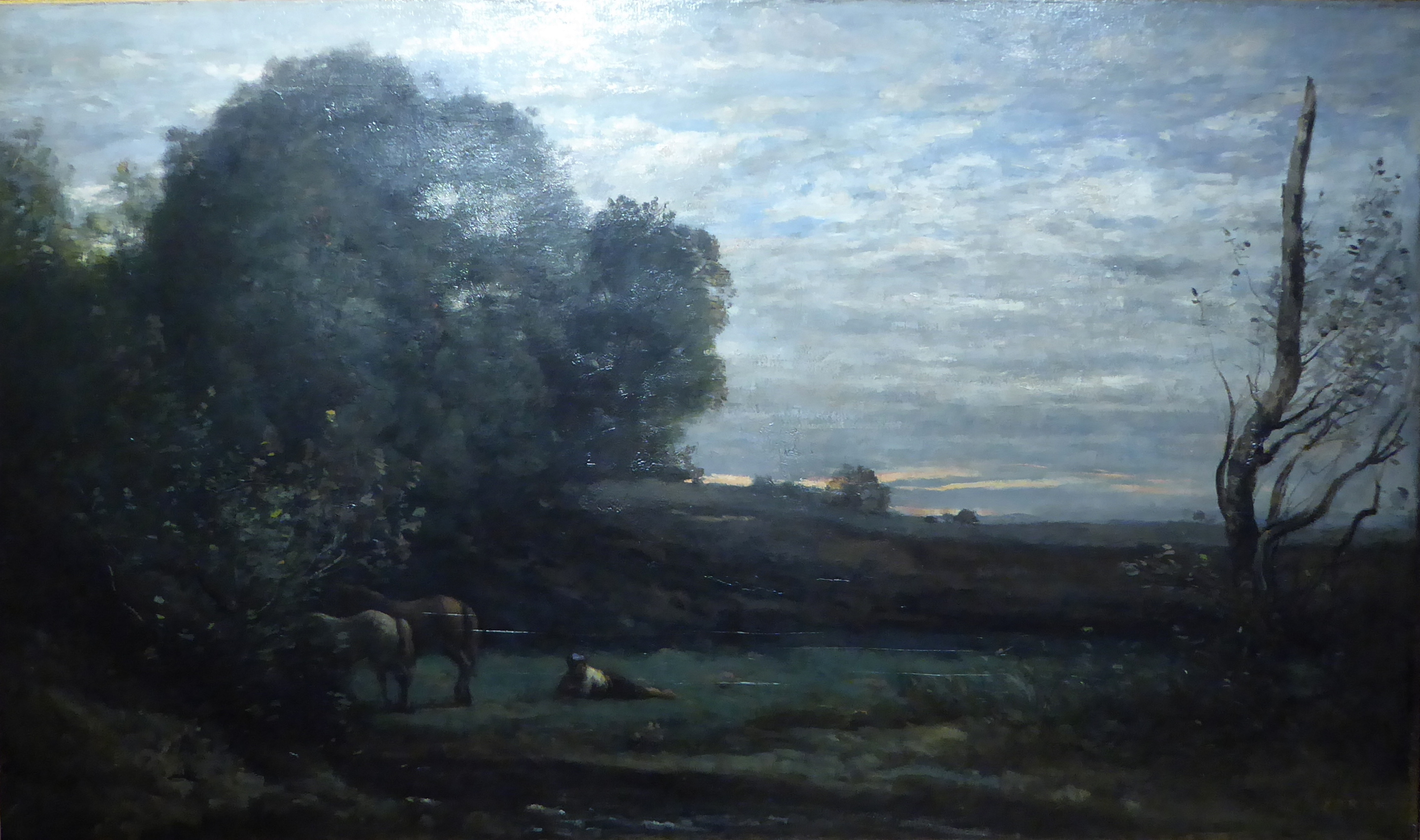
Camille Corot, Die Rast der Pferde, nach 1855.
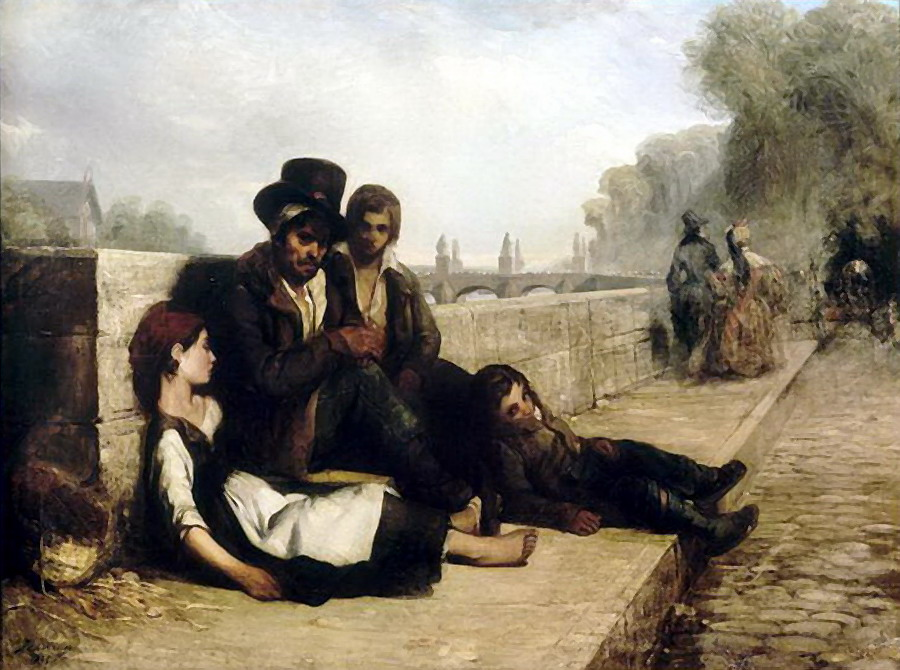
Philippe-Auguste Jeanron, Szene in Paris, 1833.
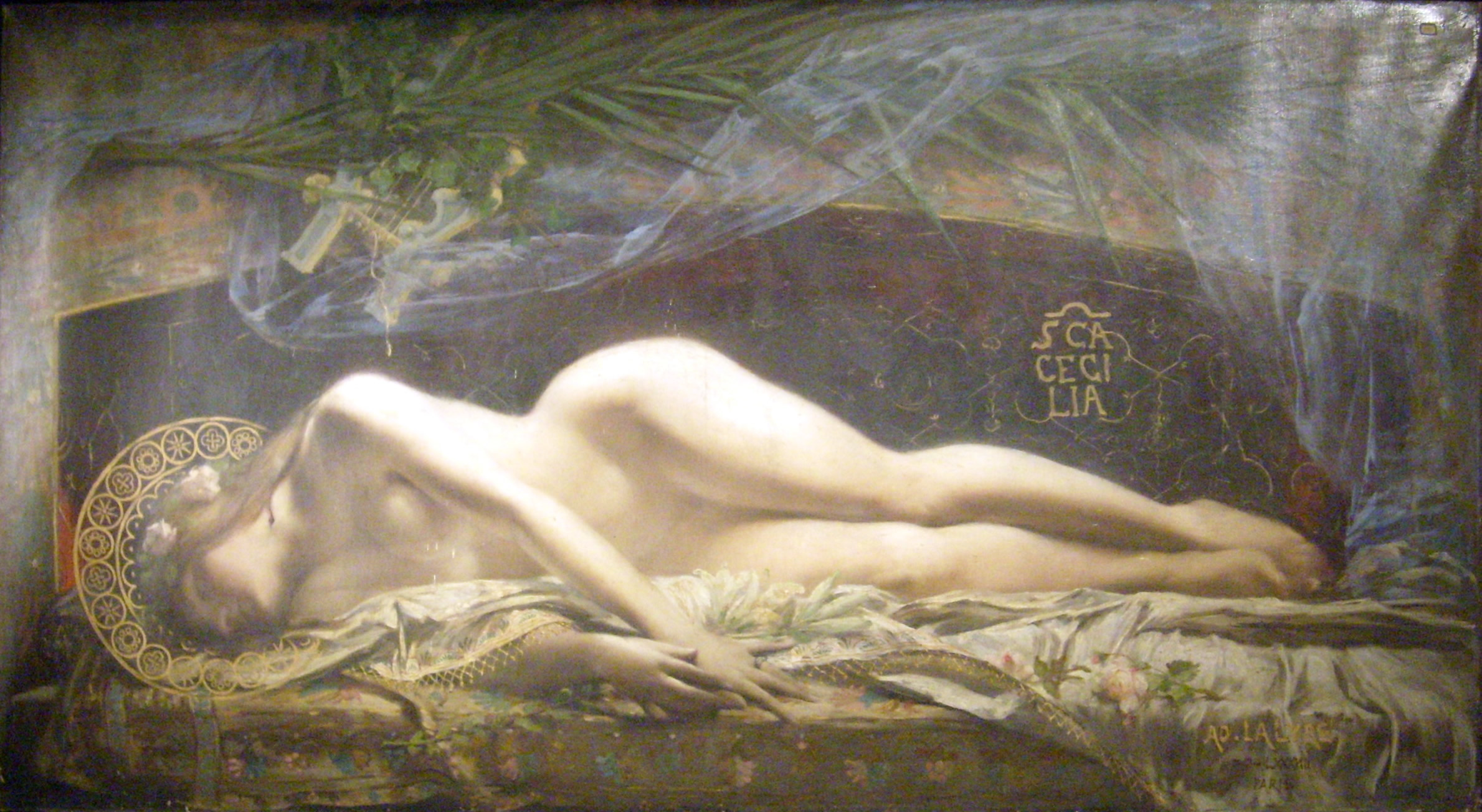
Adolphe Lalyre, Heilige Cäcilia, 1896.

#### 20. Jahrhundert
Aus dem 20. Jahrhundert stammen Bilder von Chaïm Soutine (Das Kind in Messdienergewand, Die Treppe von Chartres, Der Rochen, die Frau im Bett oder die Lesende), Paul Sérusier (Die Musik oder Heilige Cäcilia am Cembalo), André Derain (Porträt von Vlaminck), Octave Morillot (Leda und der Schwan, Öl auf Leinwand, Mai 1925) und Henri Villain. Letzterem wurde im August 2018 eine Ausstellung gewidmet.
Vlaminck sind zwei Räume mit 20 ausgestellten Werken gewidmet, wie das Stillleben mit Fruchtkorb, Stillleben mit Krug und Orangen (1910), Ufer der Seine, Mohnstrauß, Stillleben mit weißen Rüben (1933), Großfeuer (1945), Die Weizenmühle (1950), Ansicht von Saint-Maurice-lès-Charencey im Schnee (1950), Die baie des Trépassés (1952), Ein Strauß mit Anemonen (1955), Seestück (1956).
Ein Raum ist Maurice Marinot und ein anderer dem Maler Jean Guérin, Freund von Jean Cocteau, der vor allem in Amerika gearbeitete hat, gewidmet.

Malerei des 20. Jahrhunderts
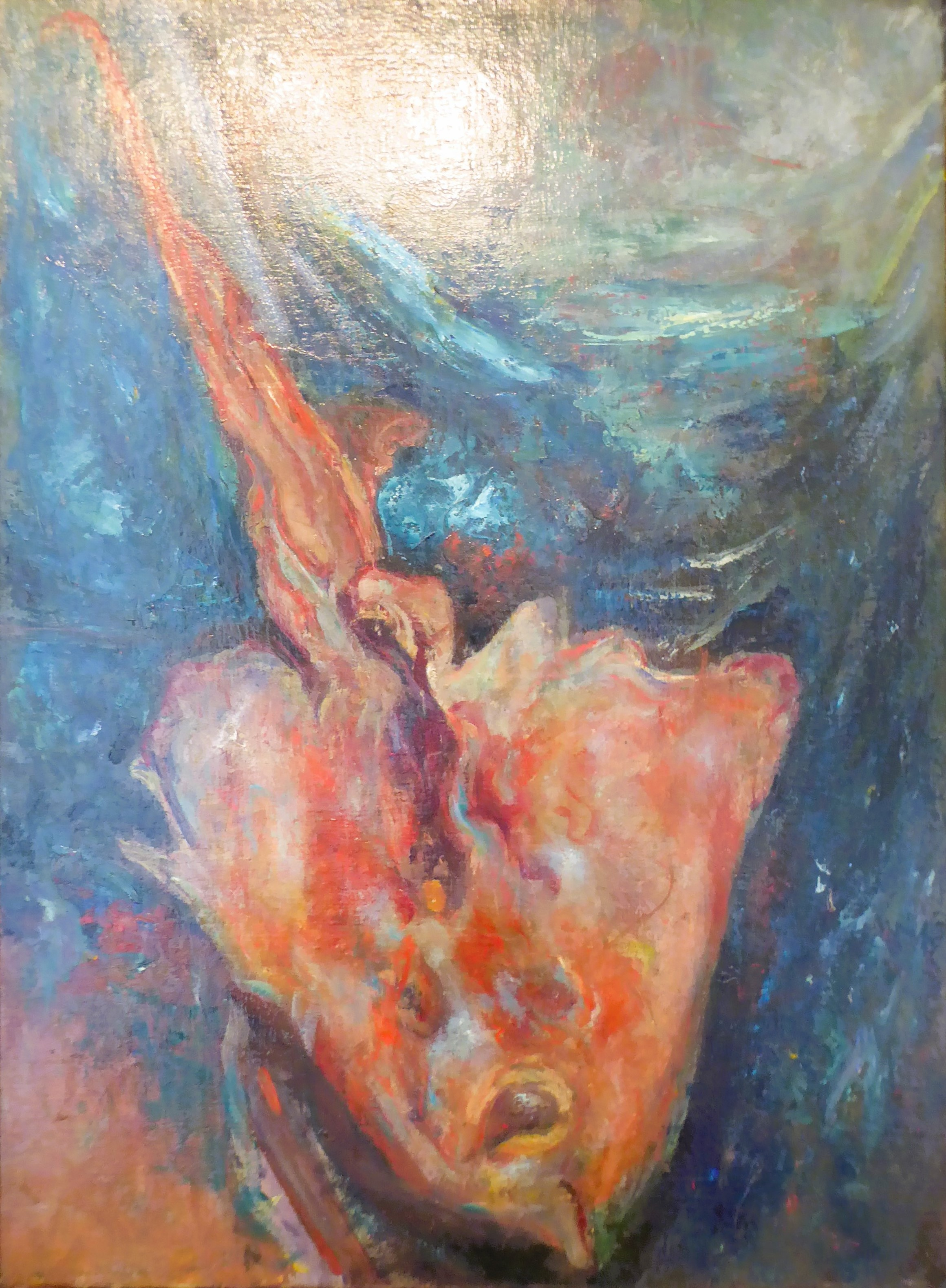
Chaïm Soutine, Der Rochen, 1923.
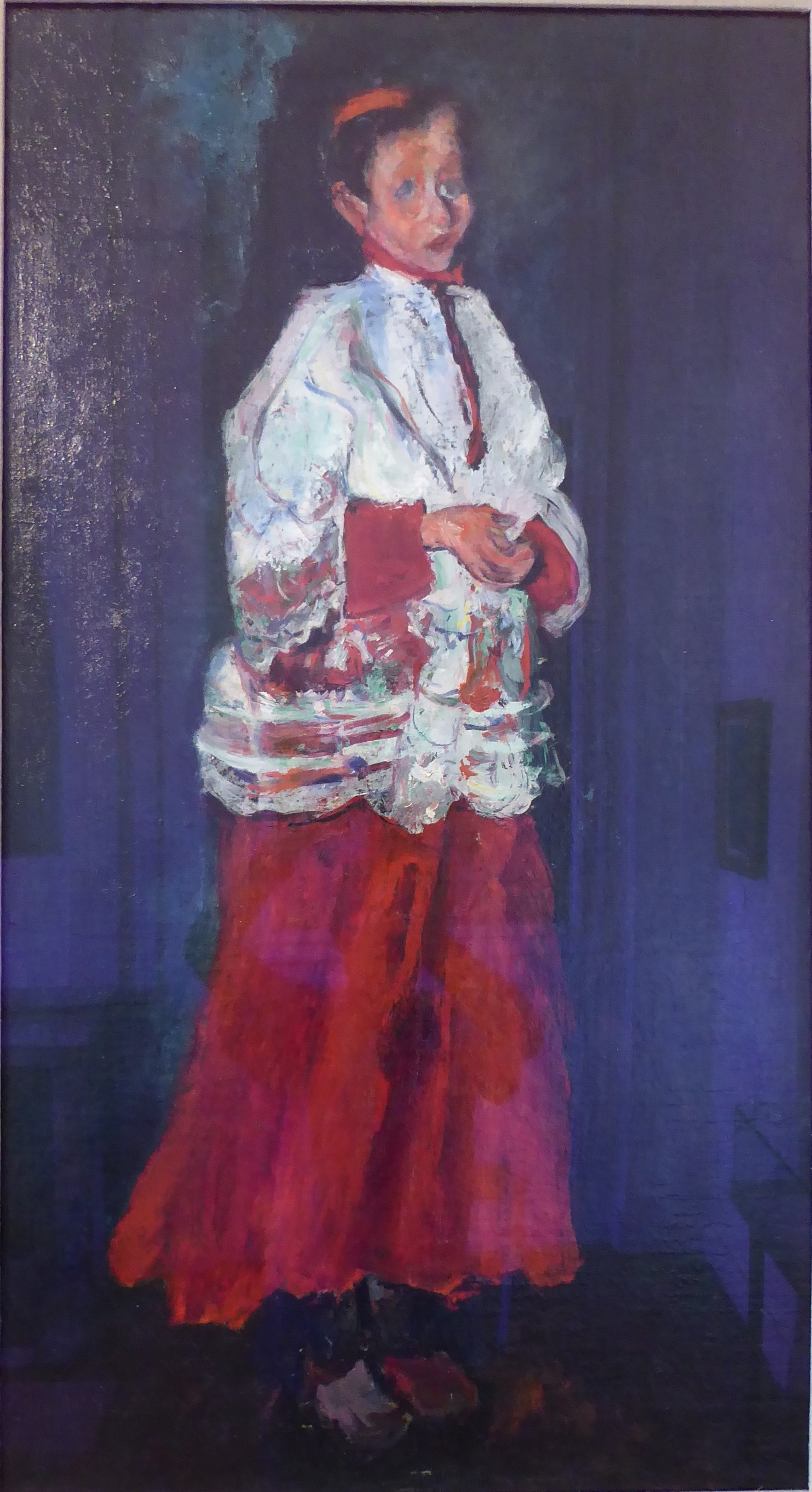
Chaïm Soutine, Das Kind im Messdienergewand, 1925.
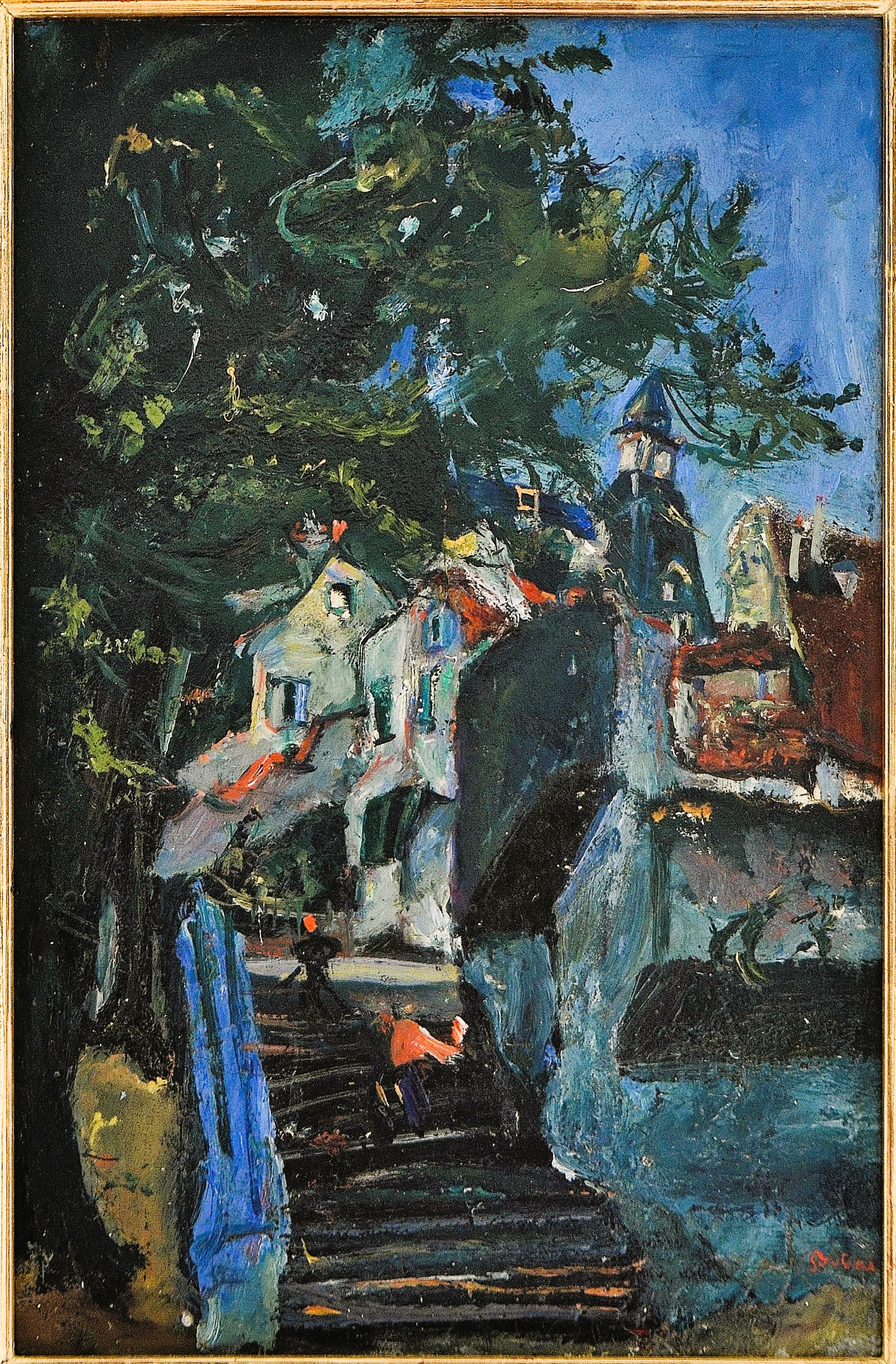
Chaïm Soutine, Die Treppe von Chartres,  1933.
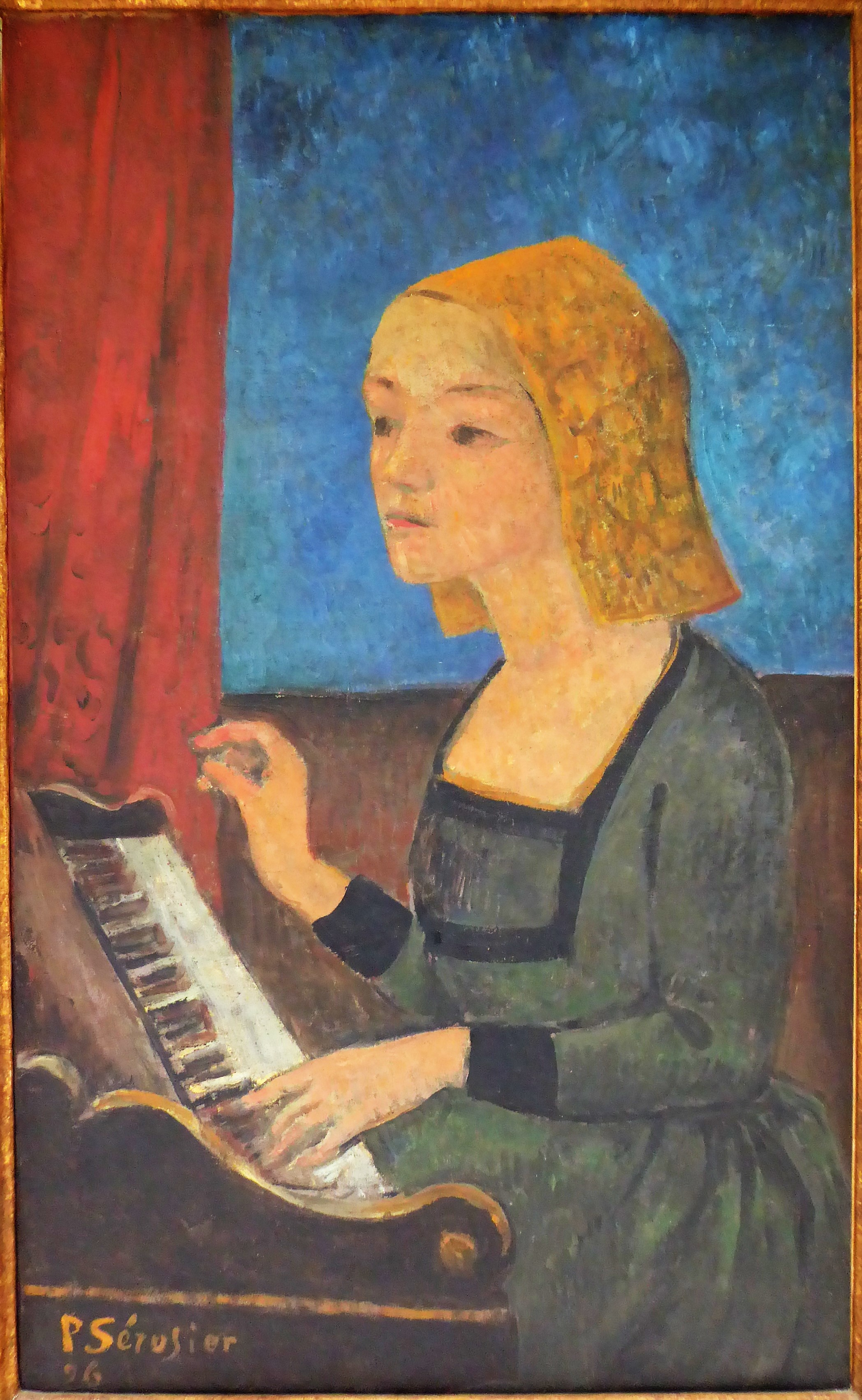
Paul Sérusier, Die Musik oder die Heilige Cäcilia am Cembalo, 1926.
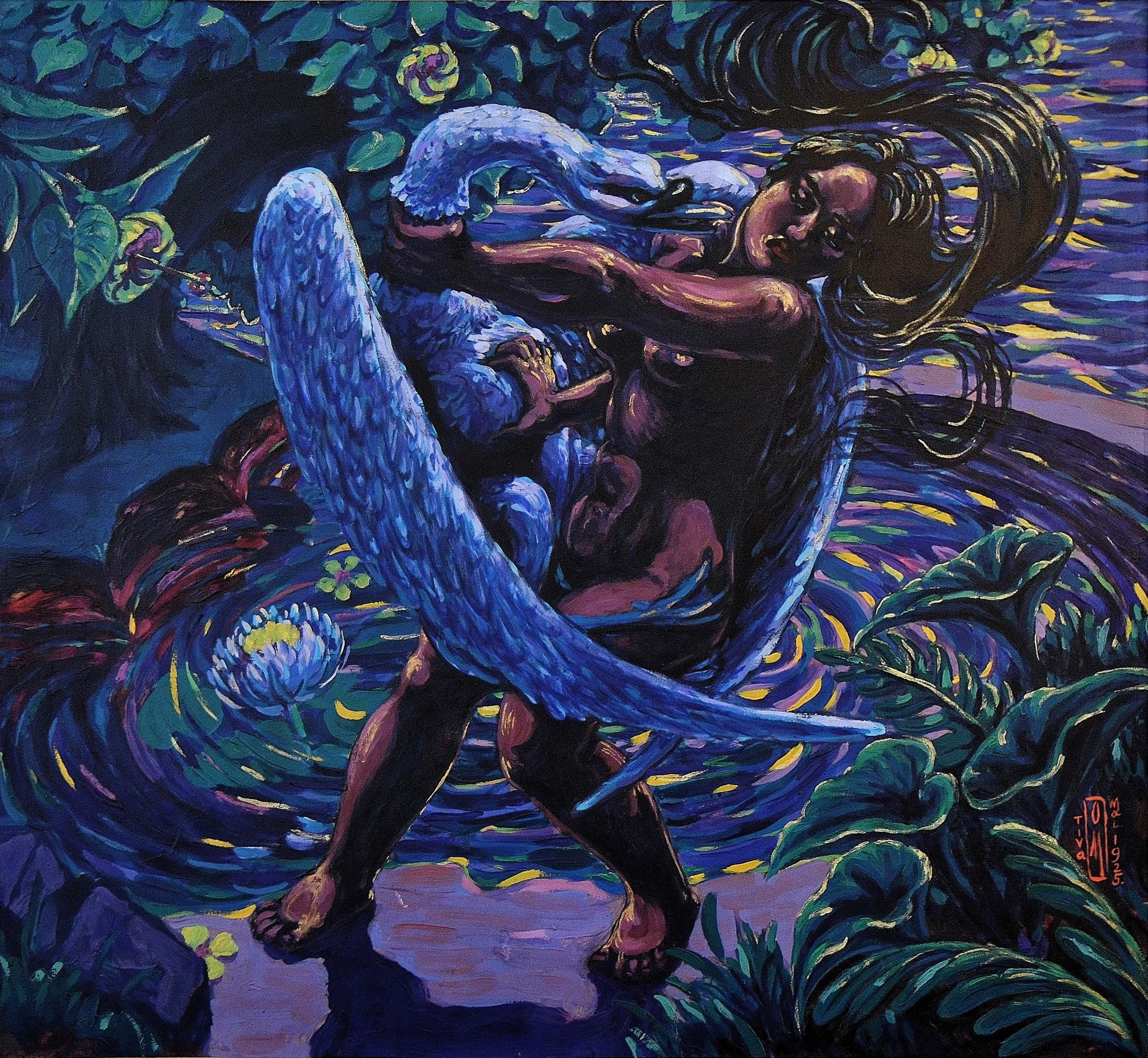
Octave Morillot, Leda und der Schwan, 1925.
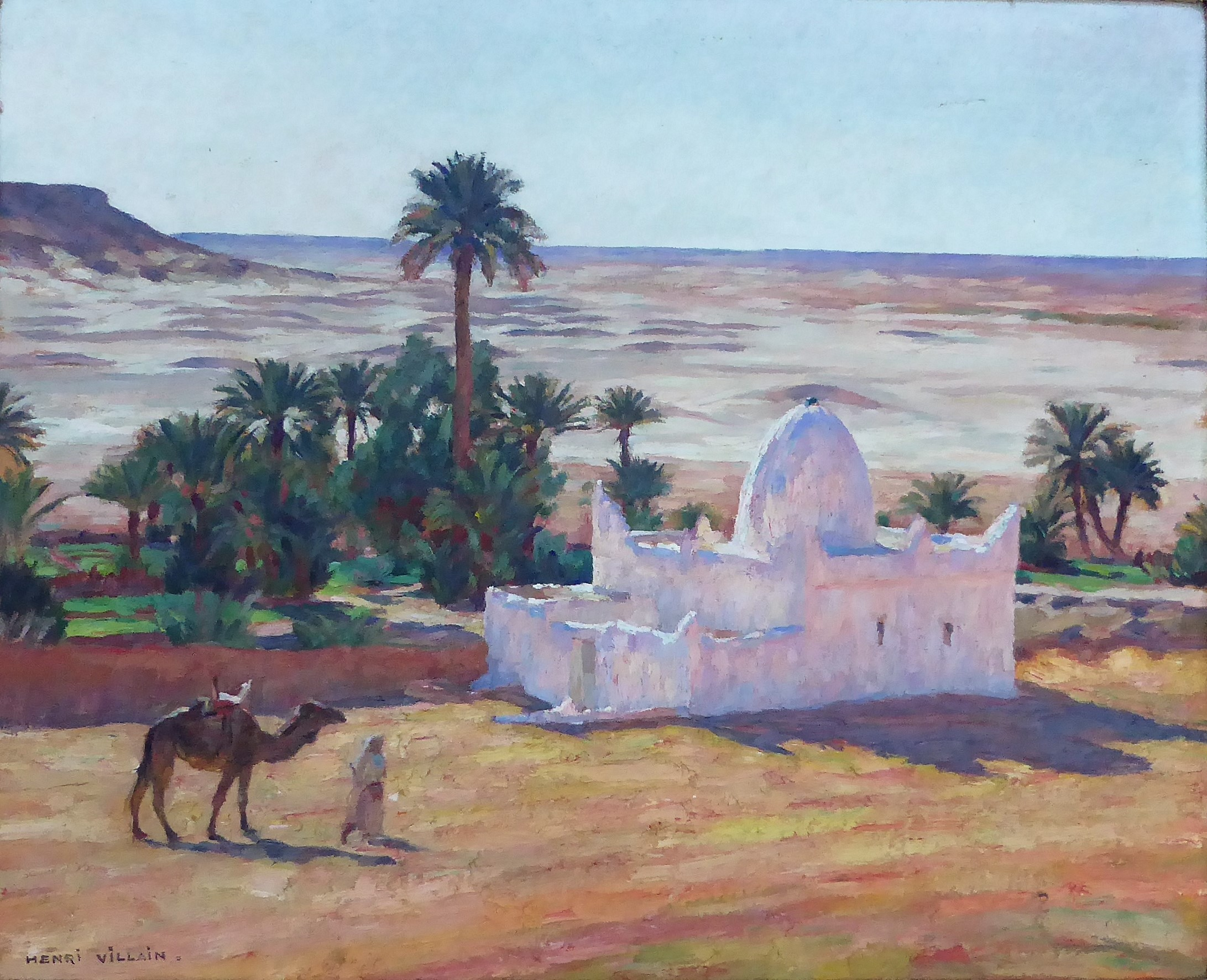
Henri Villain, Marabu in Béni Abbès, 1927.
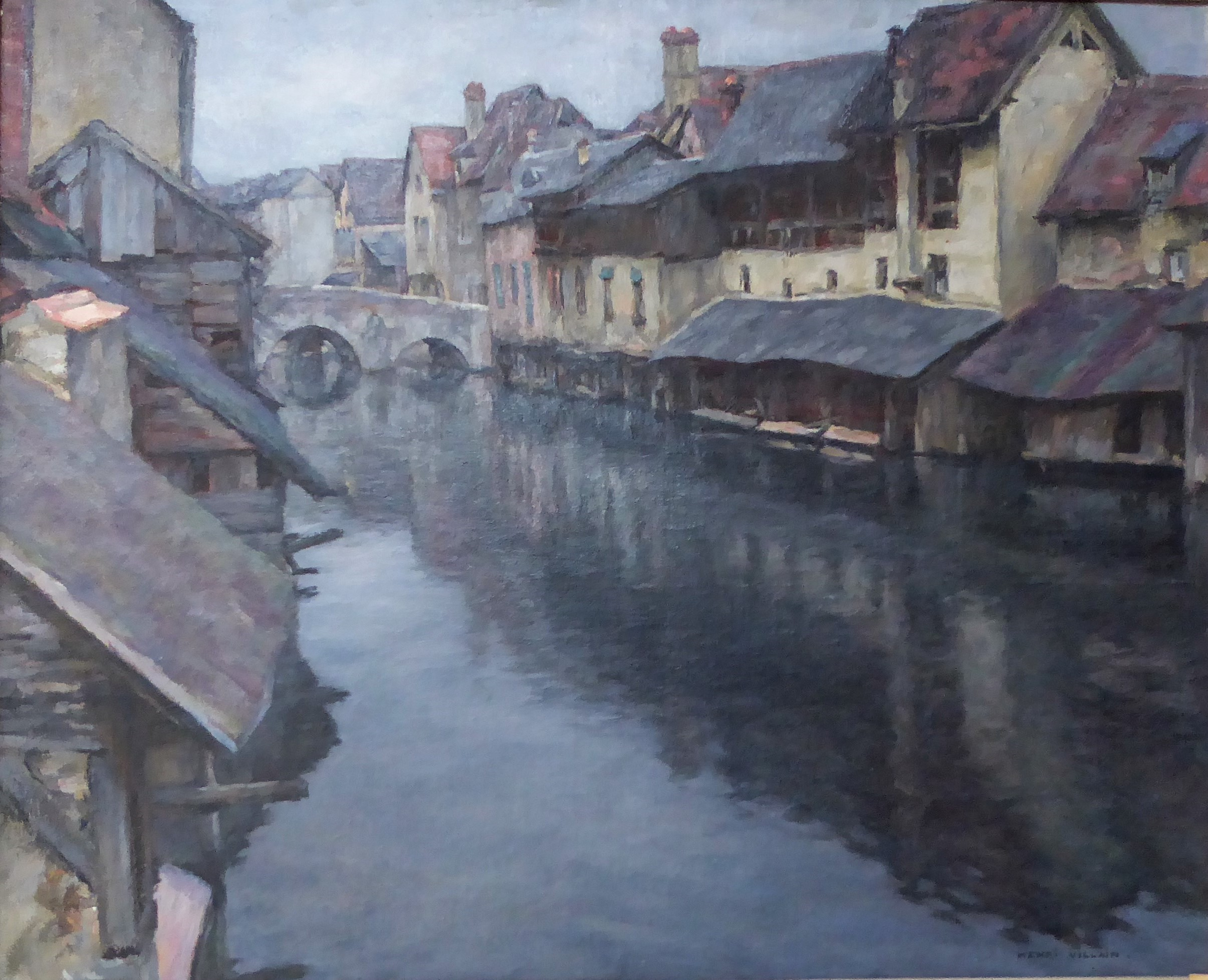
Henri Villain, Alte Waschhäuser an der Eure, 1936.

### Emaillekunst

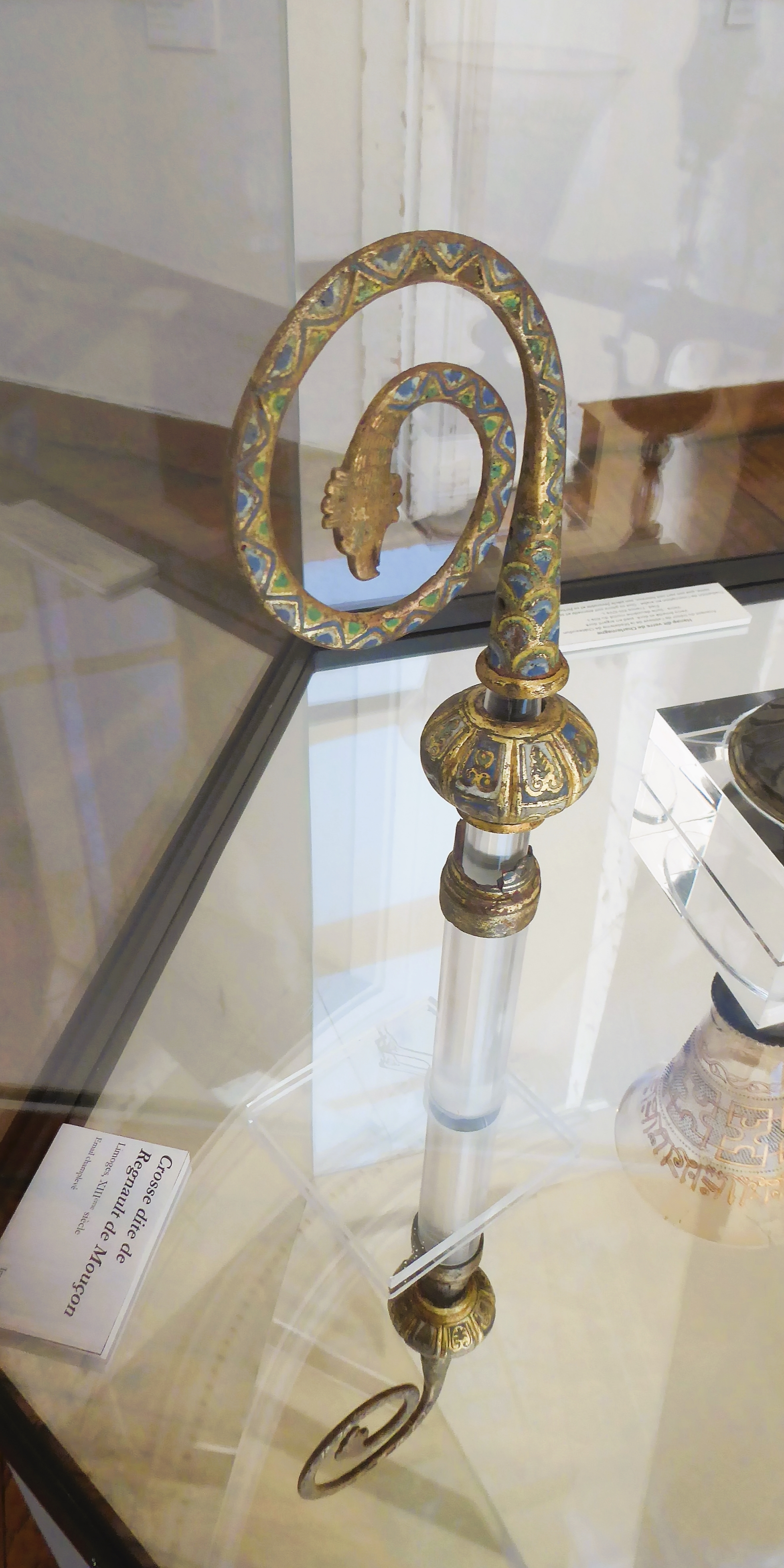
Bischofsstab von Rainald von Bar (Bischof von Chartres).

Ein bemerkenswertes Ensemble der Emaillekunst von Léonard Limosin (Emailkünstler) und Michel Rochetel (Kartonnier), das als monument historique gelistet ist, zeigt die 12 Apostel.
Außerdem wird der Bischofsstab von Rainald von Bar, Bischof von Chartres von 1182 bis 1217 ausgestellt. Der Bischofsstab ist aus Champlevé-Email aus Limoges aus dem 13. Jahrhundert.

Die Serie der 12 Apostel von Léonard Limosin – 1547
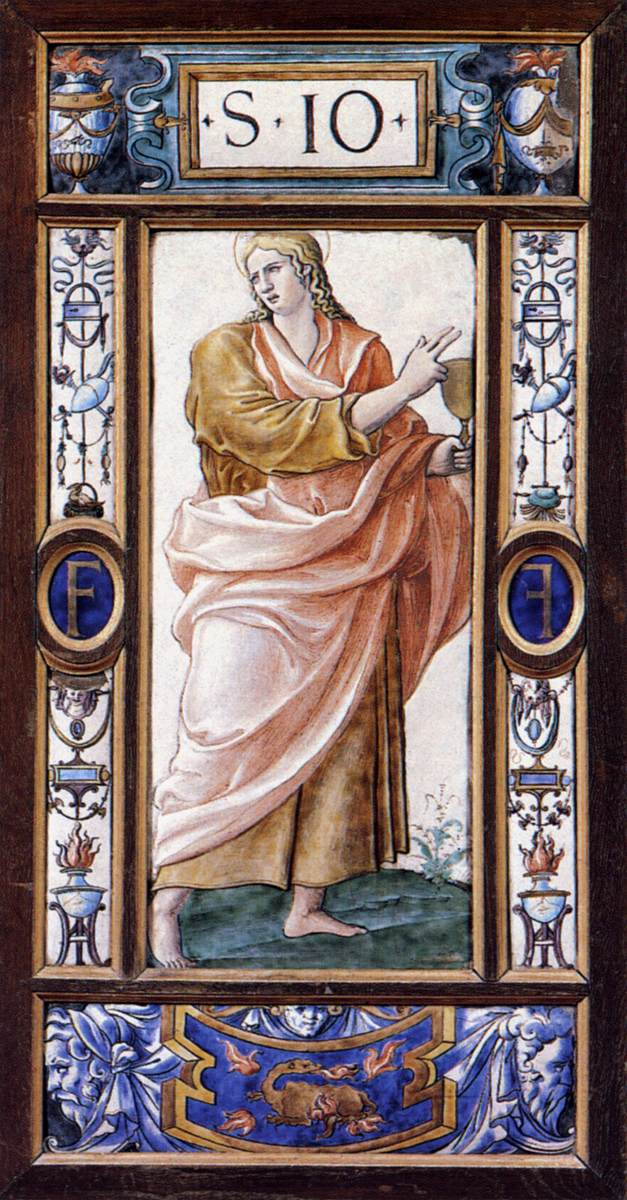
Heiliger Johannes.
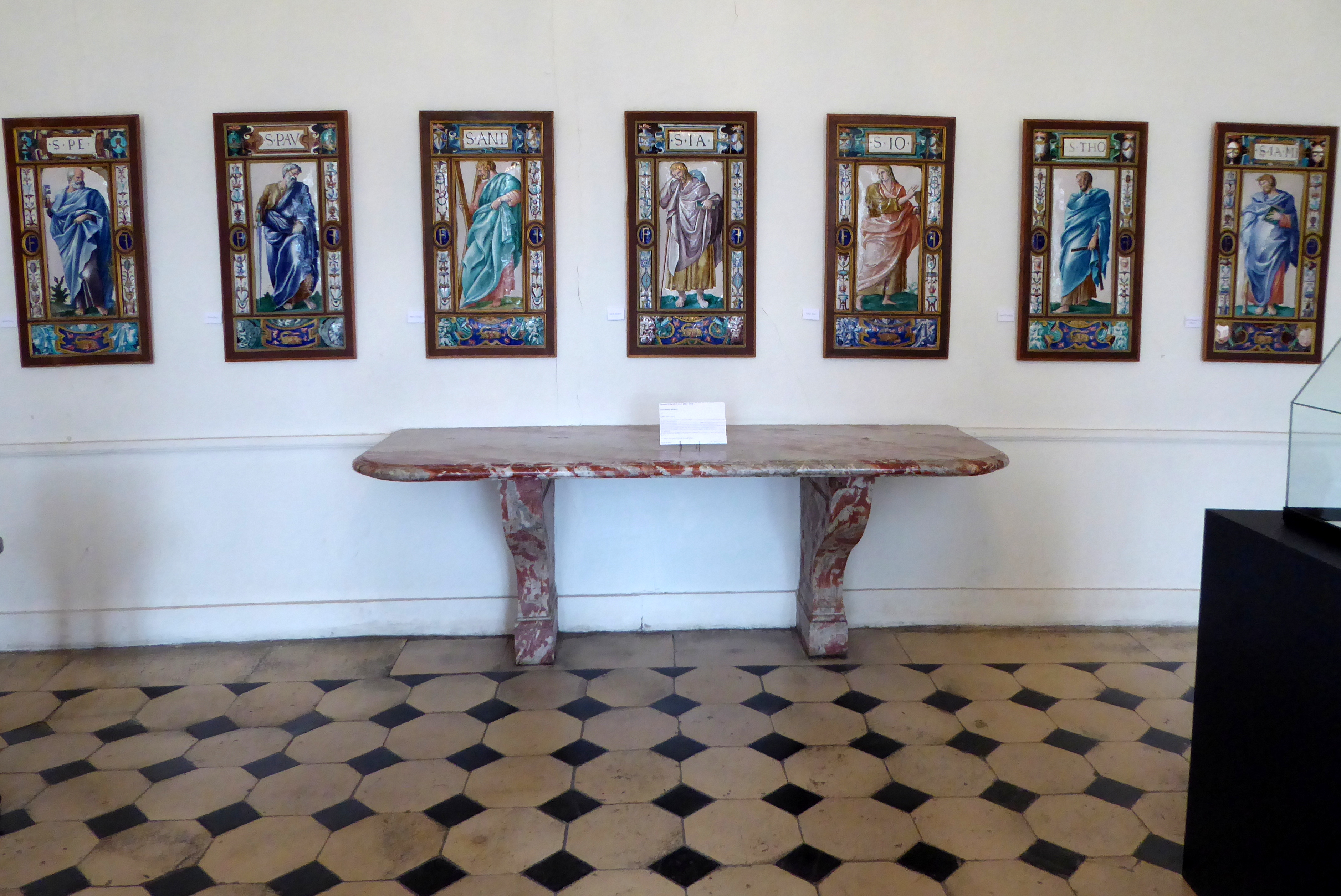
Serie der 12 Apostel: Petrus, Andreas, Jakobus, Johannes, Thomas, Jakobus der Jüngere, Judas
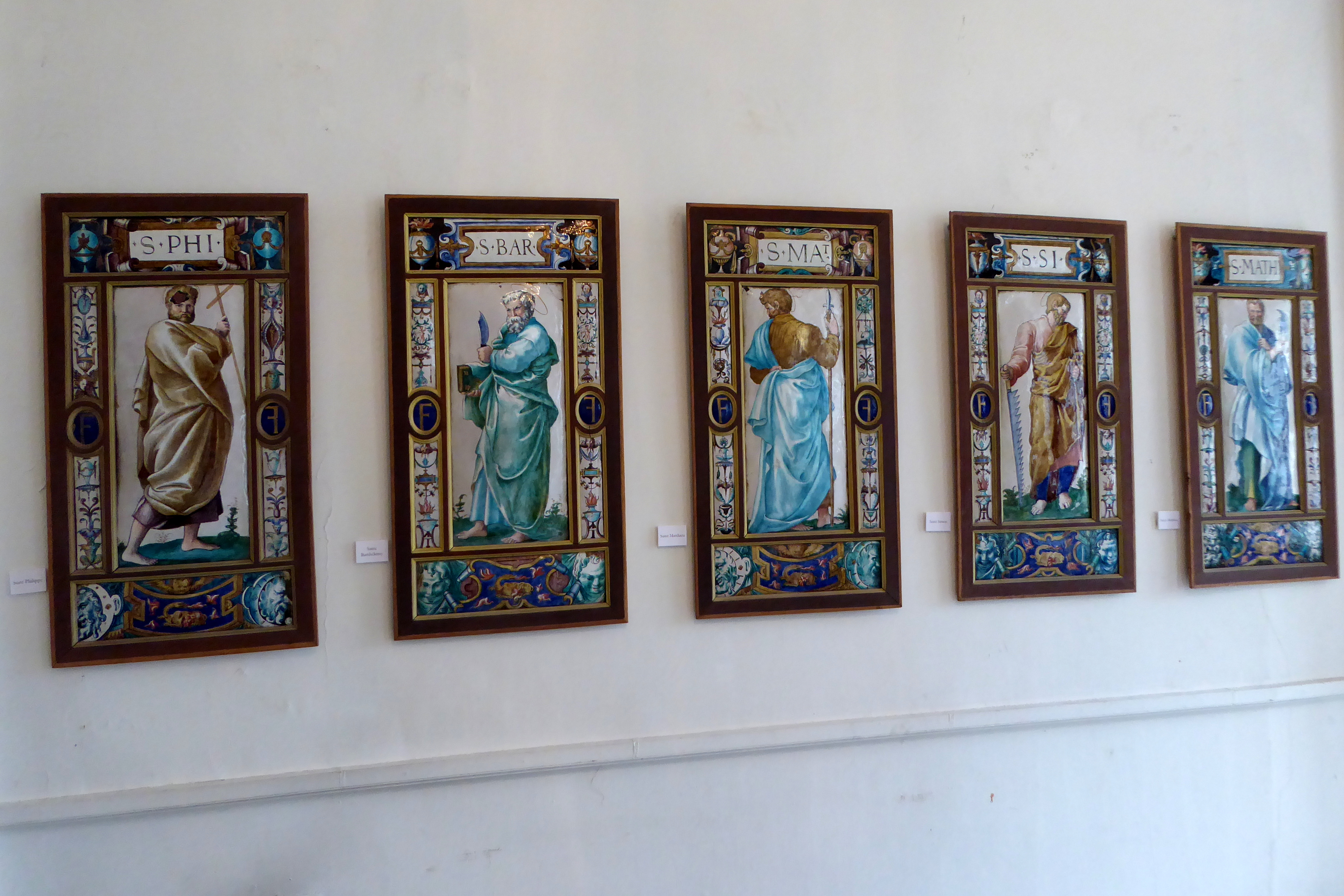
Serie der 12 Apostel: Philippus, Bartholomäus, Matthäus, Simon, Judas
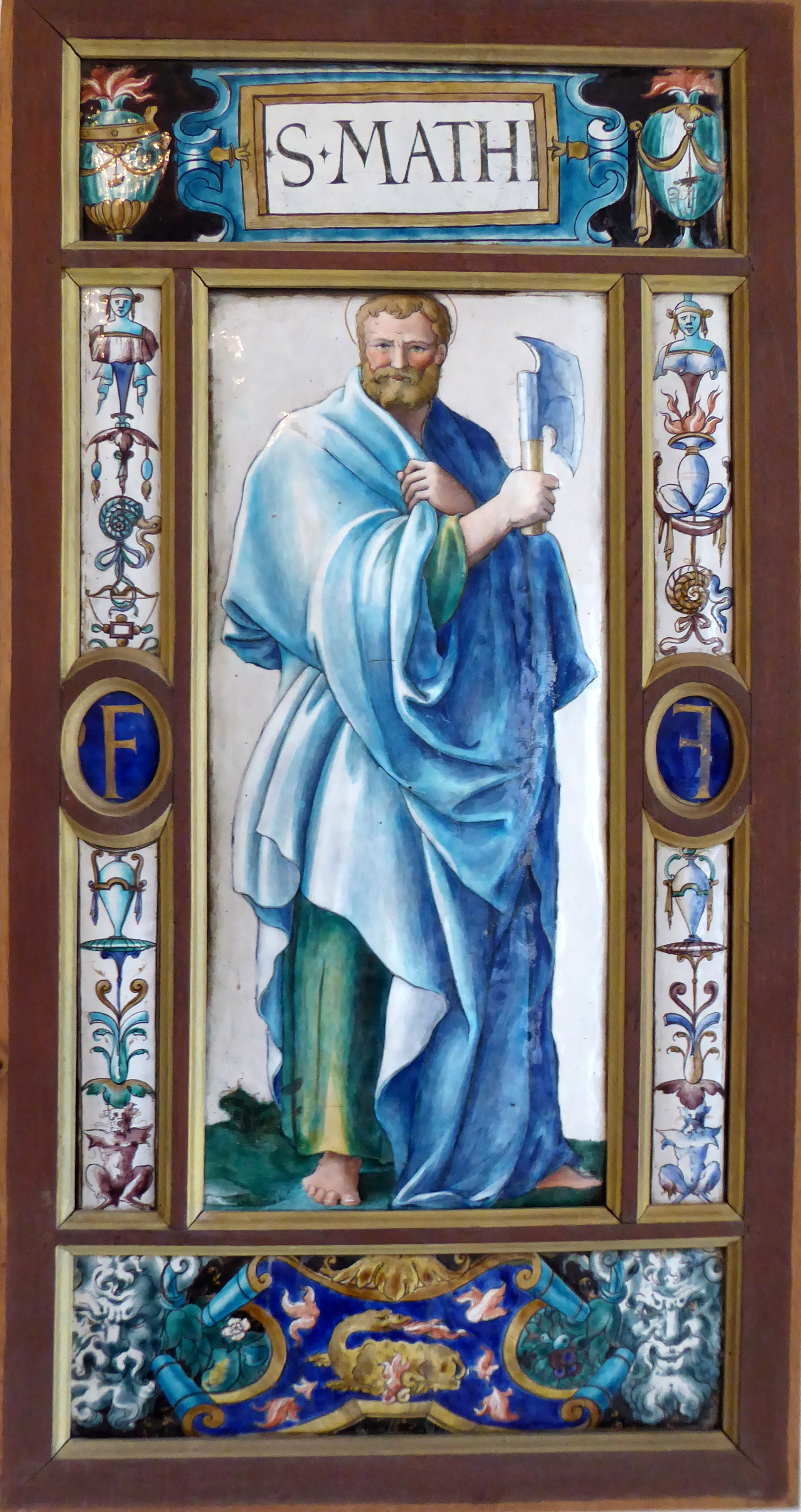
Heiliger Matthäus.

### Skulptur
Bei der Skulptur sticht vor allem ein Bas-Relief mit dem Titel Blutbad von Auguste Préault (Bronze aus dem Jahr 1851, heraus. Es wurde anhand eines Gipsmodells aus dem Jahr 1834 hergestellt). Man schätzt dieses Werk als zentral für die Skulptur der Romantik ein.
Außerdem sind Werke des schwäbischen Meisters Ivo Strigel (Heilige Katharina, Heiliger Nikolas, um 1490) ausgestellt. Zusätzlich gibt es eine Figur von François Marchand (Heiliger Paul gefangen, 1543), sowie von Charles-Antoine Bridan (Die Treue, Das Paar Junge mit Vogel, Mädchen mit Nest, Kinder mit Ziege, aus dem Jahr 1768 und zwei Bas-Reliefs, die vom alten Lettner der Kathedrale stammen). Schließlich ist in der Sammlung von Gabriel Jules Thomas das Gipsmodell der Statue von Marceau vorgesehen für die Fassade des Louvre und von Paul Richer (Der Mäher, Salon von 1889, Schmiede, aus den 1890er Jahren und Erntearbeiten, Bas Relief von 1895).

Sammlung der Skulpturen
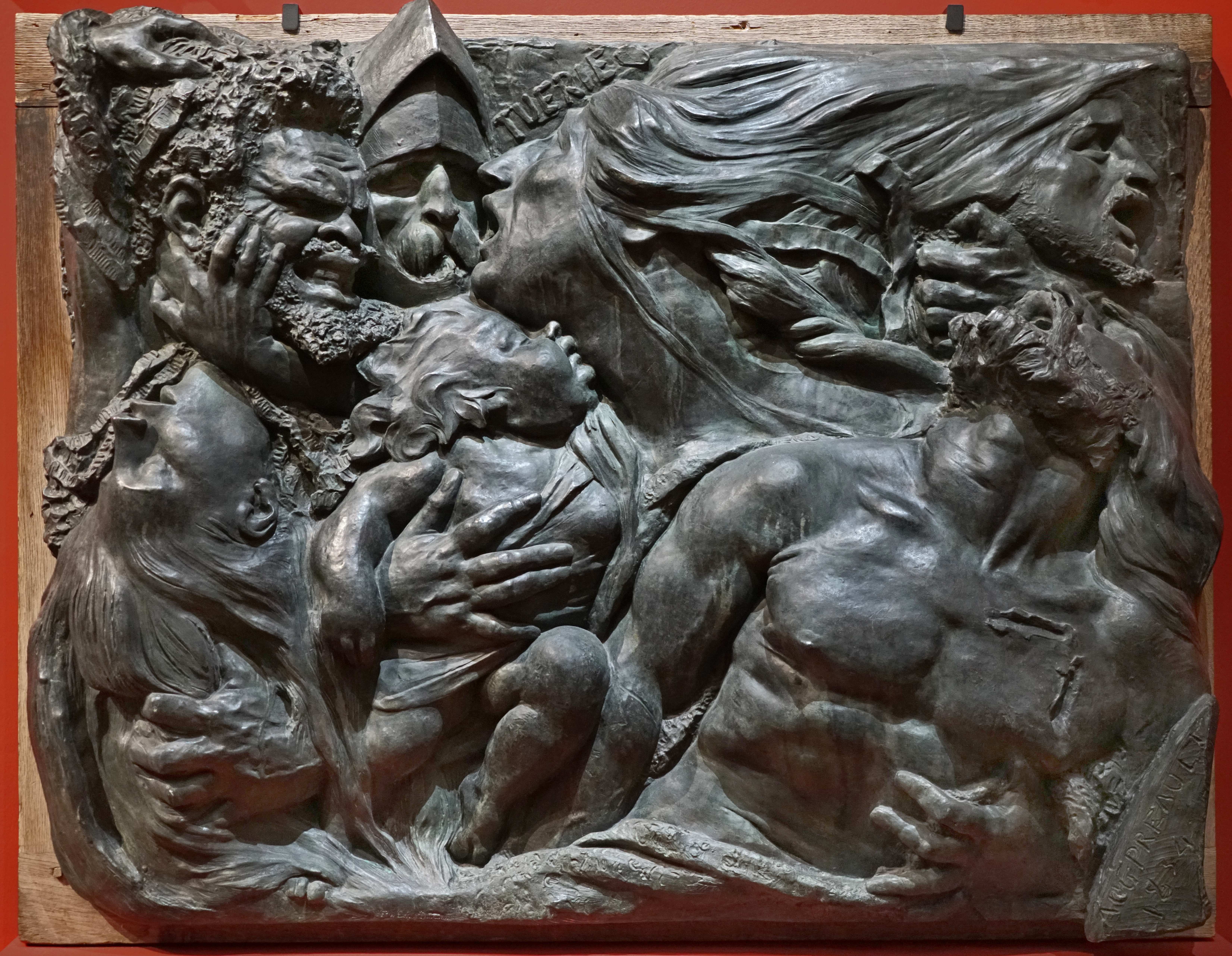
Blutbad, 1834–1850, Auguste Préault.
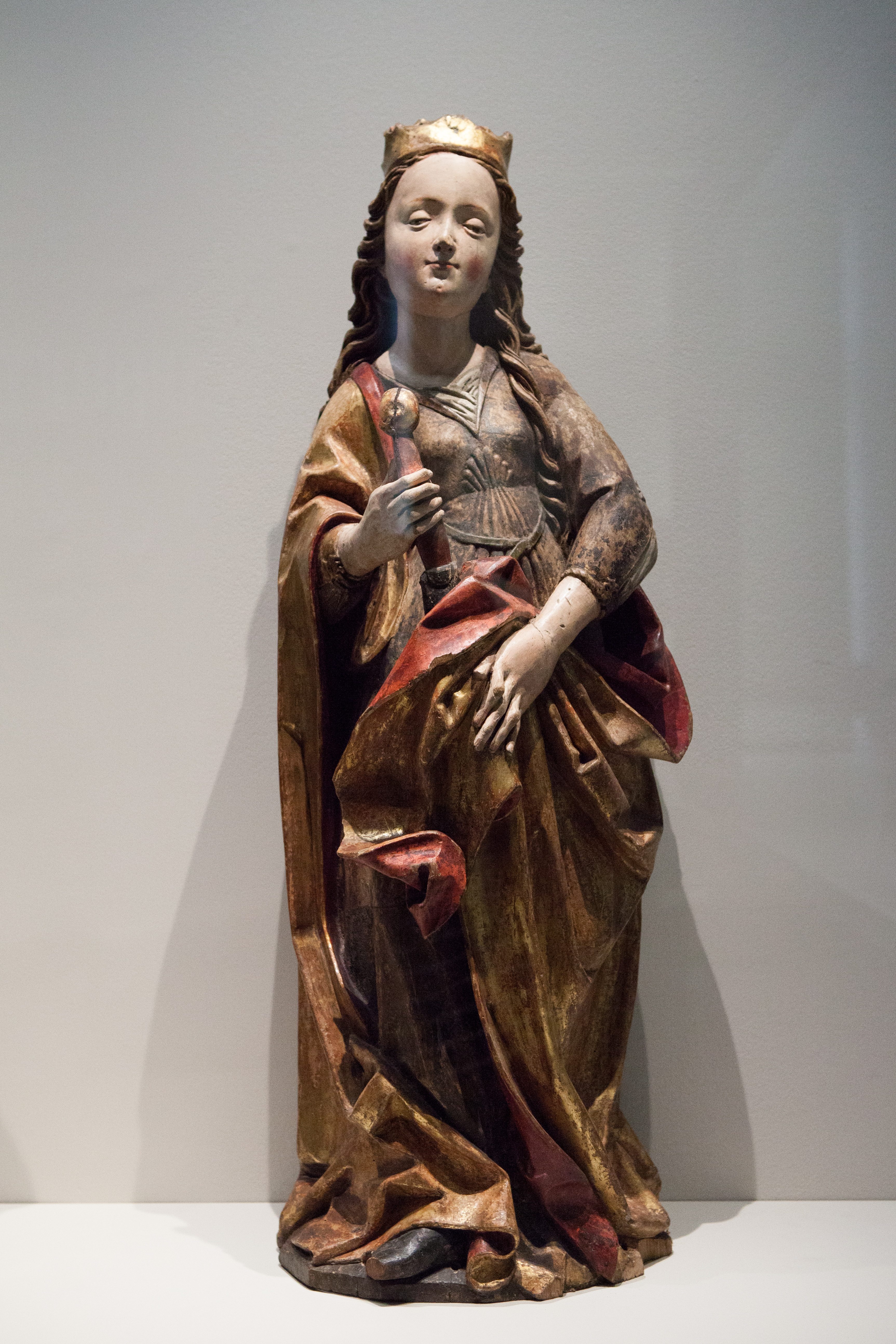
Heilige Katharina, Werkstatt von Ivo Strigel aus Memmingen, um 1490.
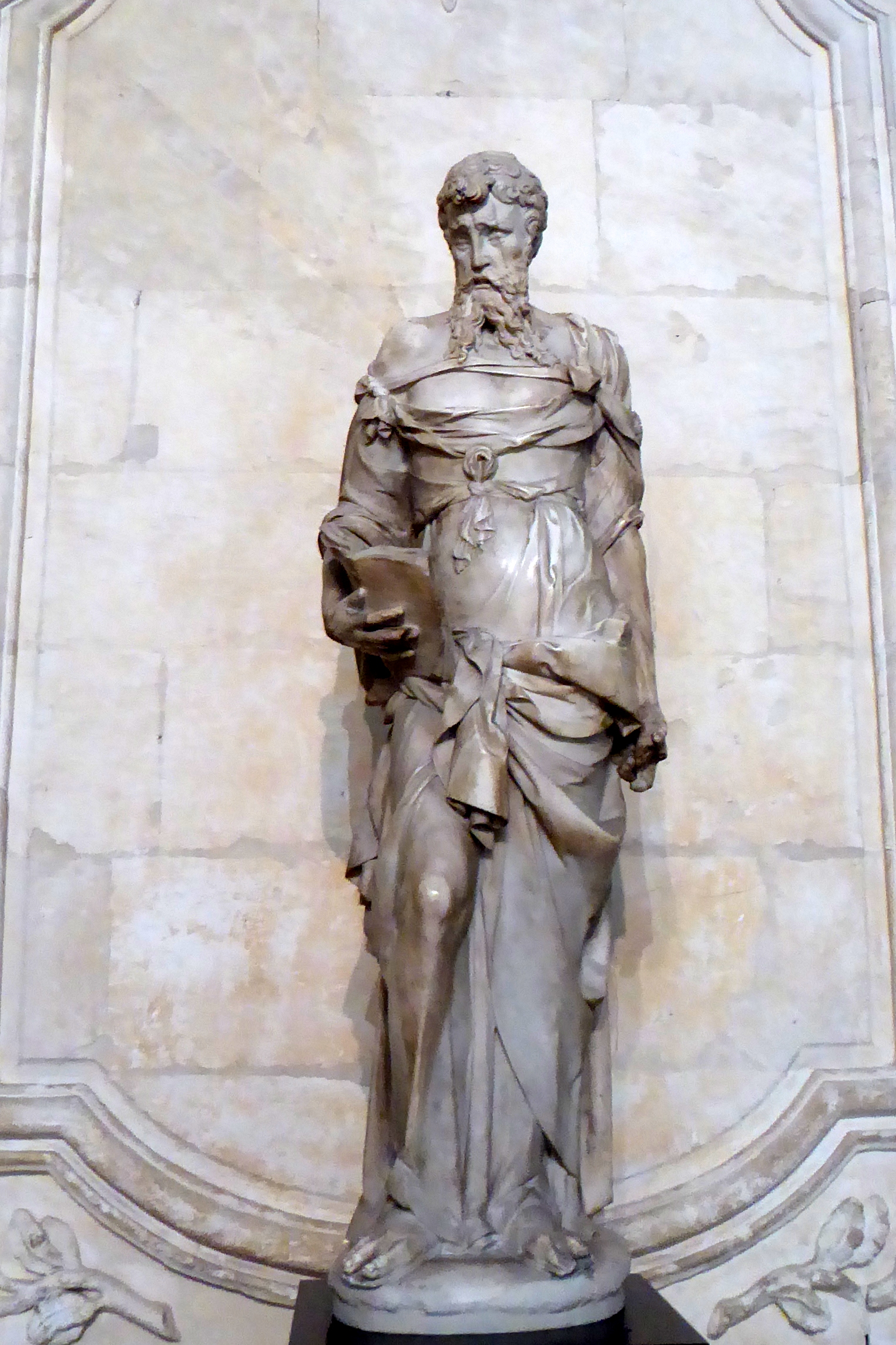
Heiliger Paul gefangen, Alabaster, stammt von der Abtei Saint-Père-en-Vallée.
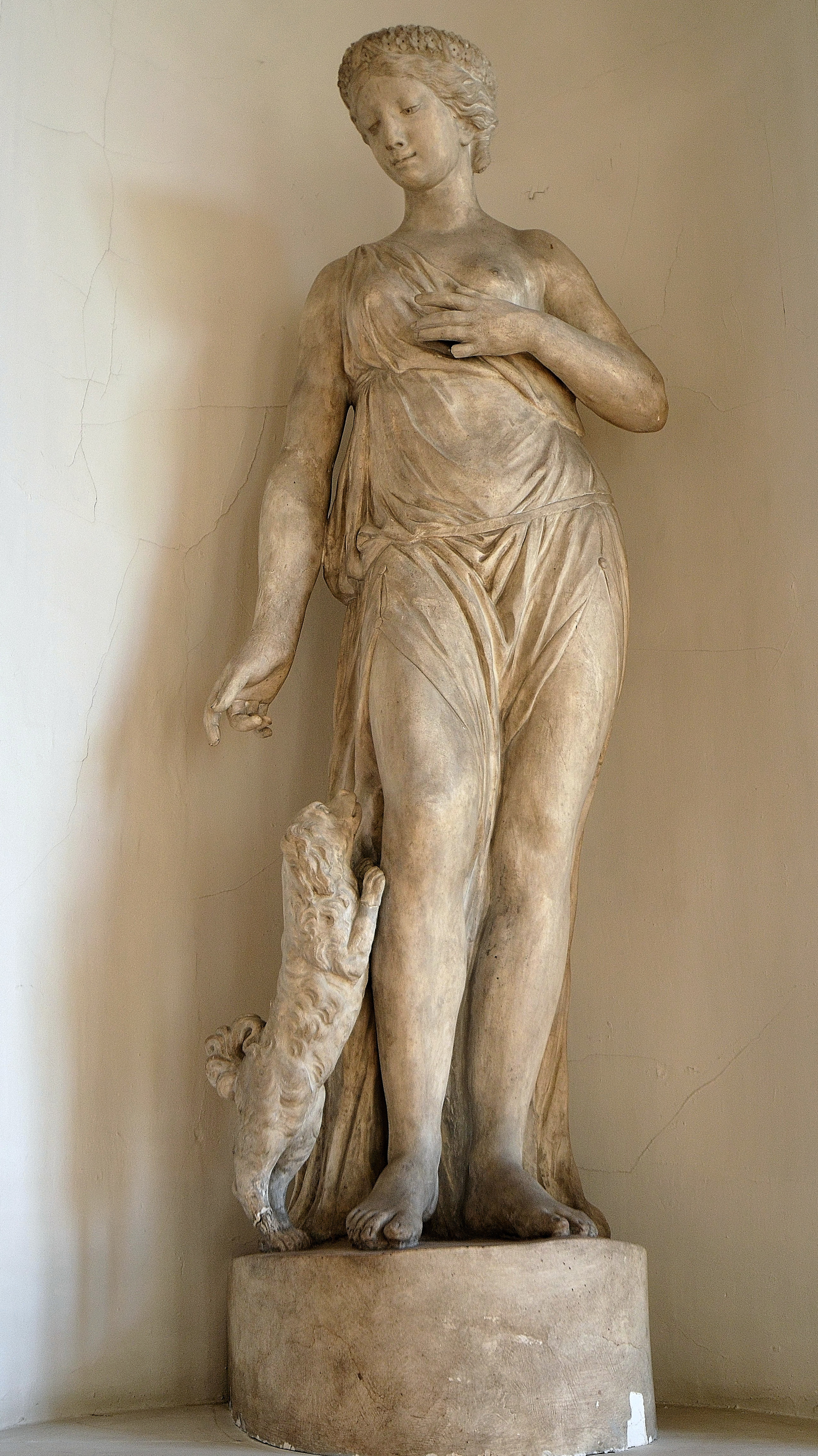
Die Treue, Salon von 1775, Charles-Antoine Bridan, Gips.
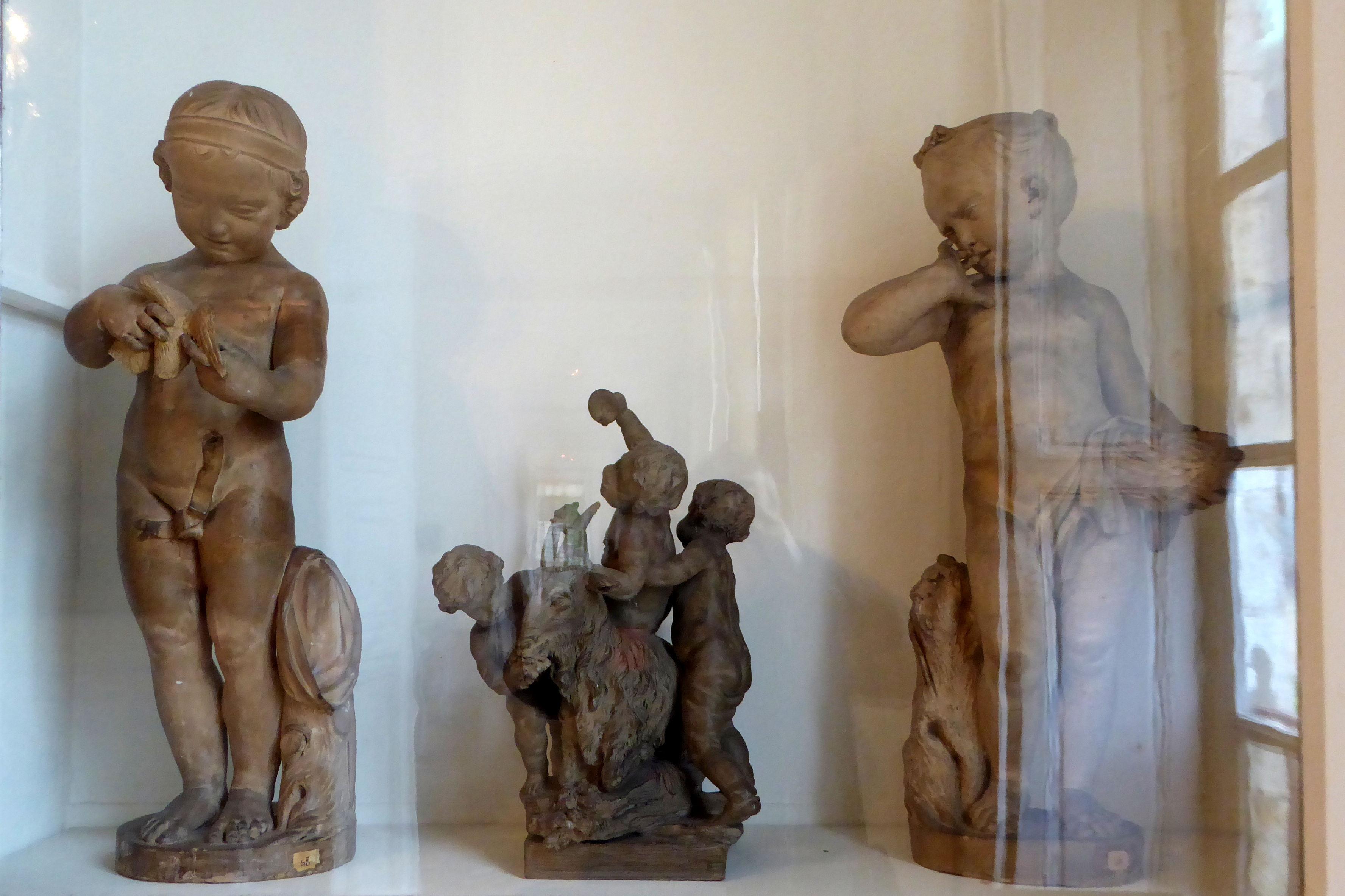
Junge hält einen Vogel, Kinder mit einer Ziege (1768), Mädchen hält ein Nest, Charles-Antoine Bridan, 1730–1805, Terrakotta.
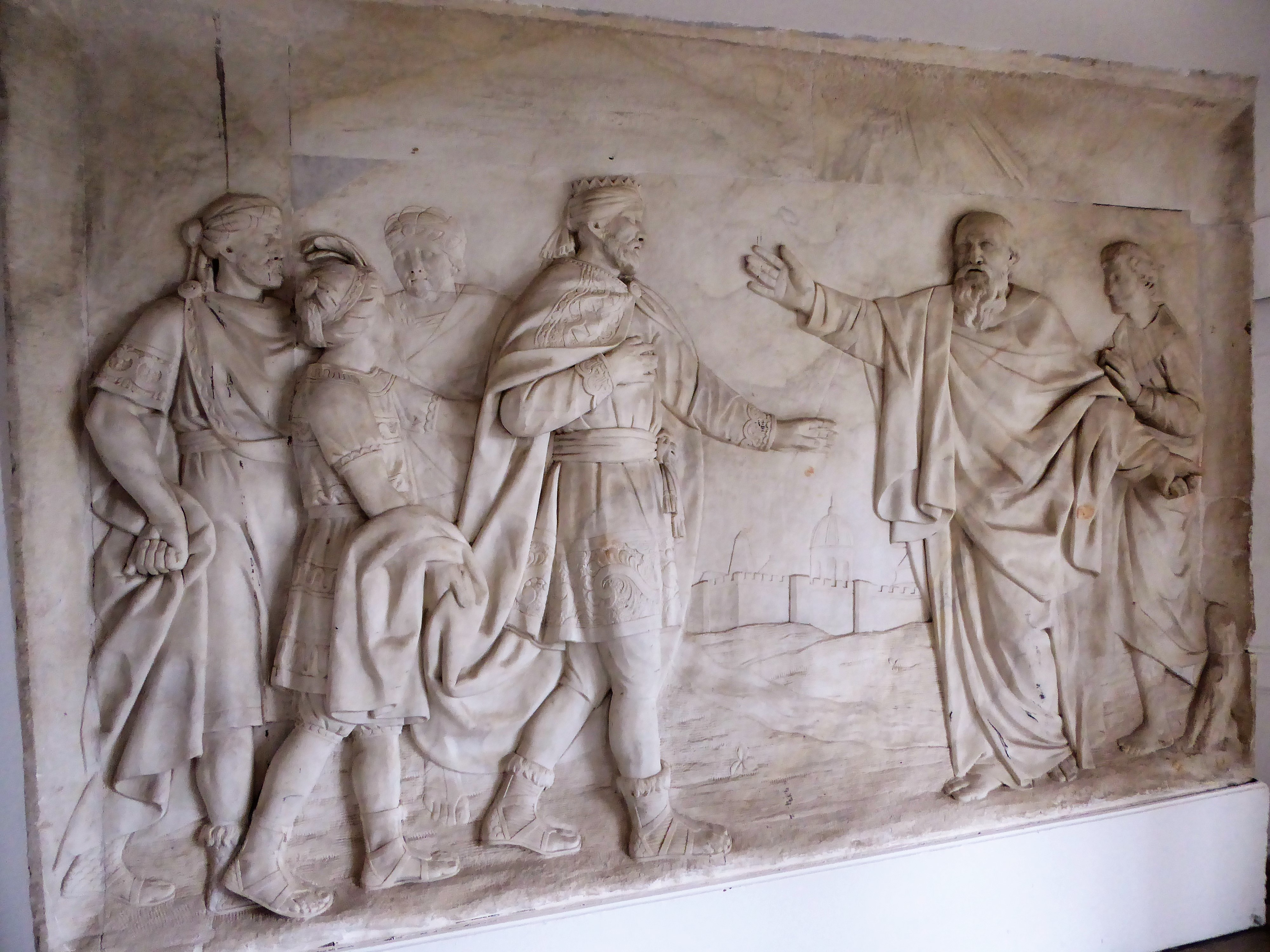
Bas-relief "Das Zeichen für Achaz", Bridan, Carrara-Marmor, 1786–1789.
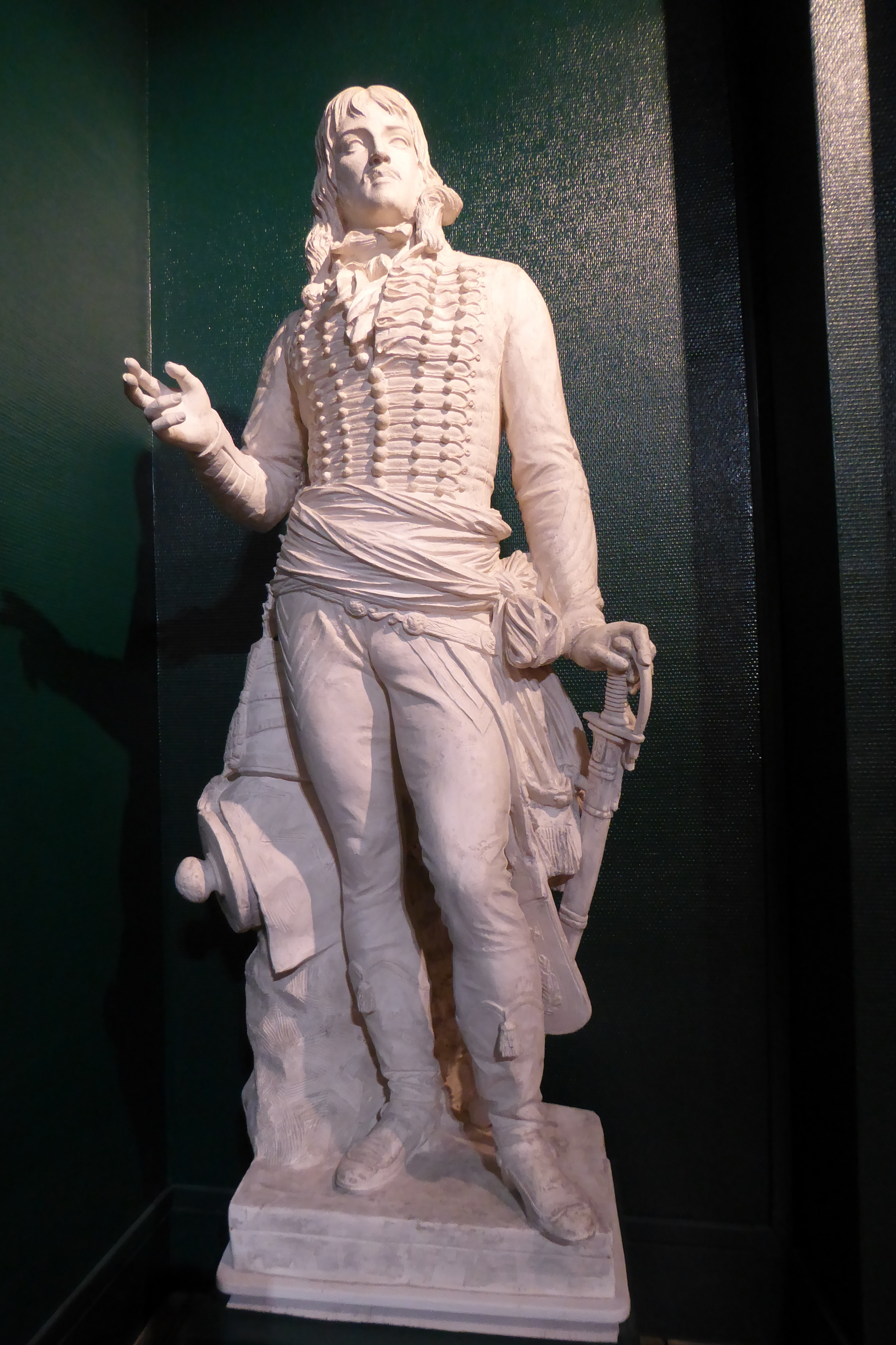
Gipsmodell der Statue von Marceau für die Fassade des Louvre von Thomas.
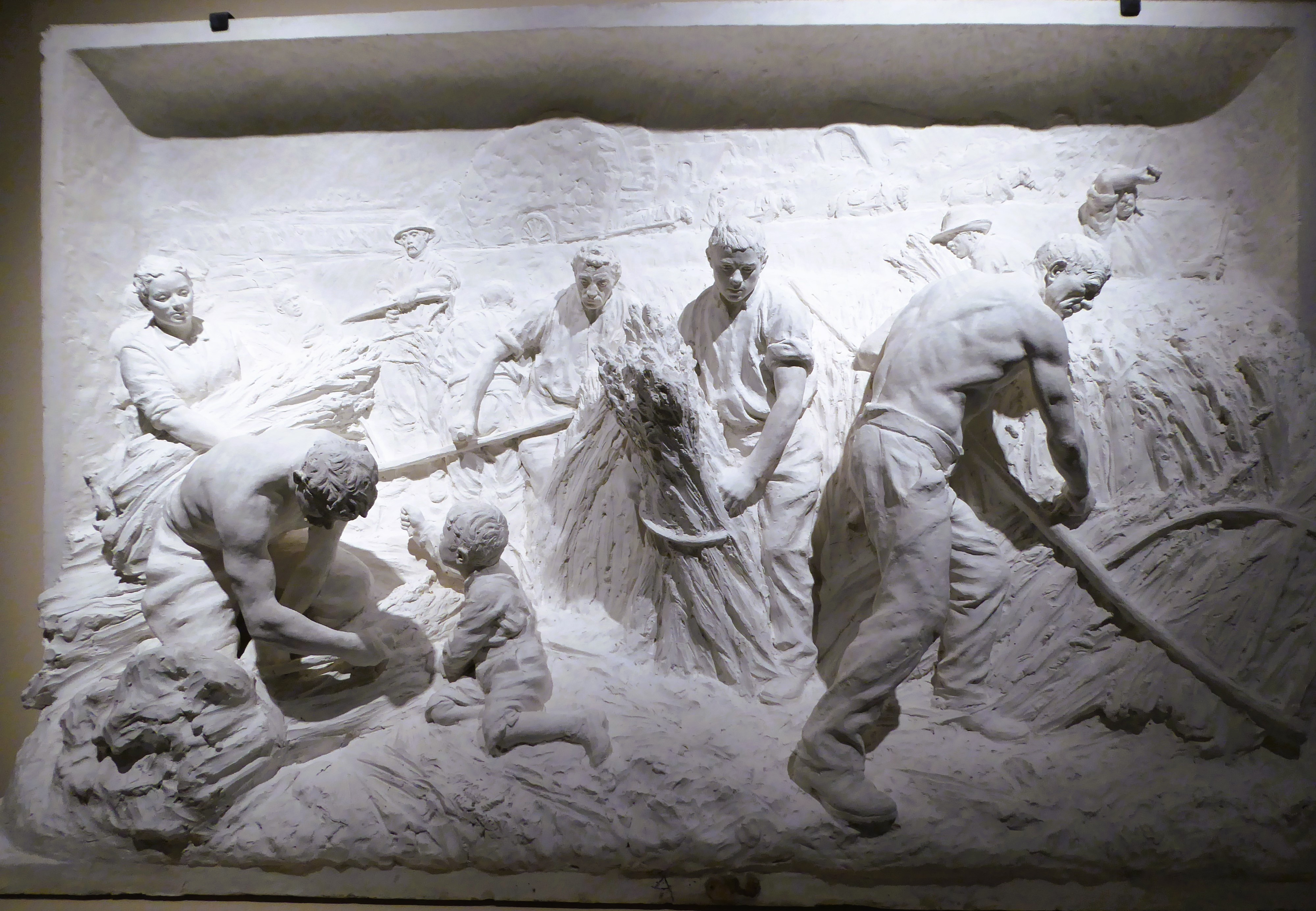
Die Ernte, Paul Richer, Gips, Salon von 1893.

### Tapisserie
Die Sammlung der Tapisserien stammt aus dem Kapitel der Kathedrale Notre Dame. Sie wurden von Bischof Nicolas de Thou im Jahr 1578 in Auftrag gegeben. Diese Tapisserien schmückten das Interieur des Gebäudes während der Taufe von Heinrich IV. in 1594. Es sind insgesamt elf Teppiche. Zehn Tapisserien sind aus Wolle und Seide. Sie sind 40 Ellen lang und zeigen Szenes des Lebens von Moses nach Gemälden von Raphael. Sie wurden in der Brüsseler Werkstatt von Martin Reymbouts II gewebt:

Tapisserien zeigen Szenen aus dem Leben Moses, 16. Jahrhundert
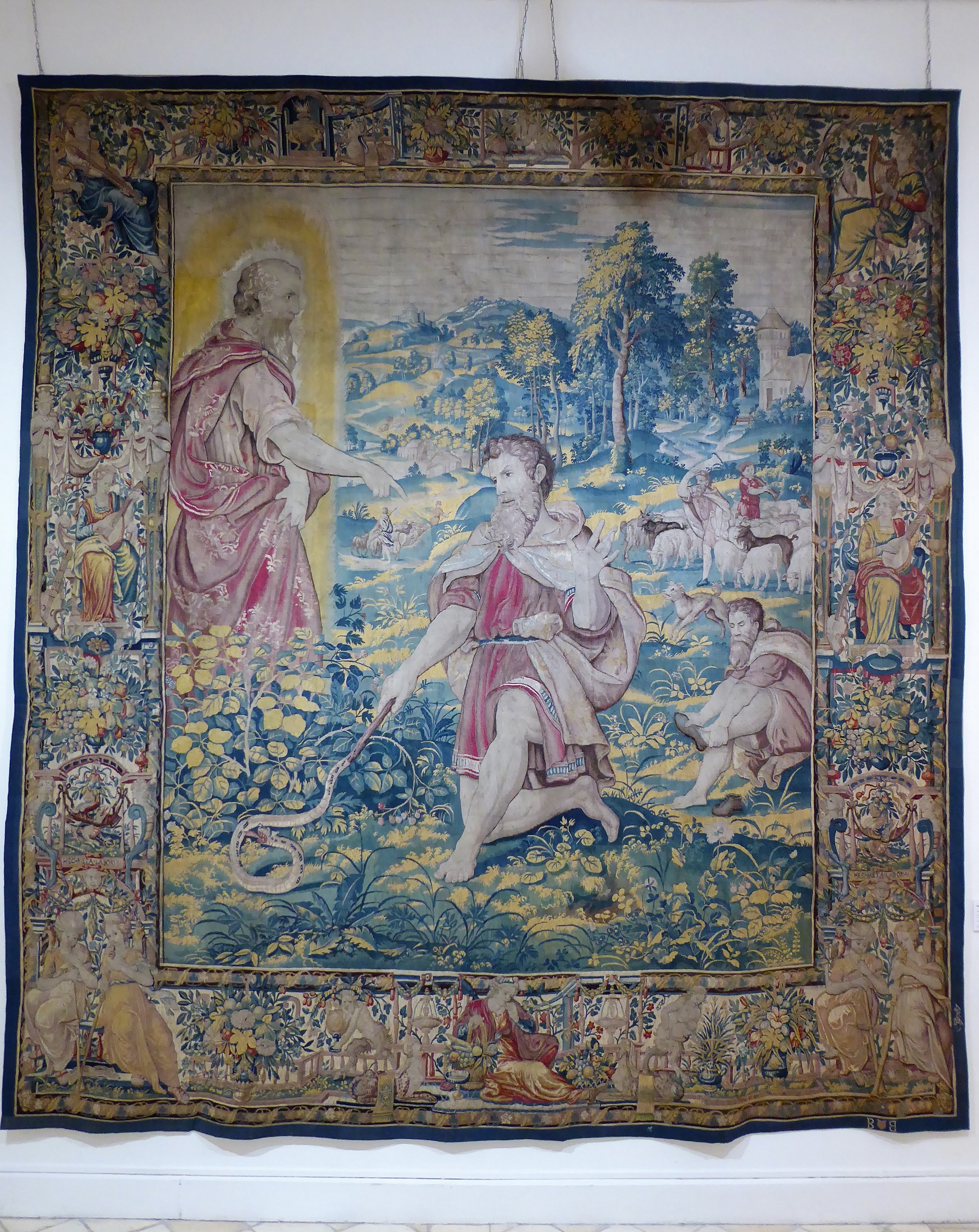
Mose vor dem brennenden Busch.
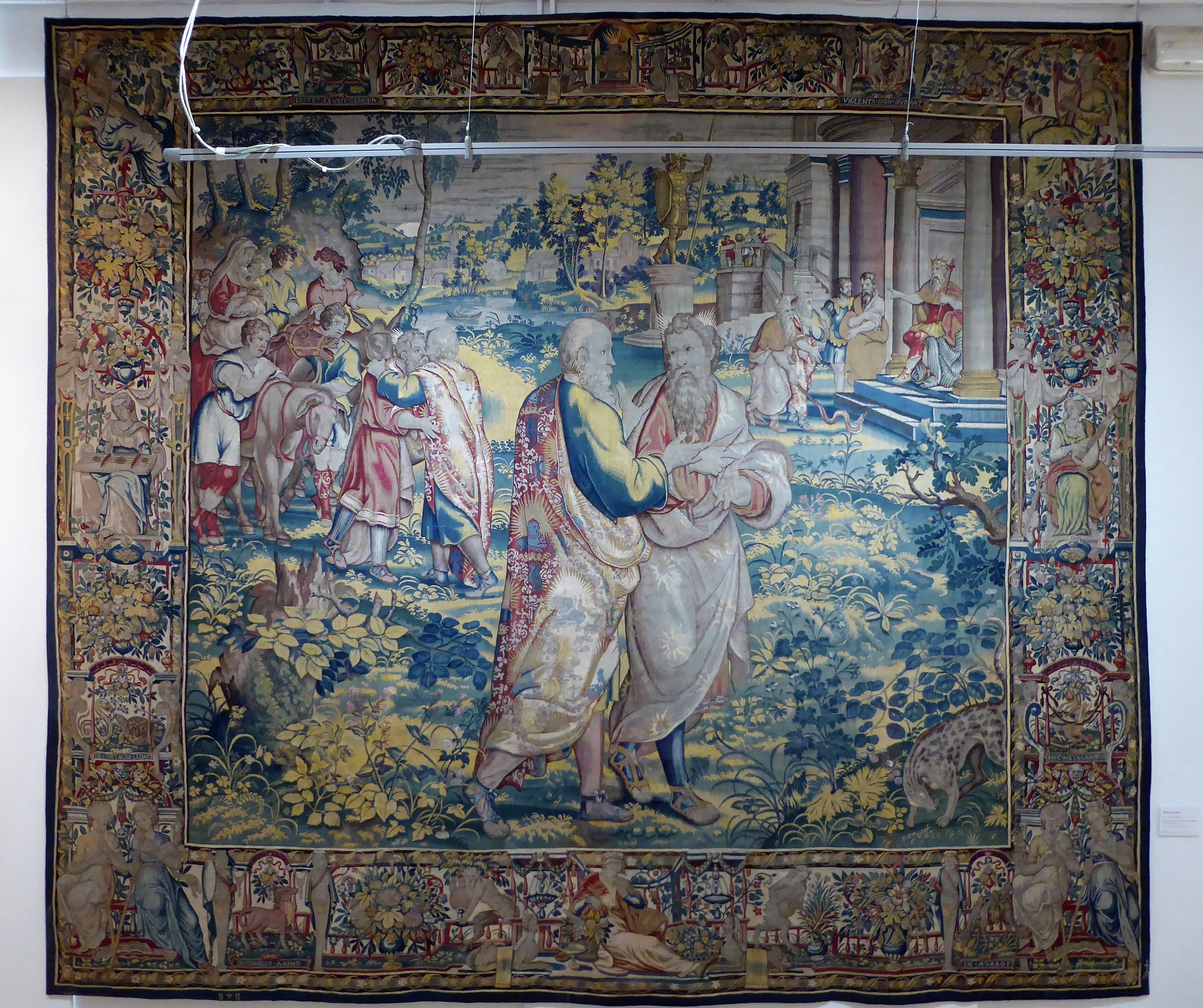
Moses und Aaron gehen zum Pharao.
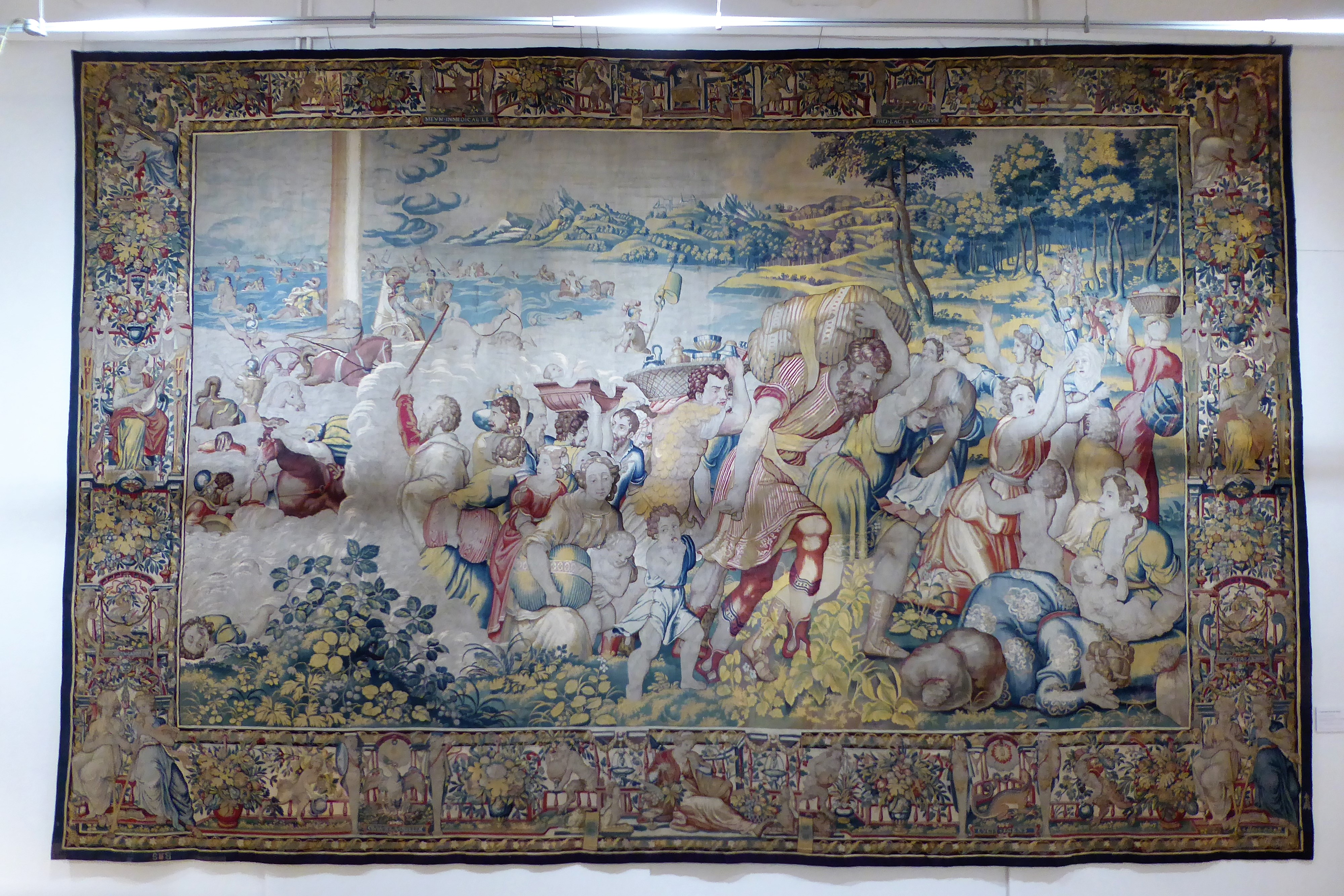
Die Passage durch das rote Meer.
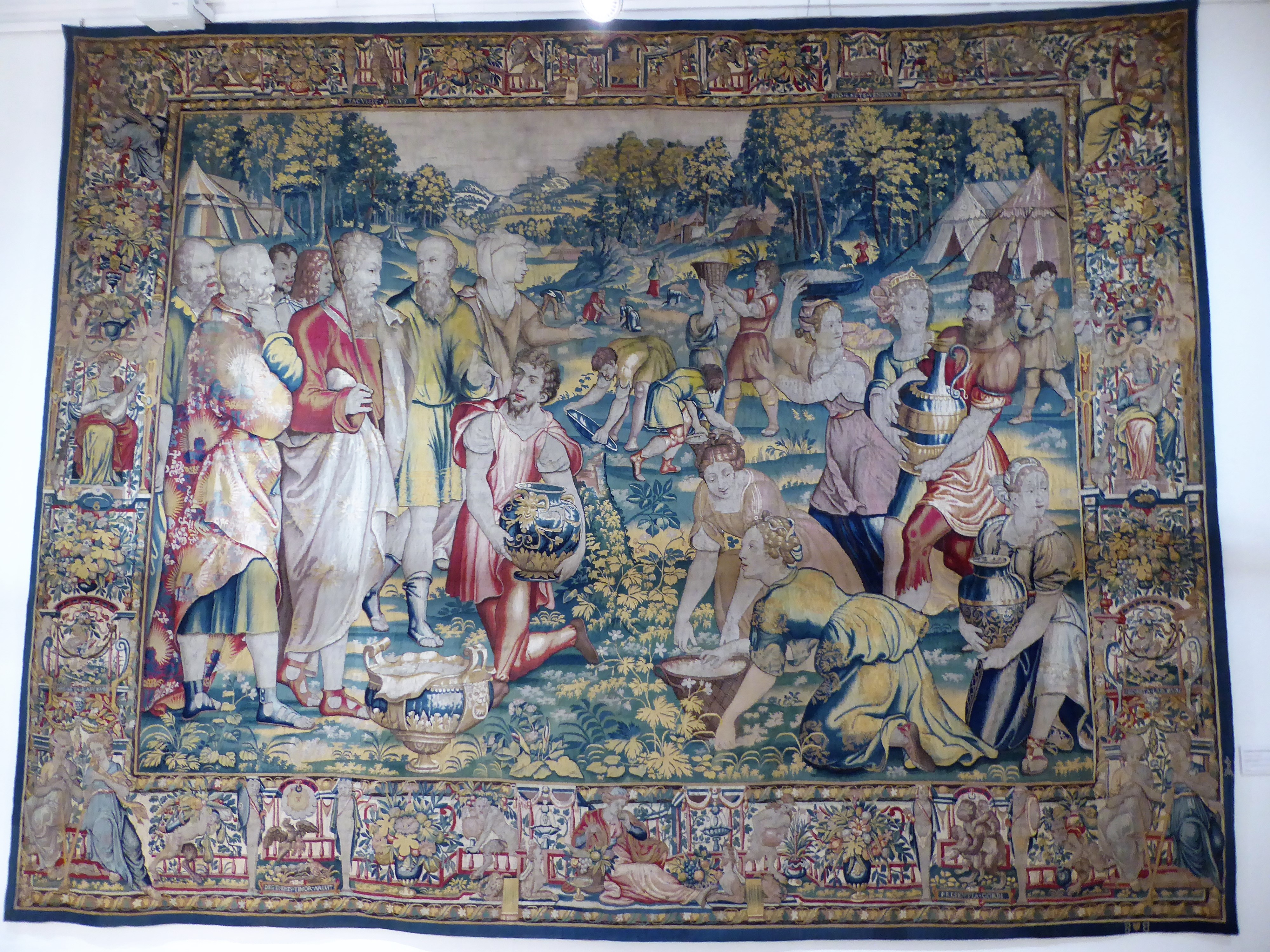
Die Hebräer sammeln das Manna.
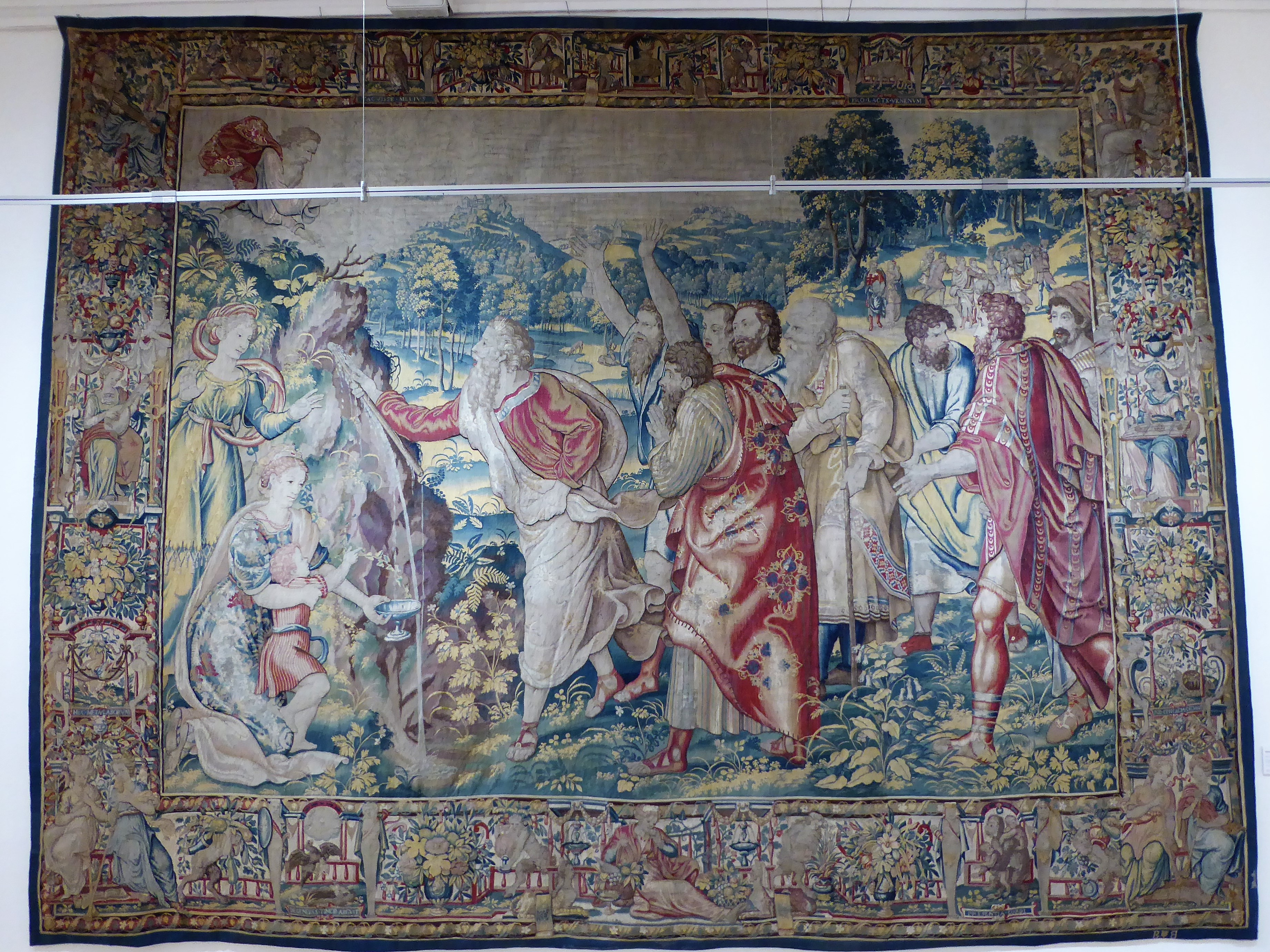
Moses schlägt den Felsen.

- Wandteppich Die Jagden von Maximilian: Vier Wandstücke von 1723 zeigen die Monate Januar, Februar, Oktober und Dezember des achten Wandteppichs der Jagden von Maximilian.
  - Januar (Wassermann): Wildschweinjagd, Feuer mit Wildschwein im Schloss Tervuren und Jagd;
  - Februar (Fische): Allegorie, Huldigung der Jäger des Königs Modus und der Königin Ratio;
  - Oktober (Skorpion): Hirschjagd, die Jagd im Boendael-Tal;
  - Dezember (Steinbock): Wildschweinjagd, Gefangennahme der Bestie in der Umgebung des Schlosses zu den Drei Fontänen.

- Wandteppich zu den Götterliebschaften: Drei Wandstücke des 18. Jahrhunderts von der Manufaktur von Beauvais nach einem Karton von François Boucher; Dargestellt sind Ariadne und Bacchus, Boreas und Oreithyia und die Entführung Proserpinas.

### Anderes
- Ein Raum, der Salon Bouge, ist der wichtigen Sammlung der Kunstwerke Ozeaniens und Afrikas gewidmet. Zwei Vermächtnisse haben die Sammlung bereichert: im Jahr 1970 die Sammlung des Gouverneurs Louis Joseph Bouge und die persönliche Sammlung von Maurice de Vlaminck.
- Es gibt ein Ensemble von Cembalos des 17. und des 18. Jahrhunderts, sowie eine Sammlung alter Instrumente, das sogenannte Instrumentarium: Diese 26 Instrumente wurden in 320 Aufführungen gespielt und führten zur Aufnahme von zwei Alben.[9][10][11]
- Zwei Globen der Erde und des Himmels: seltene Zeugen der Edition von 1751 des Geographen Didier Robert de Vaugondy. Die Globen stammen aus dem Schloss Crécy von Madame de Pompadour: Die Dreifüße, die die Globen tragen, sind geschmückt mit einem Turm, der an die drei Türme des Wappens von Madame Pompadour erinnert.
- Außerdem gibt es eine Sammlung alter Waffen.

#### Andere historische Objekte
- Prozessionsstab aus Elfenbein mit vegetabilen Dekor, vermutlich 11. Jahrhundert, aus der ehemaligen Abtei Notre-Dame de Coulombs;
- Hanap, Glas mit Standfuß des 12. Jahrhunderts, genannt das Glas von Karl dem Großen; die arabische Inschrift besagt sinngemäß: "Auf dass sein Ruhm ewig und sein Leben lang und gesund sei, auf dass sein Schicksal glücklich, sein Jahrhundert günstig und sein Glück perfekt sei";
- Bischofsstab von Heinrich von Grez, Bischof von Chartres von 1244 bis 1246, Email Anfang des 13. Jahrhunderts aus der Abtei von Tiron;
- Statue des Heiligen Johannes Evangelist in Stein aus dem 13. Jahrhundert;
- Getreidemaß aus Bronze des 13. Jahrhunderts, für eine Waage aus Holz;
- Prozessionskreuz aus Email des 13. Jahrhunderts;
- Kreuz der Mönche von Tiron, die Mönche umringen den heiligen Franz von Assisi auf seinem Totenbett, geschliffener Stein, Dekor im Hoch-Relief, erstes Viertel des 14. Jahrhunderts.

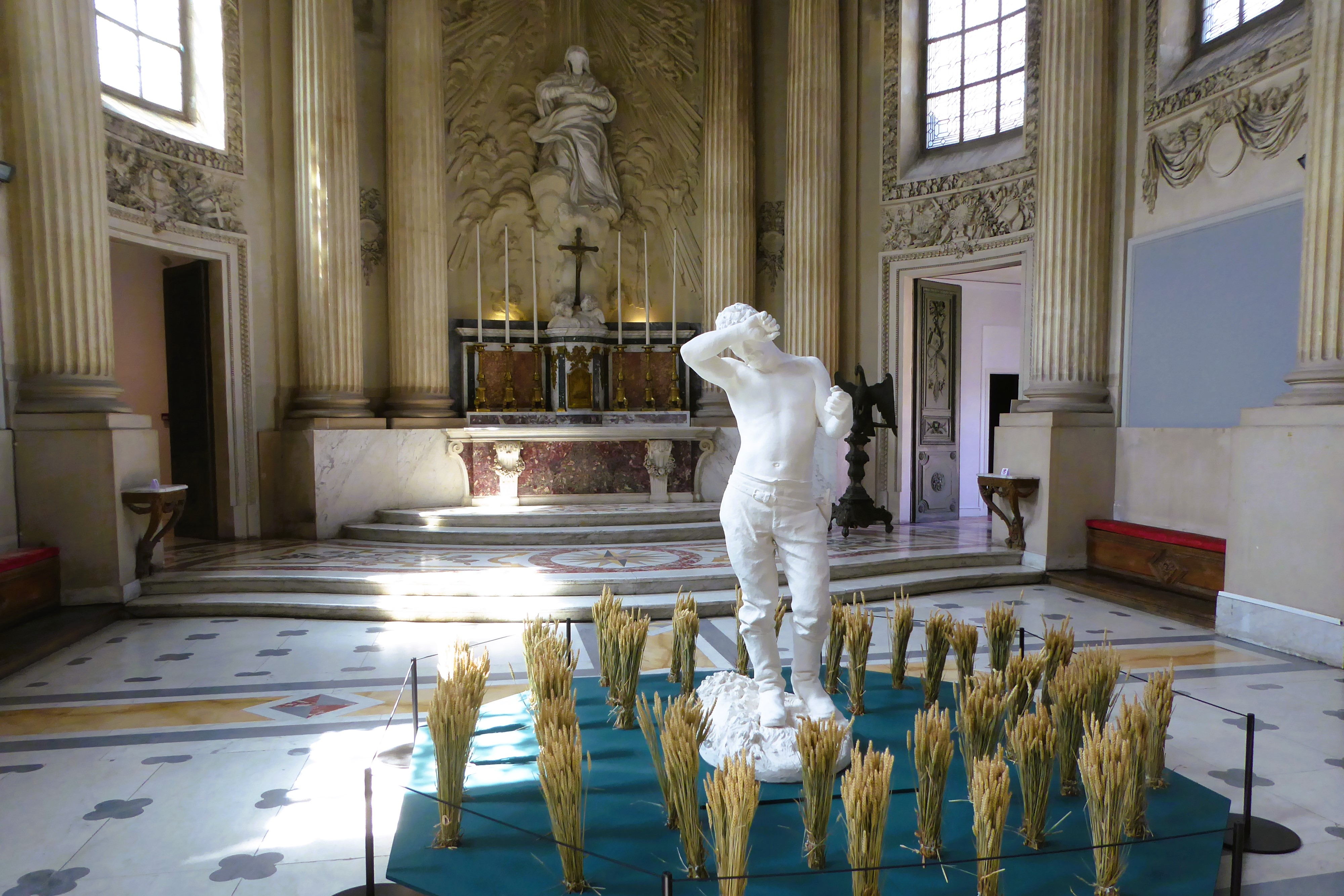
Mäher von Paul Richer in einer Sonderausstellung, 2023.

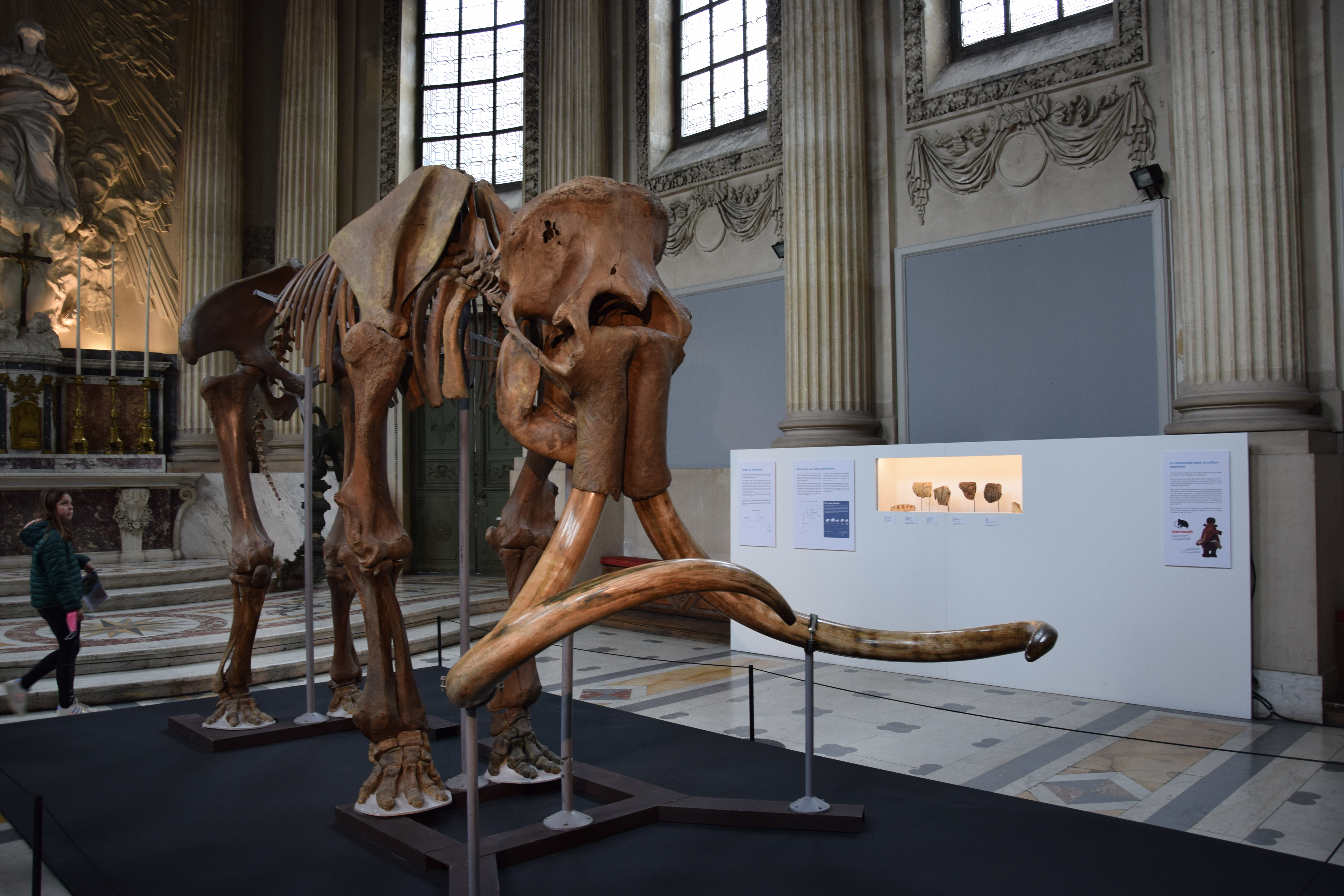
Mammut, in einer Sonderausstellung, 2022.

Andere Sammlungsobjekte
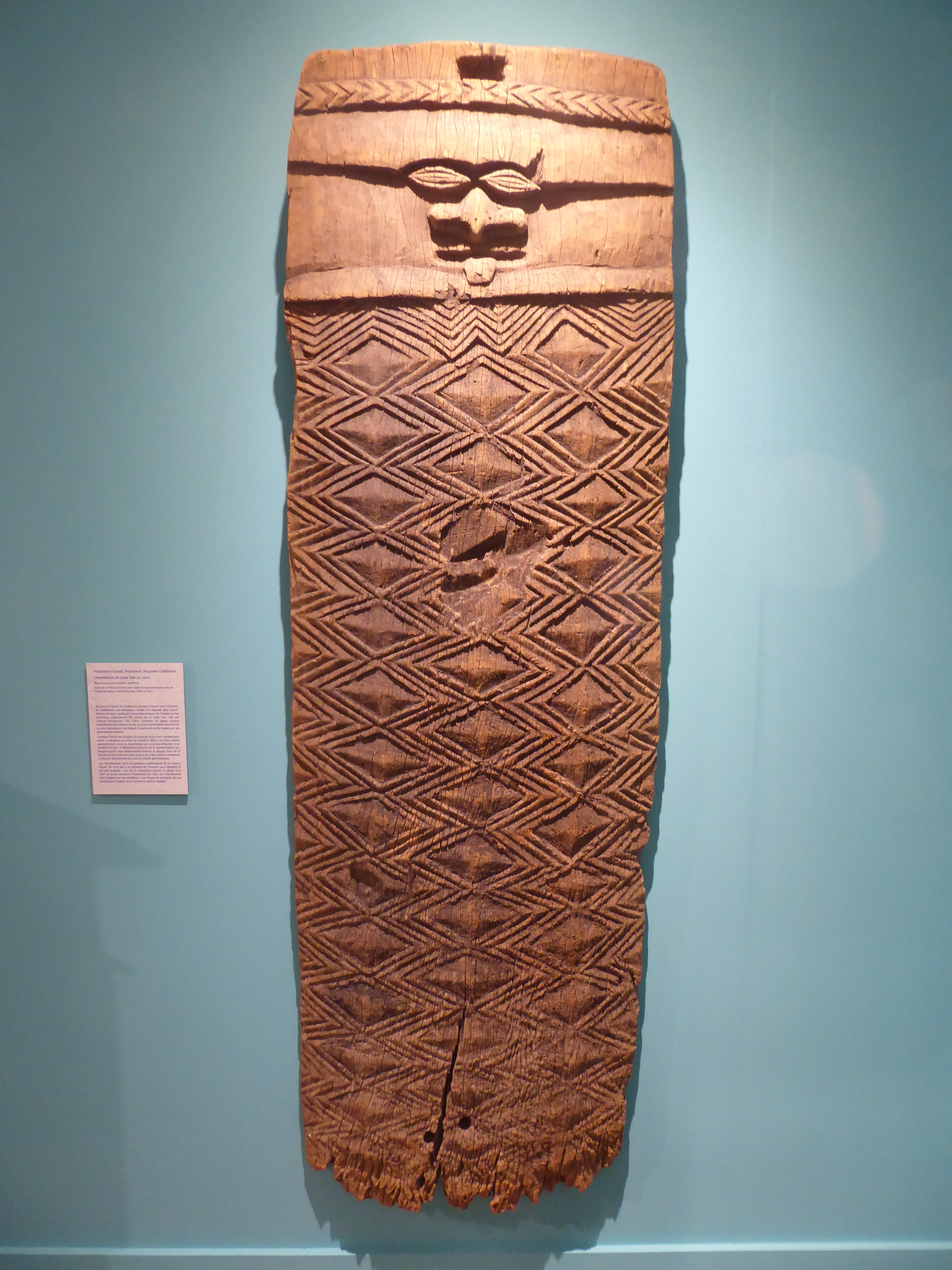
Türverkleidung der Kanak.
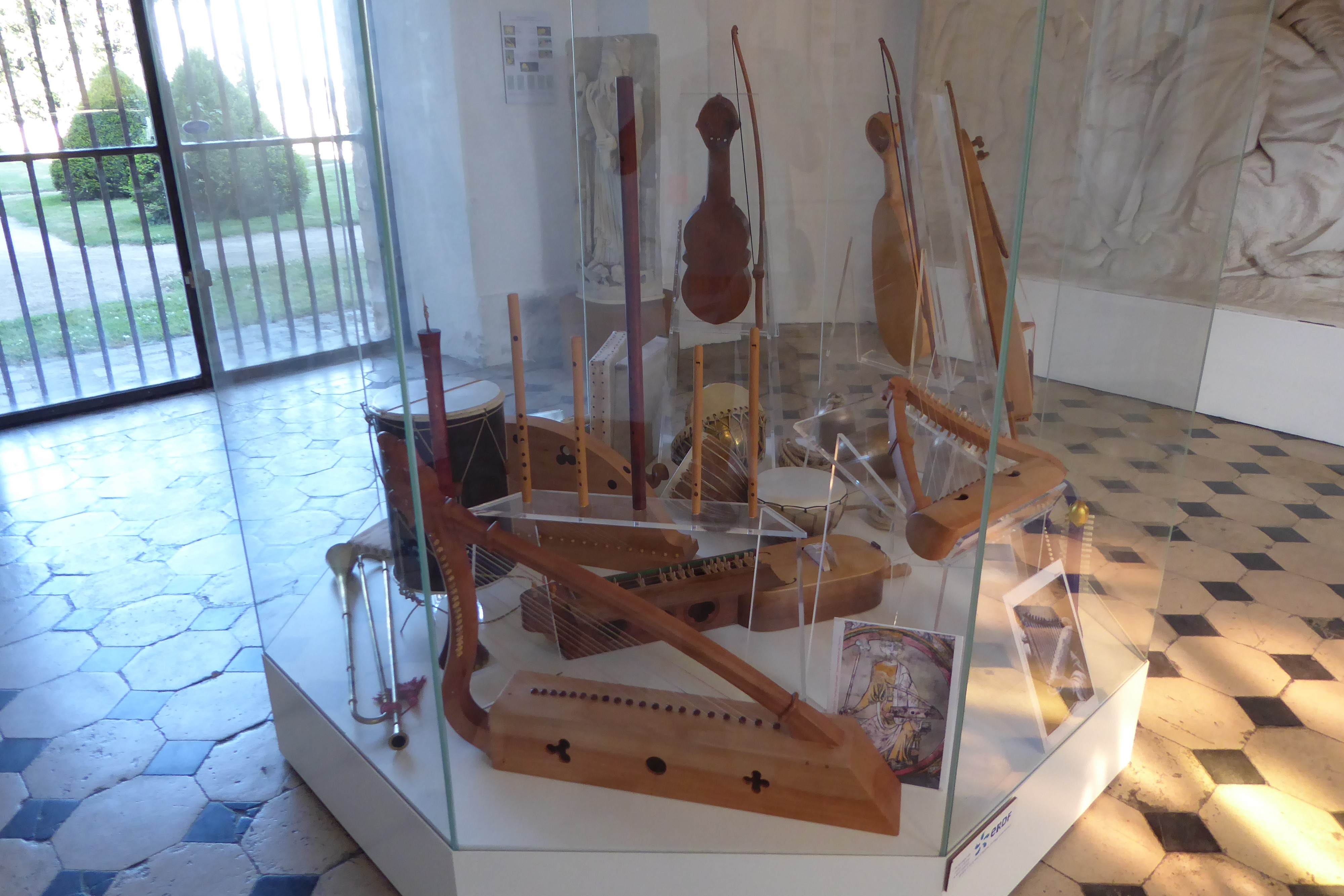
Antike Instrumente.
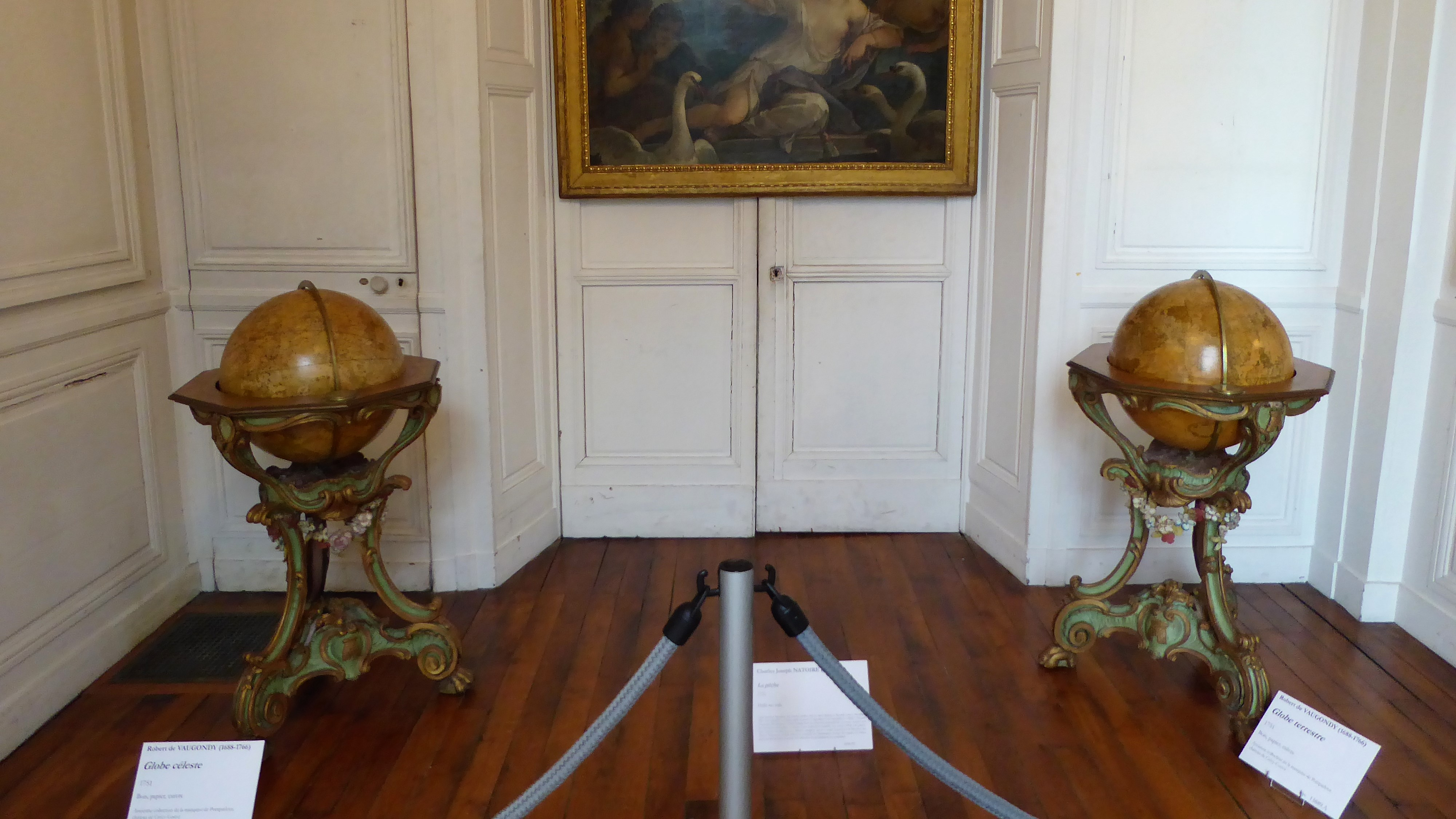
Globus nach Vaugondy, 1751.
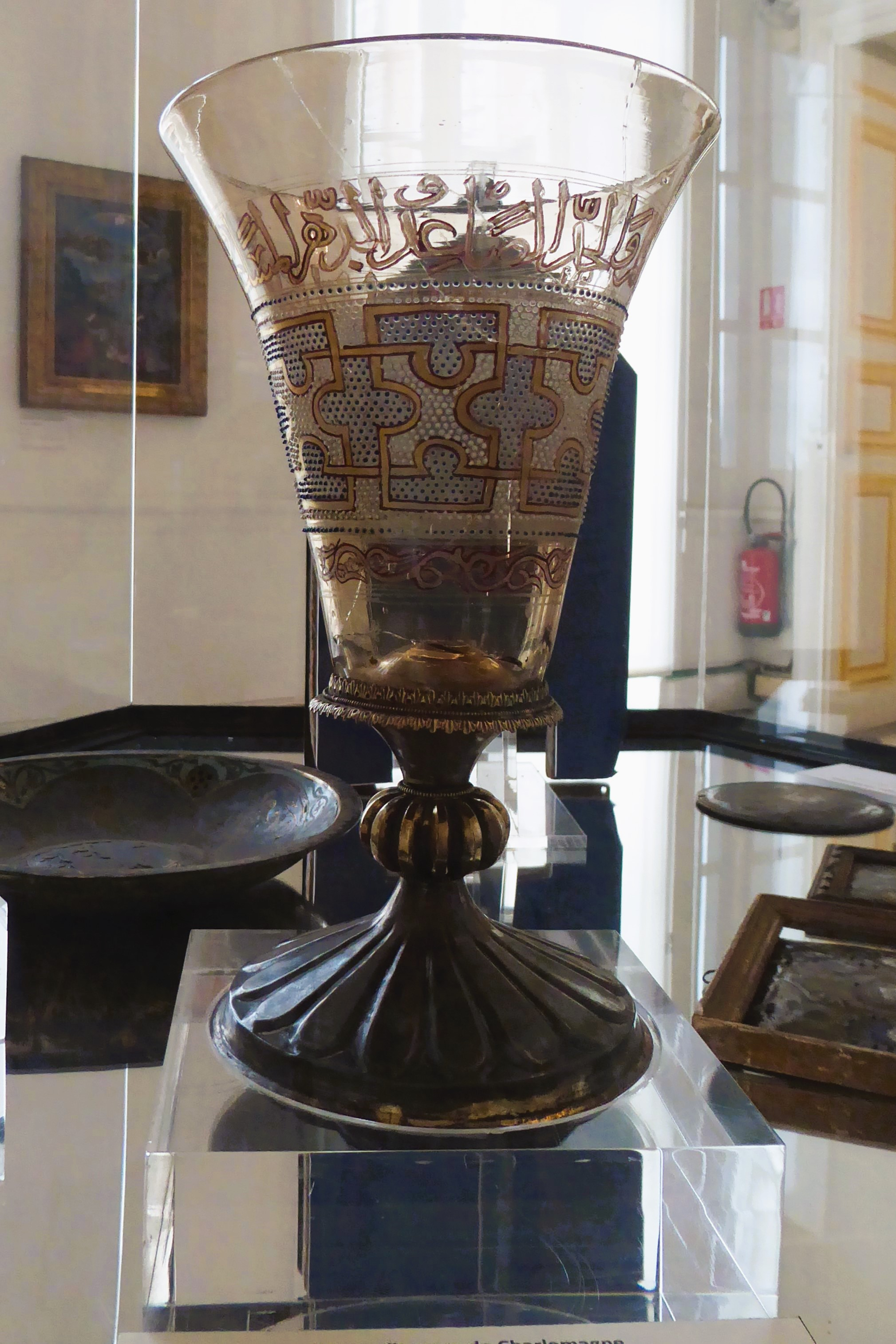
Glas von Karl dem Großen, 12. Jahrhundert.
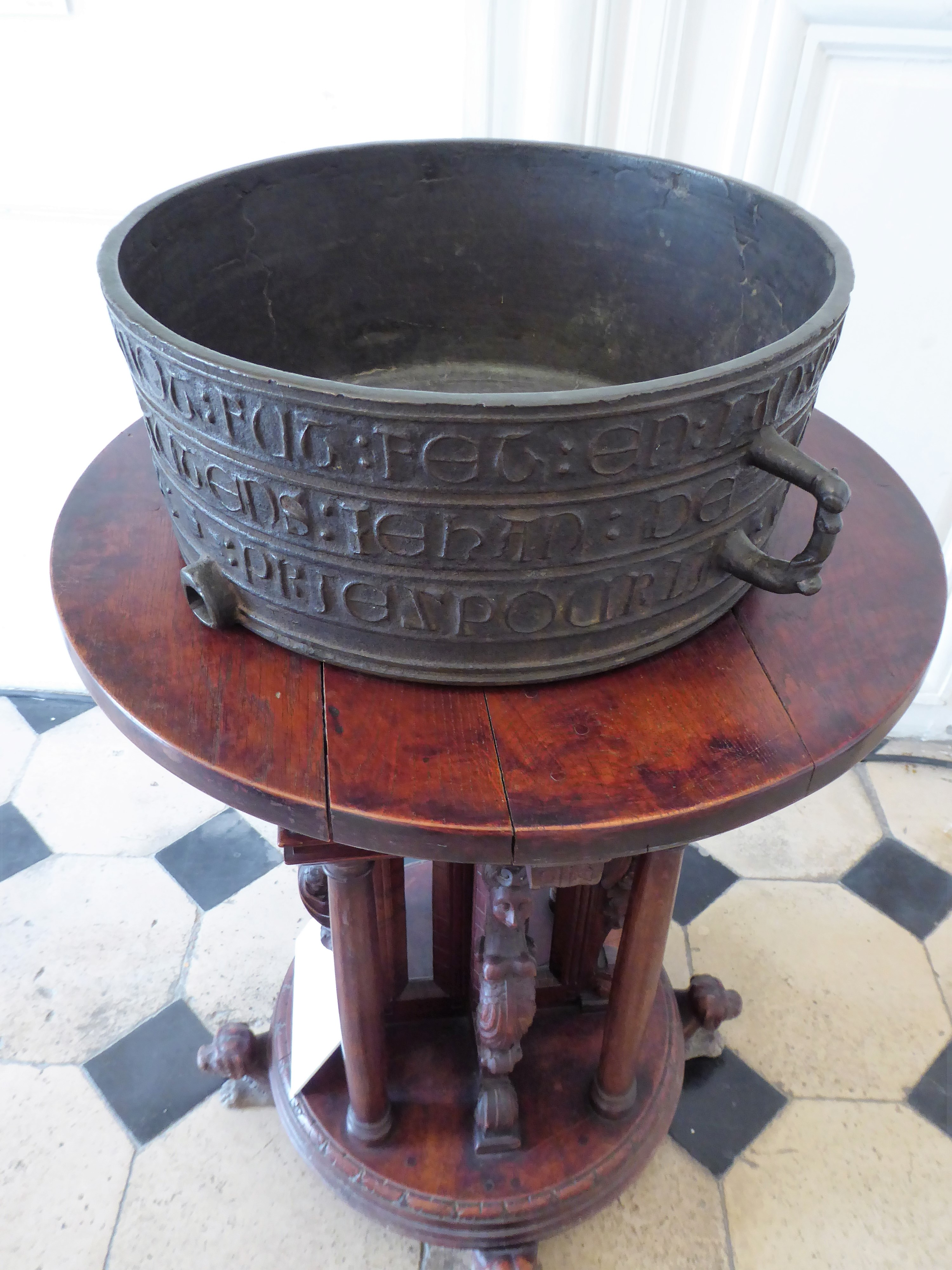
Maß von Chartres, 13. Jahrhundert.
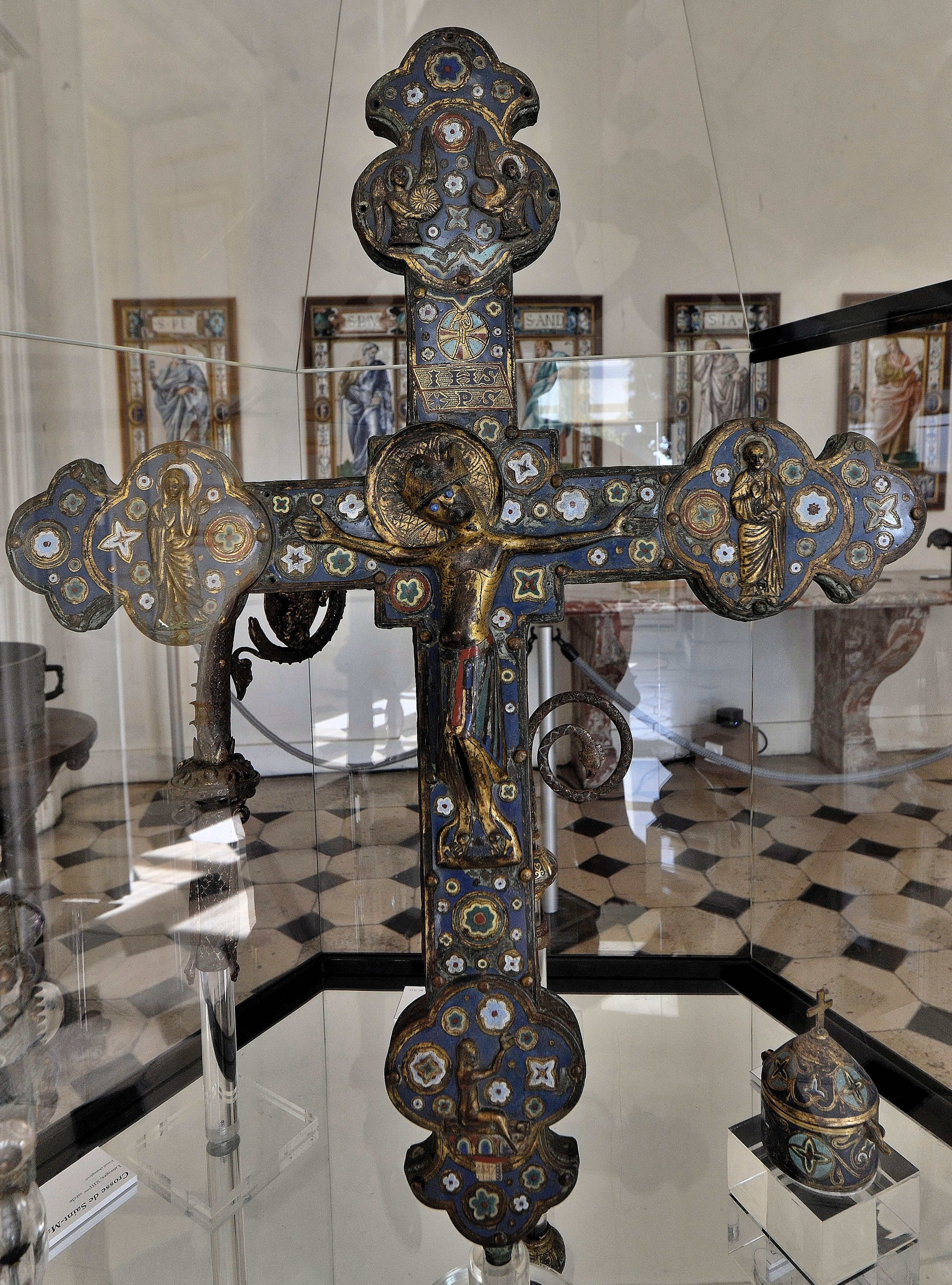
Prozessionskreuz, 13. Jahrhundert.
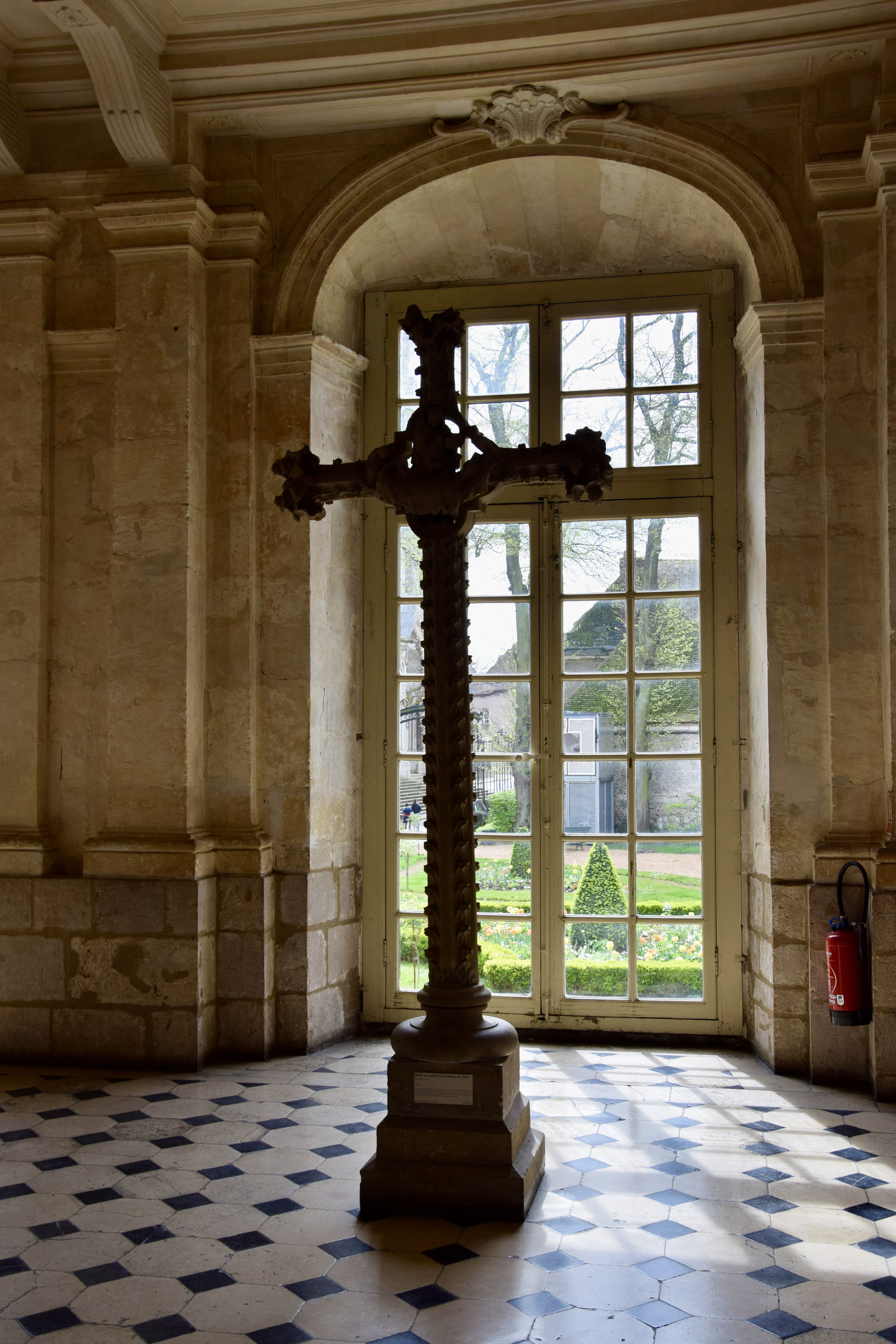
Kreuz der Mönche von Tiron, 14. Jahrhundert.

## Bibliographie
- Claude Stéfani, Maïthé Vallès-Bled: Guide du Musée des beaux-arts de Chartres. Musée des beaux-arts de Chartres, Chartres 1996, ISBN 2-902549-08-3 (französisch).